# Tombeau de Talpiot
Le tombeau de Talpiot est un hypogée découvert le 27 mars 1980 à Talpiot-Est, un quartier au sud-est de la vieille ville de Jérusalem, et dans lequel certains spécialistes voient le tombeau de Jésus de Nazareth et de sa famille. Ce tombeau se situe à environ quatre kilomètres au sud de l'église du Saint-Sépulcre, qui est considérée par la tradition comme étant tout à la fois le lieu où se trouvait le Golgotha et aussi la grotte où fut déposé le corps de Jésus après qu'on l'eut descendu de la croix.
Ce tombeau est souvent identifié « Talpiot A » pour le distinguer d'un autre hypogée, dit « Talpiot B », découvert en 1981 à moins de 45 mètres, et dont l'exploration archéologique a été, comme pour Talpiot A, supervisée par Amos Kloner, alors chargé de ce secteur géographique au sein de l'Autorité des antiquités d'Israël (AAI). Les hypogées de Talpiot A et Talpiot B se trouvent sur un terrain qui aurait été celui d'une propriété agricole prospère durant la période du Ier siècle ap. J.-C. Une troisième tombe, située à moins de trente mètres au nord de Talpiot A, a été totalement soufflée par le dynamitage qui a révélé le site. Il n'en restait que des murs intérieurs avec des restes partiels de niches. Des vestiges d'un mikvé ainsi que d'un ancien pressoir à olives et plusieurs citernes d'eau ont été retrouvés par l'archéologue Josef Gat à qui Amos Kloner avait confié les fouilles.

## 1980, découverte dutombeau

### Contexte etchronologie desévénements
C'est accidentellement, lors de travaux de construction d'un immeuble rue Dov Gruner (en), qu'un dynamitage met au jour l'entrée de ce tombeau dans la matinée du jeudi 27 mars 1980. La cour et l'antichambre ont déjà été arasées par les bulldozers mais la chambre mortuaire et sa façade sont intactes. L'ingénieur Ephraim Shohat de la société Solel Boneh prévient immédiatement le Département israélien des antiquités (future Autorité des antiquités d'Israël, AAI), qui diligente le jour même l'archéologue Eliot Braun.
L'Autorité des antiquités d'Israël (AAI) confie la fouille d'urgence à une équipe d'archéologues coordonnée par Amos Kloner, expert en tombes et coutumes funéraires de la période du Second Temple de l'université Bar Ilan et qui est également superviseur de ce secteur. Les fouilles débutent très brièvement le vendredi 28 mars et sont vite interrompues par le shabbat. S'étant rendu lui-même sur place, Amos Kloner désigne son confrère Josef Gat archéologue principal de cette campagne de fouilles d'urgence.
Entre le moment où la découverte de la tombe est signalée par la société Solel Boneh aux autorités israéliennes, le jeudi 27 mars 1980, et le début effectif des fouilles le dimanche 30 mars, des enfants du quartier s'approprient des restes humains durant la journée du samedi 29 mars, jouent avec et les dispersent. Une mère de famille du quartier, Rivka Maoz, qui avait elle aussi prévenu les services archéologiques le 28 mars 1980 après que son jeune fils Ouriel l'eut informée avoir trouvé l'entrée du tombeau, tente de protéger le site en attendant le retour des archéologues le dimanche 30 mars. Elle prend l'initiative de collecter dans un sac les ossements éparpillés à l'extérieur du tombeau et les met à l'abri en les conservant chez elle. Arrivé sur le site le dimanche 30 mars aux environs de midi, Shimon Gibson se souviendrait avoir vu les ossuaires alignés par terre pour être emportés par l'AAI au musée Rockefeller.
La licence officielle d'excavation no 938 est délivrée le 31 mars. L'exploration du site dure jusqu'au 11 avril. La tombe est ensuite rendue aux aménageurs, qui la recouvrent d'une dalle de béton.
Josef Gat établit un compte rendu initial en date du 15 avril 1980, déposé dans un dossier conservé à l'Autorité des antiquités d'Israël (AAI).
Ultérieurement, la tombe ayant été laissée ouverte au milieu du complexe résidentiel (une communauté juive orthodoxe l'utilisera d'ailleurs comme gueniza), les résidents du quartier demanderont à ce quelle soit définitivement fermée pour éviter tout accident avec les enfants. Une dalle de béton sera donc installée pour rendre inaccessible le puits permettant d'y descendre.

### Lefronton delatombe

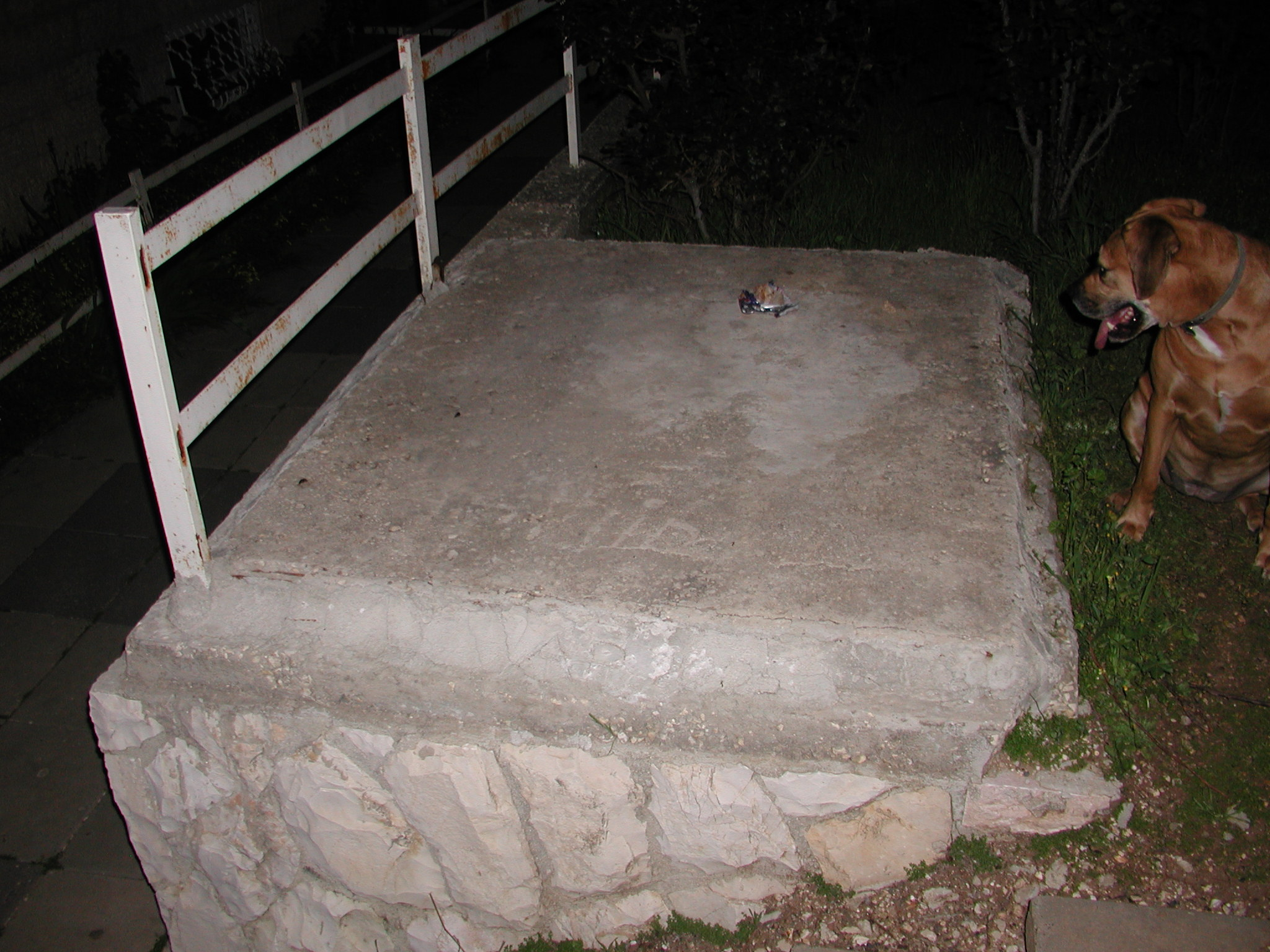
Le puits d'accès scellé du tombeau de « Talpiot A » tel que visible aujourd'hui rue Dov Gruner, dans le quartier de Talpiot-Est.

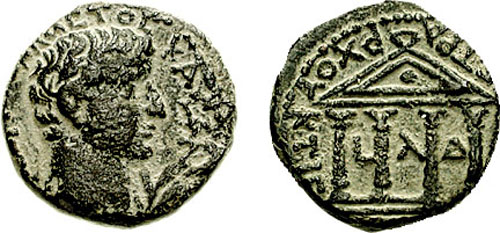
Monnaie frappée par Hérode Philippe, fils de Hérode I (dit le Grand). L'effigie côté face est celle de l'empereur romain Tibère, avec une branche de laurier sur sa droite. Au verso de la monnaie se trouve un motif de temple impérial tétrastyle (Augusteum) avec un oculus dans le fronton. La date d'émission se trouve entre les colonnes. Hérode Philippe a régné de l'an 4 av. J.-C. jusqu'en 34 ap. J.-C. sur la Batanée, la Gaulanitide, la Trachonitide, l'Auranitide et l'Iturée, des régions essentiellement peuplées de païens situées au nord de la Décapole hellénistique.

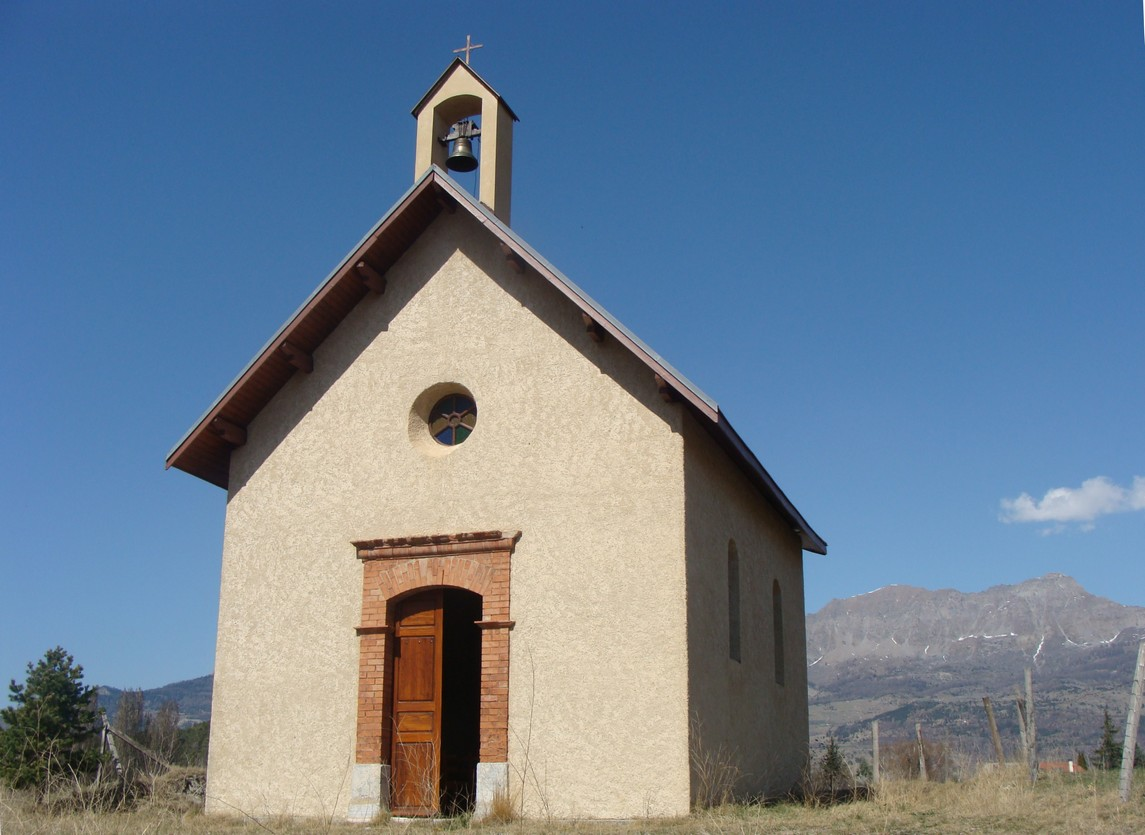
Une chapelle moderne à Chorges perpétuant la tradition antique de la maison avec porche surmonté d'un œil-de-bœuf ou oculus, comme sur la tombe de Talpiot.

L'entrée de ce tombeau est décorée d'un fronton orné d'un chevron à motif central circulaire. La symbolique de ce décor, rare pour une tombe simple, a nourri de nombreuses interprétations, comme celle de Simcha Jacobovici dans son documentaire Le Tombeau de Jésus, qui fait dériver le symbole maçonnique (la lettre G centrée entre une équerre et un compas entrelacés) du motif ornemental de la façade de Talpiot A. En réalité, ce motif est présent sur les côtés de plusieurs ossuaires de cette époque : le chevron pouvait servir de poignée pour ouvrir leur couvercle. Le décor de ces ossuaires aurait donc pu être reproduit sur la façade du tombeau. Par ailleurs, le chevron faîtier surmontant un oculus – ou « œil de bœuf » – est un élément architectural connu dans l'antiquité. Il est présent au-dessus de temples antiques et, ainsi que le note Craig A. Evans, apparaît sur des monnaies contemporaines du tombeau de Talpiot:

« Le modèle du pignon pointu et de la rosette n'a rien à voir avec le christianisme. En fait, ce motif est antérieur de plusieurs années à Jésus et au mouvement chrétien. On le trouve sur des pièces hasmonéennes et sur des pièces frappées par le tétrarque Philippe, fils d'Hérode le Grand, bien avant les activités de Jésus et l'émergence de son mouvement. Le motif du pignon et de la rosette se retrouve également dans l'art funéraire juif et dans l'art synagogal, symbolisant généralement le temple ou l'arche d'alliance. Ce motif se retrouve sur plusieurs ossuaires dont rien ne permet de penser qu'ils sont chrétiens (voir Rahmani n° 282, 294, 392, 408, 893). En résumé, le pignon pointu surmontant la rosette est un symbole juif pré-chrétien qui se référait au temple, et non un symbole judéo-chrétien. »

L'archéologue Shimon Gibson, intervenu lors des fouilles dans le tombeau de Talpiot A au sein de l'équipe d'Amos Kloner et Josef Gat, mentionne plusieurs sites possédant cette caractéristique architecturale :

« Des représentations de portes à pignon avec acrotères sont connues dans plusieurs tombes du cimetière d'Haqeldemah (le « Champ de sang ») au sud du mont Sion. Le cercle, cependant, représente très probablement une couronne, et des exemples sont connus dans la décoration des tombes autour de Jérusalem, notamment sur le plafond de la chambre intérieure de la « Tombe d'Absalom » dans la vallée du Cédron, et sur le linteau de la « Tombe des Apôtres » à Haqeldemah et ailleurs. »

La postérité de l'oculus est encore attestée de nos jours : il est visible sur des bâtiments modernes, voire contemporains.
Particularité unique propre au tombeau de Talpiot A, le faîte du chevron de la façade taillée dans la roche est surmonté par un appendice vertical de même largeur et de même épaisseur que les deux versants du fronton. L'extrémité de cet appendice se termine par une connexion à la voute supérieure du cadre de la façade taillée dans la roche.

### La pratique del'«ossilegium» durantlapériode duSecondTemple
Amos Kloner et son équipe attribuent le tombeau à une famille juive de la classe moyenne supérieure de l'époque du Second Temple. Cette famille pratique le rite funéraire de l’ossilegium (inhumation secondaire qui consiste à regrouper les os du mort dans un ossuaire).
En ce qui concerne les pratiques funéraires des classes moyennes supérieures et des classes supérieures de Jérusalem à la fin de la période du Second Temple, l'archéologue Jodi Magness, en s'appuyant sur l'exemple de la Tombe de Jason, explique que : 

« À partir d'environ 20-10 avant notre ère, la pratique consistant à placer les os des loculi dans un charnier ou une fosse a été remplacée par le placement des os dans des boîtes en pierre appelées ossuaires. Les ossuaires sont restés courants dans les tombeaux creusés dans la roche de Jérusalem jusqu'à la destruction de la ville par les Romains en 70 de notre ère.
La plupart des éléments qui apparaissent dans la Tombe de Jason sont restés caractéristiques des tombes juives taillées dans la roche de Jérusalem jusqu'à la fin de la période du Second Temple en 70 de notre ère : un porche devant l'entrée du tombeau, parfois avec deux colonnes in-antis ; loculi taillés dans les murs des chambres funéraires ; et une grande borne pyramidale, conique ou en colonne construite au-dessus de la tombe. De plus, l'utilisation d'ossuaires a remplacé le charnier. Des tombes taillées dans la roche présentant ces caractéristiques entourent Jérusalem au nord, à l’est et au sud. Des exemples bien connus incluent le tombeau de Bene Hezir dans la vallée du Cédron, le tombeau de la reine Hélène d'Adiabène (appelé tombeau des rois) près de l'hôtel American Colony à Jérusalem-Est, les tombeaux de Sanhedria (dans le quartier moderne de Sanhedria, au nord de Jérusalem) et le tombeau de Nicanor sur le mont Scopus. »

Émile Puech observe, entre autres, qu'à l'intérieur d'une tombe familiale comprise au sens large, chaque kokh était associé à une famille nucléaire : 

« L'usage des ossuaires n'était certainement pas la seule pratique funéraire des juifs de l'époque. On connaît aussi l'usage de sarcophages, quelques-uns même inscrits, mais la coutume des ossuaires s'était répandue depuis l'époque hérodienne dans le dernier tiers du 1er siècle avant J.-C. jusque dans le 2e siècle après, avec la plus grande fréquence pendant le ler siècle de notre ère. On en a des preuves écrites sur au moins trois générations avant la chute de Jérusalem en 70, donc environ sur au moins un siècle. Il est intéressant de noter que cet usage semble coïncider avec la conception de la croyance en la vie future de l'École pharisienne de Shammaï, dès le dernier tiers du 1er s. avant notre ère, comme je l'ai montré ailleurs. Cette école de pensée se faisait un devoir de conserver dans une boîte indestructible en vue de la résurrection les ossements du défunt un an environ après la première inhumation, et cela dans un état de pureté maximale après la purification par la décomposition de la chair (de péché) dans la terre d'Israël. Un ossuaire pouvait contenir les ossements d'une seule personne, parfois de plusieurs, et la coutume était celle de mari et femme (et enfants), père et fils, mère et fille, frères et sœurs, bref celle de la fa mille au sens restreint. La mise dans l'ossuaire revenait aux fils comme devoir de piété familiale, non à des étrangers. Il s'agit là d'une relecture et d'une adaptation actualisée de la vision des ossements desséchés d'Ézéchiel 37.
En outre, la pratique de l'ossuaire, tout comme celle du sarcophage bien que dans une moindre mesure pour ce dernier, suppose celle d'un tombeau creusé dans le roc, ce qui n'était pas à la portée de tous, même à Jérusalem. Réservée à des familles plutôt aisées, elle était supposée libérer de la place sur une banquette ou dans un four pour d'autres inhumations à venir. C'est donc une pratique étroitement liée à un tombeau familial creusé par un ancêtre, la famille comprise alors au sens assez large. Mais chaque cellule familiale (= une famille au sens restreint) y jouissait d'une concession à chaque génération. Si l'usage a beaucoup diminué après 70, cela tient à une présence juive réduite dans la ville et ses environs.
Tous les ossuaires ne sont pas décorés ni même inscrits, loin de là, il ne s'agit que d'une minorité, ce qui nous prive cruellement de renseignements précieux pour des statistiques onomastiques, ce qui devrait très sensiblement changer les pourcentages. On sait par les Évangiles qu'un Joseph d'Arimathie avait fait creuser un tombeau à Jérusalem mais on n'a pas retrouvé d'ossuaire ni de sarcophage ni d'inscription tombale à son nom! Enfin, les ossuaires ne sont pas propres aux habitants de Jérusalem, on en connaît à Jéricho dans le même matériau et ayant appartenu à des familles aisées de Jérusalem, et d'autres ailleurs, en Galilée y compris. »

### La fouille d'urgence insitu
Compte tenu de la conformation des niches dans le tombeau de Talpiot A, Amos Kloner et Josef Gat estiment que celui-ci a été initialement creusé pour servir de sépulture avec inhumation primaire, dans laquelle il est prévu de laisser reposer indéfiniment les corps en station horizontale. Mais la présence des ossuaires attestant d´une sépulture avec inhumation secondaire (pratique de l'ossilegium), ils en ont déduit que les modalités d'usage de la tombe avaient été modifiées au cours temps.
Les fouilles mettent au jour une chambre mortuaire disposant de deux arcosolia. Six kokhim (singulier kokh) ont été taillés, à raison de deux sur trois des murs, qui contiennent au total dix ossuaires, parfois déposés en enfilade. Les dalles ou maçonneries fermant habituellement les niches sont manquantes et ne sont pas retrouvées. Des ossements éparpillés au sol, quelques tessons typiques de la période hérodienne sont également découverts. La tombe a été probablement visitée dès l'Antiquité. Un dépôt argileux / sédimentaire typique du secteur de Jérusalem-est appelé terra rosa, d'une cinquantaine de centimètres d'épaisseur, s'est infiltré dans la pièce par la porte laissée ouverte, possiblement à la suite du tremblement de terre qui a secoué Jérusalem en 363 ap. J.-C et qui a pu déloger la pierre fermant le tombeau,. La plupart des ossuaires sont brisés.
La topographie des lieux et la localisation des artéfacts présents dans la tombe sont relevées sur un plan établi par Shimon Gibson, alors étudiant en archéologie. Il indique la présence de trois crânes sur le sol. L'un se trouve devant la niche à droite de l'entrée (zone numéro 7 sur le plan de Gibson), un devant la niche à gauche de l'entrée (zone 2). Le troisième se situe près de la niche au fond à droite (zone 5).
Concernant l'intervention de Shimon Gibson sur le chantier de fouilles, James Tabor rapporte que :

« Shimon Gibson est arrivé le dimanche vers midi. En 2003, lorsque je l'ai interrogé pour la première fois à propos de son arrivée sur les lieux, il s'est rappelé distinctement avoir vu les ossuaires qui avaient été retirés du tombeau alignés à l'extérieur, attendant un camion de l'AAI qui les transporterait au musée Rockefeller, où l'AAI avait son siège. Là, ils seront nettoyés, photographiés et, surtout, examinés à la recherche d'inscriptions. Gibson se souvient que Joseph Gat l'a emmené à l'intérieur du tombeau, où les ouvriers enlevaient la terre accumulée, et qu'il pouvait encore voir les empreintes laissées par les ossuaires. Gat lui indiqua l'emplacement de chacun d'entre eux afin qu'il puisse inclure les emplacements originaux des dix ossuaires sur sa carte. Si le souvenir initial de Gibson était correct, cela signifierait que les ossuaires n'ont pas été enlevés avant le dimanche midi et qu'ils ont été laissés dans la tombe le vendredi et le samedi. Cela expliquerait comment les enfants du voisinage ont pu extraire des crânes de la tombe pour leur match de football improvisé, puisque les ossuaires étaient enfouis sous 45 cm de terre et n'étaient pas visibles lorsque les archéologues ont commencé leur travail. »

La littérature académique compilée par Amos Kloner et Boaz Zissu dans leur ouvrage commun publié en 2007, The Necropolis of Jerusalem in The Second Temple Period, indique une pratique précoce (à l'instar de Charles Clermont-Ganneau en 1899, par exemple) et majoritaire parmi les archéologues intervenus au fil des ans sur les sites de la nécropole funéraire de Jérusalem : lorsque des artéfacts sont indiqués sur un plan, ils sont identifiés par un numéro ou une lettre à usage unique — ce qui inclut les ossuaires — de manière continue sur l'ensemble du site fouillé, indépendamment de leur sous-zone de localisation. Dans cet ouvrage de 2007, s'agissant des plans liés à ses propres fouilles et sur lesquels sont indiqués des ossuaires, Amos Kloner reproduit les quatre qu'il a publiés en 1980,,,, année de la découverte de Talpiot A. Sur chacun d'eux, les ossuaires sont numérotés en série continue pour les distinguer les uns des autres. Amos Kloner conservera cette pratique jusqu'à la fin de sa carrière. Seule exception dans cet ouvrage cosigné avec Boaz Zissu, une excavation publiée par Amos Kloner en 1982 pour laquelle il reproduit un plan sur lequel dix ossuaires ne sont pas identifiés.
Contrairement à cet usage, Amos Kloner et Joseph Gat publient les fouilles de Talpiot A accompagnées du plan établi par Shimon Gibson, qui œuvre sous leur autorité, et sur lequel ne sont pas relevées et identifiées les positions respectives de chaque ossuaire dans la tombe, individuellement. La première version du plan jointe au dossier des fouilles de Talpiot A en 1980 indique des ossuaires identifiés par les lettres A, B ou C, indistinctement dans les kokhim, soit : cinq ossuaires identifiés par la lettre A, quatre ossuaires identifiés par la lettre B, un ossuaire identifié par la lettre C. Leur localisation spécifique dans les kokhim n'est pas précisée. Il est désormais impossible de dire où se trouvaient précisément chacun d'eux au moment de la découverte. Chose préjudiciable à l'étude scientifique du tombeau, on ne peut donc dire comment ils étaient agencés les uns en fonction des autres. En particulier, le kokh immédiatement à droite (zone 7), habituellement réservé au patriarche de la famille, contenait trois ossuaires. Les deux niches de gauche (zones 2 et 3) et la deuxième niche de droite (zone 6) contenaient, chacune, deux ossuaires.
Josef Gat rédige initialement une première synthèse en hébreu qui est conservée avec les pièces du dossier d'autorisation de fouilles numéro 938, accompagnée du plan établi par Shimon Gibson. Josef Gat publie ensuite un rapport préliminaire dans Hadashot Arkheologiyot numéro 76 (avril 1981), pp. 24–26, donc avant que les inscriptions des dix ossuaires ne soient officiellement traduites. Josef Gat indique que :

« Lors des fouilles archéologiques sur le site, 10 ossuaires ont été découverts dans les différentes niches. Aucune sépulture primaire n'a été retrouvée dans les niches et une seule niche a été retrouvée sans ossuaire (niche n°4). Sur le sol de la pièce principale se trouvaient des restes d'os, notamment des crânes et des os de membres sous les étagères funéraires. »

Josef Gat signale également la présence du troisième tombeau en ruine, soufflé par le dynamitage du site :

« À environ 20 mètres au nord de ce tombeau se trouvent les restes d'un tombeau en ruine. Deux citernes ont été découvertes à proximité, datant probablement de la période byzantine. »

Ultérieurement, en 1996 et en 2007, Amos Kloner publie un plan du tombeau de Talpiot A sur lequel n'apparaît plus la notation du lettrage sur les ossuaires, et seul un crâne sur trois est dessiné, devant la niche funéraire correspondant à la zone de fouille numéro 2.
En extrapolant à partir de tombes et d'ossuaires qu'il a précédemment étudiés, Amos Kloner estime que cette tombe familiale pourrait avoir contenu jusqu'à trente-cinq personnes, dix-sept dans les ossuaires, dix-huit à l'extérieur, la tombe ayant pu, selon lui, servir à trois ou quatre générations successives : 

« Cette tombe a probablement été utilisée par trois ou quatre générations. Les découvertes, qui incluent une petite quantité de tessons, permettent une datation de la période du Second Temple, i.e. de la fin du premier siècle av. J.-C. ou du début du premier siècle ap. J.-C. jusqu'à approximativement 70 ap. J.-C. »

Amos Kloner ajoute en note :

« Le nombre d'inhumations peut être estimé à 35 : 17 dans les ossuaires (en se basant sur une moyenne de 1,7 individus par ossuaire), et 18 en dehors des ossuaires. Ces chiffres s'appuient sur les données démographiques compilées par l'auteur (voir Kloner 1993:105). »

Par la suite, Amors Kloner réduit son estimation du spectre temporel durant lequel la tombe aurait été utilisée et ne mentionne plus son étude de 1993 qui lui a servi d'assiette pour évaluer le nombre d'individus possiblement présents dans la tombe :

« Les ossements d'approximativement trente-cinq individus, représentant trois ou quatre générations inhumées, et des fragments de vaisselles en terre cuite ont été trouvés dans la tombe.
Les découvertes indiquent une datation du premier siècle ap. J.-C., probablement jusqu'en 70 ap. J.-C. »

### Les ossuaires etlesossements sont déposés àl'Autoritédesantiquitésd'Israël
Les ossuaires de la tombe de Talpiot A sont ensuite confiés au musée Rockefeller de Jérusalem. Rivka Maoz dira, de son côté, avoir remis aux archéologues le sac d'ossements qu'elle avait mis à l'abri. Les os trouvés dans les ossuaires, ainsi que ceux remis par la famille Maoz, ont été collectés et conservés par l'Autorité des antiquités d'Israël (AAI). Mais ils semblent avoir été inhumés anonymement quelques mois plus tard dans un cimetière collectif, sans avoir été étudiés, sous la pression des autorités religieuses. Joe Zias (en), alors responsable du département d'anthropologie de l'Autorité des antiquités d'Israël (AAI), a affirmé quant à lui que ces ossements ne lui ont jamais été remis à des fins d'analyse durant le laps de temps où ils semblent avoir été conservés par l'AAI.
James Tabor observe qu'il est désormais impossible d'objectiver cette évaluation sur la base d'une étude anthropologique exhaustive des ossements retrouvés dans le tombeau :

« Les ossements : Kloner se souvient que les ossements du sol de la tombe ont finalement été remis aux autorités religieuses juives, mais il n'est pas certain qu'ils aient tous été examinés par un anthropologue. Joe Zias a vérifié ses propres dossiers et affirme qu'ils ne lui ont pas été remis. Aucun rapport anthropologique ne figure dans les dossiers de l'IAA. Kloner note également que les ossements contenus dans les ossuaires étaient dans un état de détérioration avancé. En ce qui concerne le nombre d'individus dans la tombe, Kloner précise dans son article (note de bas de page n°2) et dans son interview que ses chiffres sont basés sur des moyennes ou des estimations démographiques, tirées de tombes de ce type, et non sur un inventaire anthropologique précis des ossements effectivement trouvés dans cette tombe particulière. Il calcule 1,7 individu par ossuaire (donc 17 individus), plus une moyenne du même nombre à l'extérieur (18) pour un total de 35 comme estimation totale. »

James Tabor explique également :

« À l'époque, les ossuaires contenant les ossements étaient généralement transportés intacts au laboratoire, où les os pouvaient être séparés pour être analysés et étudiés. En fonction de leur état de détérioration, ils pouvaient être typés en fonction de l'âge, du sexe et de toute autre information médico-légale distinctive. Cela permettrait également d'établir une éventuelle corrélation entre le contenu de l'ossuaire et les inscriptions de l'ossuaire. Il faut supposer que ces ossements et tous les autres matériaux squelettiques conservés dans divers laboratoires israéliens ont été remis aux autorités religieuses orthodoxes en 1994, lorsque le gouvernement israélien a accepté de restituer ces restes en vue de leur ré-inhumation. Les ossements auraient alors été ré-inhumés dans des fosses communes non marquées par les autorités juives orthodoxes. »

Les ossuaires du tombeau de Talpiot sont répertoriés, en 1994, par Levi Yitzhak Rahmani (en) dans la publication de son inventaire des ossuaires conservés dans les collections publiques israéliennes, A Catalogue of Jewish Ossuaries in the Collection of the State of Israel. La recension de Rahmani mentionne les références officielles de neuf ossuaires du tombeau de Talpiot A aux notices numéros 701 à 709, avec le commentaire que le dixième ossuaire était simple et brisé et n'a pas été retenu. Son numéro d'identifiant 80.509 dans les collections de l'État israélien n'est pas mentionné dans la recension de Levi Y. Rahmani, la liste des ossuaires présentés dans son ouvrage sautant de 80.508 à 80.510. Levi Y. Rahmani ne précise pas les dimensions de l'ossuaire 80.509.

## 1996, legrandpublic apprend l'existence dutombeau

### LaBBCOne produit unpremier documentaire surTalpiotA
Le dimanche de Pâques du 7 avril 1996, la chaîne de télévision publique britanniques BBC One est le premier média grand public à diffuser un documentaire consacré au tombeau de Talpiot A, réalisé par Ray Bruce, intitulé The Body In Question, dans son magazine d'information « Heart of the Matter ».
Quelques jours plus tôt, le 31 mars 1996, le Sunday Times de Londres avait publié un article signé par Joan Bakewell intitulé The Tomb that Dare Not Speak Its Name qui chronique la diffusion à venir de ce documentaire. Cité dans cet article du Sunday Times, l'anthropologiste de l'AAI Joe Zias déclare, à propos des noms gravés sur les ossuaires, qu'il trouve leur « combinaison vraiment impressionnante » et que, considérés dans leur ensemble, ils sont si significatifs qu'il aurait été convaincu qu'il s'agissait de faux s'il n'avait pas su qu'ils provenaient d'une fouille prouvée de l'Autorité israélienne des antiquités :

« Si cela n'avait pas été trouvé dans une tombe, j'aurais dit que 100 % des objets que nous voyons sont des faux. Mais cela provient d'un très bon contexte archéologique, non perturbé. Il ne s'agit pas d'une invention. »

Ultérieurement, Joe Zias réfutera tout lien entre Talpiot A et la famille de Jésus de Nazareth, tout comme il jugera inauthentique l'ossuaire de « Jacques fils de Joseph frère de Jésus ».

### Publication desrésultats desfouilles seizeans aprèsladécouverte
Alors que le tombeau de Talpiot est désormais connu du grand public, Amir Drori, le directeur de l'AAI, demande à Amos Kloner de publier cette même année 1996 un rapport officiel dans la revue Atiqot avec les résultats des fouilles menées dans le tombeau de Talpiot A en 1980, accompagnés de photos et de croquis. Seul un des trois crânes figurant sur le croquis établi par Shimon Gibson en 1980 est indiqué sur celui publié par Amos Kloner avec l'article. Kloner décrit de manière détaillée neuf des dix ossuaires, dont quatre ne sont pas décorés et trois ne portent aucune inscription nominative. Il ne donne aucune description du dixième ossuaire 80.509, non retenu par Levi Y. Rahmani dans sa publication de 1994, pour lequel Kloner mentionne uniquement : « 10. AA 80.509 : 60 x 26 x 30 cm. Ordinaire. » Ces dimensions étaient, jusqu'en 1996 avec cette publication des résultats des fouilles du tombeau, seulement connues de Kloner semble-t-il. Il ne les avait jamais communiquées. Se pourrait-il que l'archéologue ait conservé par-devers lui des notes de fouilles non versées aux archives de l'AAI, sachant que ces dimensions n'étaient pas connues non plus de Rahmani pour son Catalogue publié en 1994 ? Décrit initialement comme brisé (à l'instar de plusieurs autres ossuaires du tombeau de Talpiot) et de peu d'intérêt, l'archéologie étant une science habituée à la restauration des artéfacts, se pourrait-il que ce dixième ossuaire ait tout de même bénéficié d'une remise en état permettant de le mesurer ?

## 2002, l'apparition de l'ossuaire de«Jacques filsdeJoseph frèredeJésus»

### La découverte chez un collectionneur

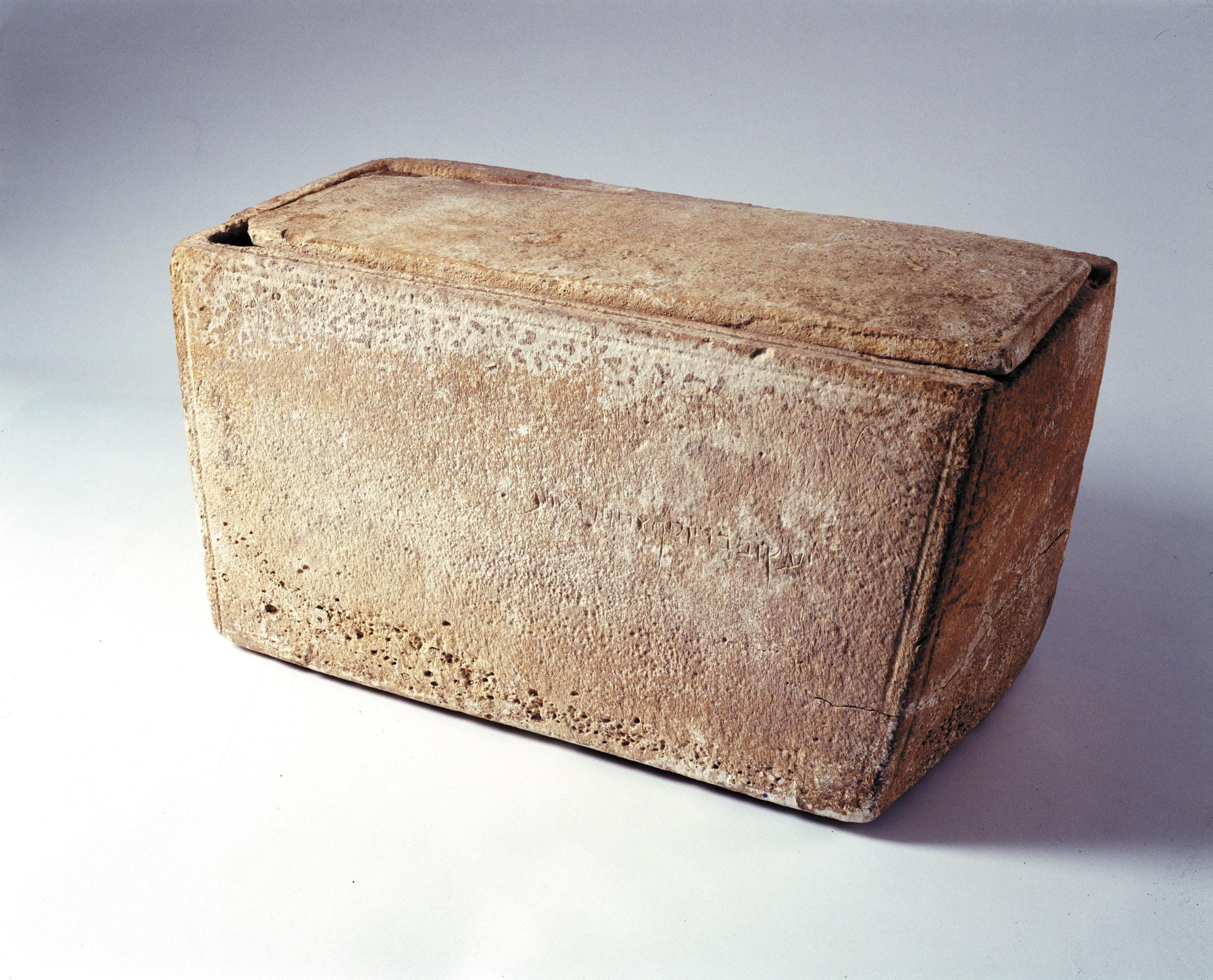
L'ossuaire de « Jacques fils de Joseph frère de Jésus ».

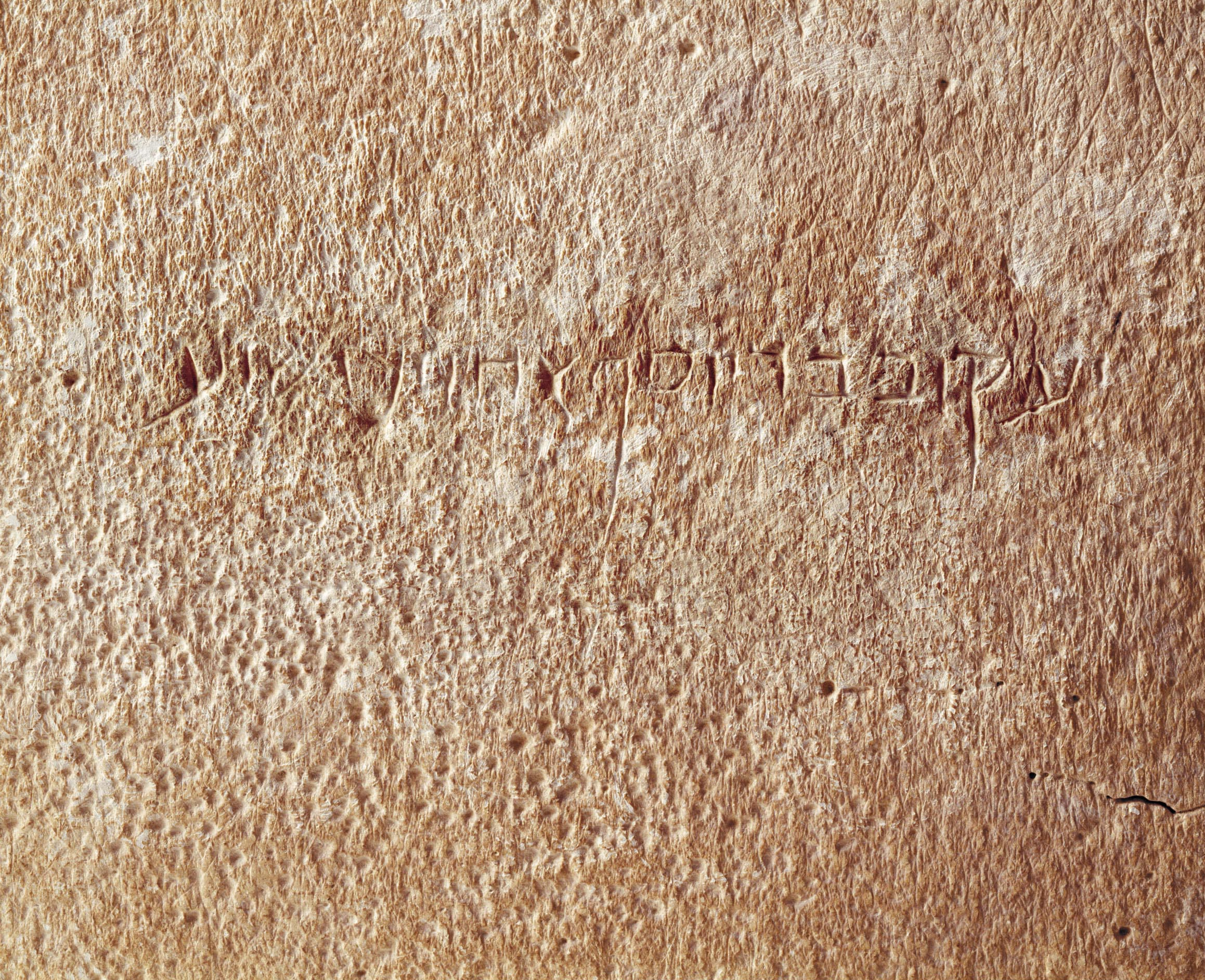
L'inscription « Yaacob bar Yossef akhui Yeshua » gravée sur l'ossuaire de Jacques.

#### Les circonstances
L'ossuaire de « Jacques fils de Joseph frère de Jésus », également désigné ossuaire de Silwan, apparaît en 2002. Oded Golan, l'un des plus grands collectionneurs d'antiquités en Israël, invite cette année-là l'épigraphiste français de renommée internationale André Lemaire à parcourir sa collection. Le chercheur identifie à cette occasion un ossuaire portant l'inscription gravée « Jacques fils de Joseph frère de Jésus ». Oded Golan affirme avoir acquis l'ossuaire sur le marché des antiquités vers 1975.

#### Jacques dit «le Juste», réputé «Frère du Seigneur»
Jacques le Juste, réputé « frère » de Jésus (cf. Mc 6,3 et Mt 13,55-56) qui appartenait selon Simon Claude Mimouni à la classe sacerdotale, était devenu le chef de la communauté des disciples après la mort du Nazaréen, épaulé par les apôtres Pierre et Jean (cf. Ga 1,19 ainsi que Ac 15,13-21 et l'Histoire ecclésiastique (ἐκκλησιαστικῆς ἱστορίας) d'Eusèbe de Césarée). La tradition considère qu'il a été le premier évêque de Jérusalem.
Relevant que la généalogie de Jésus de Nazareth en Mt 1,1-16 indique que son grand-père s'appelait Jacob (= Jacques), ce qui correspondrait à l'usage attesté de la papponymie à cette époque. Simon Claude Mimouni observe par ailleurs à propos de cette généalogie que : 

« Il est toutefois un point sur lequel une donnée de Matthieu paraît plus vraisemblable que celle de Luc : le nom du père de Joseph, car il n'est pas rare dans la société judéenne de cette époque de donner à un enfant le nom de son grand-père, si bien que les mêmes noms sont souvent récurrents au sein d'une même famille — il est donc intéressant de retrouver le nom de Jacques (Jacob), qui est celui d'un frère de Jésus, comme père de Joseph selon Matthieu : une donnée qui a toutes les chances d'être exactes. 
Si selon la généalogie de Matthieu, Jésus est d'ascendance davidique, notamment par Joseph, selon la généalogie de Luc, Jésus est plutôt d'ascendance sacerdotale, notamment par Marie. Ceci étant, selon la règle patrilinéaire qui prévaut à cette époque en Palestine chez les Judéens, seule l'ascendance paternelle et non l'ascendance maternelle est admissible : autrement dit, Jésus, apparemment, est à considérer comme un fils de David plutôt qu'un fils d'Aaron. 
Cette double ascendance apparaît avec les Hasmonéens, lors du règne d'Alexandre Janée, époque où l'on assiste à un mixage des traditions généalogiques. Les grands prêtres ne sont plus considérés comme venant uniquement de la tribu de Lévi, mais comme venant également de la tribu de Juda. Le fondement scripturaire de cette double généalogie est Ex 6,23 : « Aaron prit pour femme Elishèba, fille de Amminabab, sœur de Nakhshôn, et lui enfante Nadab et Abihou, Eléazar et Itamar » — Elishèba (= Elizabeth en grec) est donc de la tribu de Juda (Nb 1, 7 ; 2, 3 ; 7, 12). Ce verset atteste d'une alliance matrimoniale entre la tribu de Lévi et la tribu de Juda. »

À partir du corpus onomastique à sa disposition en 1998, Rachel Hachlili note que, concernant les usages onomastiques durant la période du Second Temple, et plus particulièrement sous le règne des Hasmonéens, les noms bibliques hébraïques personnels Shimeon / Simon, Yehohanan, Yehosef, Yehudah / Judas, Eleazar, Yehoshua sont les cinq noms juifs les plus courants. Ce qui s'explique probablement par le fait qu'il s'agit de noms typiques de cette dynastie. Elle observe également que les noms des patriarches Abraham, Isaac et Jacob étaient rarement utilisés à l'époque du Second Temple. S'agissant des familles sacerdotales, Rachel Hachlili rappelle que certains érudits suggèrent que plusieurs noms apparaissent fréquemment parmi les prêtres, et en particulier dans les familles de grands prêtres : Eléazar, Yehoezer, Yehosef, Yehoshua/Joshua, Shimeon et Mattathias (= Matthieu).
La dynastie hasmonéenne parvient au pouvoir après que Mattathias, un prêtre de la lignée sacerdotale de Yehoyarib, eut lancé la révolte des Maccabées en 168-167 av. J.-C. Son fils Jonathan prendra la tête de la dynastie de 161 à 143 av. J.-C. Il deviendra grand-prêtre de Jérusalem et gouverneur civil et militaire (stratégos et méridarque) de Judée. Chose inédite, il cumulera donc le pouvoir religieux et politique.
En écho à Simon Claude Mimouni, qui formule l'hypothèse que « selon la généalogie de Luc, Jésus est plutôt d'ascendance sacerdotale, notamment par Marie », Mattathias et ses variantes redondent dans la généalogie de Jésus de Nazareth dans l'évangile de Luc (Lc 3,24, Lc 3,25, Lc 3,26, Lc 3,29, Lc 3,31). La première occurrence, Matthate (Lc 3,24), serait un arrière-grand-père de Jésus de Nazareth. Ce Matthate en Lc 3,24 est « fils de Lévi ». En Lc 3,29Lc 3,29 un second Matthate appartenant à une génération plus ancienne est, lui aussi, le fils d'un père nommé Lévi.
De son côté, Rachel Hachlili pointe que l'utilisation d'un nom au fil de générations consécutives dans une famille était une coutume caractérisant les familles éminentes et sacerdotales. Selon elle, la popularité et la fréquence de ces noms sont peut-être dues au fait qu'ils étaient typiques de la dynastie des Hasmonéens, ainsi qu'aux coutumes de papponymie (un enfant reçoit le nom de son grand-père) et de patronymie (un enfant reçoit le nom de son père), qui prévalaient à cette époque dans la population juive.

#### Substance de l'ossuaire et de son inscription
S'agissant de l'ossuaire de « Jacques fils de Joseph, frère de Jésus », celui-ci a des parois planes, dépourvues de décor excepté sur l'une de ses deux longueurs qui est dotée de deux rosaces. La gravure « Jacques fils de Joseph frère de Jésus » est présente sur sa largeur non décorée. Sa forme est trapézoïdale : sa base est plus étroite que sa partie haute. Les dimensions maximales de cet ossuaire sont, officiellement, de 56 x 26 x 30 cm. On note des traces d'une peinture rouge qui a été appliquée comme c'était alors l'usage. Particularité, les parois extérieures de l'ossuaire de Silwan présentent un aspect qui ne correspond pas aux neuf autres ossuaires subsistants du tombeau de Talpiot A. Ceux-ci ont des surfaces relativement lisses, sans signes d'érosion et non granuleux, et seuls sont visibles des traces laissées par les outils des artisans (ciseaux à pierre), ainsi que des rayures peut-être dues à des manipulations. Ce qui ne correspond pas à l'état de l'ossuaire de « Jacques fils de Joseph frère de Jésus », qui paraît avoir été exposé à des conditions de conservation qui l'ont érodé.
André Lemaire décrit l'artéfact, précise les  mensurations qu'il a lui-même relevées, et rend compte de l'inscription :

« Une inscription en écriture judéo-araméenne de vingt lettres a été incisée sur l’une des deux longues parois extérieures. La ligne mesure 10,5 centimètres de long et sans les hampes, les lettres ont environ 0,9 centimètre de haut. L’inscription a été incisée assez profondément dans une écriture classique. Il n’y a pas d’espace entre les mots. La dernière lettre du nom « Joseph », présente la forme caractéristique d’un pé final qui signifie que cette lettre est la dernière d’un mot mais non la fin de l’inscription. On lit : Ya‘aqob bar Yoseph akhouy diYeshou‘a, soit « Jacob/Jacques fils de Joseph, frère de Jésus ».
Cette inscription ne pose aucun problème de lecture. »

André Lemaire publie cette découverte en 2003 et estime que l'authenticité de l'ossuaire de Silwan n'est pas sujette à caution, qu'il s'agit bien là de l'ossuaire de Jacques le Juste, réputé frère de Jésus, ce qui constitue la toute première attestation épigraphique de l'existence de Jésus de Nazareth et de la communauté judéo-chrétienne primitive fondée à Jérusalem :

« La désignation d’un défunt comme étant le frère de quelqu’un d’autre est très rare ; elle n’était attestée jusqu’à maintenant qu’une seule fois dans l’ossuaire nº 570 du Catalogue de Ramhani. D’une manière générale, la désignation d’un individu comme étant le frère d’un autre semble laisser entendre que ce frère est bien connu du groupe de référence : il s’agit dès lors d’une sorte de surnom pour le distinguer d’homonymes éventuels et ce type de désignation par la référence à un frère bien connu reste très rare.
(…)
Dès lors, si le « Jacques fils de Joseph frère de Jésus » de cet ossuaire est très probablement celui qui est mentionné dans le Nouveau Testament et dans Flavius Josèphe, cela signifie que l’inscription de cet ossuaire a très probablement été gravée vers 63 et que nous avons très probablement ici la première attestation épigraphique de Jésus de Nazareth ainsi que de l’emploi de l’araméen comme la langue de sa famille et de ses premiers disciples. »

### Judiciarisation dudossier del'ossuaire deJacques

#### Trois mois de travaux en commission et des avis d'inauthenticité
En 2003, l'Autorité des Antiquités d'Israël (AAI) décide de procéder à une expertise détaillée de l'ossuaire de Jacques, portant l'inscription « Jacques fils de Joseph frère de Jésus ». Deux sous-commissions sont formées : une équipe étudie le texte de l'inscription (Writing and Content Committee), une autre expertise les matériaux et la patine de l'inscription (Materials and Patina Committee). L'AAI a préalablement demandé aux experts de rendre un avis personnel, à titre individuel, chacun étant tenu de se restreindre strictement à son domaine d'expertise.
Le 18 juin 2003, l'AAI publie les résultats de trois mois de travail. Contrairement à ce qui avait été initialement annoncé par l'AAI, ces résultats ne seront finalement pas compilés de telle sorte qu'ils auraient pu faire l'objet d'une publication académique revue par des pairs.
La sous-commission des épigraphistes ne parvient pas à se mettre d'accord sur l'authenticité de l'inscription. Une partie des spécialistes œuvrant à l'expertise du texte penche pour la non-authenticité de l'inscription, qui leur semble avoir été ajoutée, au moins partiellement, à une période contemporaine. Cependant, Roni Reich, l'un des experts, ne décèle rien d'anormal mais, compte tenu des résultats de l'expertise sur le matériau et la patine réalisée par l'autre sous-commission, il se déclare convaincu qu'il s'agit d'une contrefaçon.
Les conclusions de l'autre sous-commission sont, elles, adoptées à l'unanimité,. Sont ainsi pointés par l'un ou l'autre des experts : des différences d'épaisseur et de profondeur de la gravure qui montraient que la première partie de l'inscription (« Jacques fils de Joseph ») n'a pas été gravée avec le même burin que la seconde partie (« frère de Jésus ») ; que le style des caractères diffère entre les deux parties de l'inscription ; que l'inscription semble avoir été écrite par deux mains différentes ; que la patine de l'inscription semble artificielle, en contraste avec la patine qui recouvre l'ensemble de l'ossuaire. Selon le Yoval Goren, l'inscription a été nettoyée ou gravée récemment et elle a probablement été enduite d'un mélange de craie ou de poudre de gravure dissous dans de l'eau chaude. Selon Avner Ayalon, géologue du Geological Survey of Israel (GSI), expert en analyse isotopique des roches, l'oxygène des molécules de carbonate de calcium de la patine de l'inscription a une composition isotopique différente de celle de la patine de l'ensemble de l'ossuaire. Par ailleurs, selon lui, la composition de la patine de l'inscription semble indiquer qu'elle est faite d'un matériau qui a été chauffé, probablement à partir d'un mélange de poudre et d'eau chaude.

#### Les critiques
Cependant, deux épigraphistes qui n'ont pas été sollicités pour prendre part aux travaux des sous-commissions de l'AAI maintiennent leur avis en faveur de l'authenticité de l'ensemble de l'inscription : André Lemaire, qui a répondu en détail aux nombreuses questions relatives aux points débattus, et Ada Yardeni (en). Émile Puech, s'il dit accepter les conclusions des deux sous-commissions de l'AAI (l'ossuaire est ancien, l'inscription est un faux récent) et qu'il rejette l'avis d'André Lemaire d'un lien avec Jésus de Nazareth, semble avoir malgré tout expliqué dans une interview que : « Concernant l’authentification de l’inscription, je fais confiance à Ada Yardeni, l’excellente paléographe qui en a fait la transcription. Toutefois, je me porte en faux contre l’interprétation de Lemaire, car il ne peut être question du Jésus de la Bible. »
Pieter Willem van der Horst fait paraître trois articles critiquant les commissions de l'AAI. Il souligne, dans un ouvrage dans lequel il compile ses articles, que l'Autorité des antiquités d'Israël (AAI) « a nommé presque exclusivement des membres du comité qui avaient déjà exprimé ouvertement leur opinion selon laquelle l'inscription était un faux » et n'a nommé personne ayant une position contraire, comme André Lemaire. En outre, il note que, bien que l'AAI eut donné pour instruction à chaque chercheur du comité de s'en tenir à sa propre discipline, cette directive a finalement été ignorée. Il pointe par ailleurs que les membres des commissions ont précisé que leurs conclusions ne constituaient pas une étude scientifique à proprement parler, et qu'une publication en adéquation avec les standards académiques en usage devait être réalisée mais que cela n'a jamais été fait. Surtout, Pieter Willem van der Horst critique le manque de fondements scientifiques des avis individuels rendus par les experts siégeant au sein des sous-commissions de l'AAI, en particulier les avis d'Amos Kloner (archéologue qui a siégé dans la commission « inscription » avec les épigraphistes), de Tal Ilan, de Ronny Reich et d'Esther Eshel.
S'agissant de l'étude de la patine présente sur l'inscription de l'ossuaire, Pieter van der Horst rappelle par ailleurs que :

« Le directeur du GSI [Geological Survey of Israel] a dit dans une déclaration que le rapport des géologues de l'AAI était totalement tendancieux et partial et qu'il n'apportait aucune preuve valable du caractère falsifié de l'inscription. Mais ce qui est étrange, c'est que ce sont précisément les arguments et les conclusions de ce « comité des matériaux » qui ont poussé certains membres du « comité de l'inscription » à déclarer que l'inscription était un faux, alors que, sur la base de leurs propres travaux, ils ne voyaient aucune raison de faire cela. Clairement, ici quelque chose ne tourne vraiment pas rond. »

L'ossuaire ayant été prêté au Musée royal de l'Ontario (MRO) en 2002, et ayant nécessité une réparation à la suite du voyage, cela a permis aux experts du MRO de l'examiner de près. Edward J. Keall observe dans un article publié en juillet 2003 :

« Nous avons pu démontrer que la théorie dite « des deux mains » était sans fondement. Cette théorie soutient que les deux derniers mots de l'ossuaire, « frère de Jésus », ont été ajoutés par une seconde main à une inscription déjà existante qui disait « Jacques, fils de Joseph ». Notre examen a montré qu'une partie de l'inscription avait été récemment nettoyée, un peu trop vigoureusement, avec un outil tranchant. Pour une raison inconnue, l'auteur de l'opération avait nettoyé le début de l'inscription, mais pas la fin. Le nettoyage avait enlevé une partie de l'incrustation superficielle à l'intérieur des lettres, mais pas la totalité. Les lettres sur lesquelles un outil tranchant a été utilisé peuvent même être considérées comme légèrement « rehaussées » - elles semblent plus nettes que celles de l'autre partie de l'inscription. La fin de l'inscription semble plus douce et moins anguleuse, plus proche d'une écriture cursive, et donc plus récente. Mais l'aspect doux est dû à la survie de l'incrustation sur la partie qui n'a pas été nettoyée. »

S'agissant de l'oxygène des molécules de carbonate de calcium de la patine, James Harrell, professeur de géologie archéologique à l'Université de Toledo, communique en 2004 les résultats d'une contre-étude, dans laquelle il explique la divergence des valeurs observées de δ18O : selon lui, l'application d'un nettoyant ménager, que les marchands d'antiquités et les collectionneurs utilisent souvent pour nettoyer les artéfacts afin d'en améliorer l'aspect, en est à l'origine. Une étude ultérieure utilisant un isotope différent a également mis en évidence que les valeurs en δ13O de la patine de surface de l'ossuaire et de la patine de l'inscription étaient presque identiques.
En 2006, Hershel Shanks, éditeur de la Biblical Archeology Review (BAR), signale quant à lui dans un article publié dans le Jerusalem Post que le professeur Wolfgang E. Krumbein (de) de l'université Carl-von-Ossietzky d'Oldenbourg (Allemagne), expert en analyses microbiologiques appliquées à la géologie archéologique, a affirmé dans un rapport que l'AAI aurait sciemment manipulé la patine de l'ossuaire de Silwan et qu'un matériaux rouge aurait été délibérément utilisé pour tenter d'empêcher tout contrôle ultérieur de la validité des tests précédemment réalisés sur celle-ci : un moulage de l'inscription réalisé par les experts judiciaires de l'AAI à l'aide d'un silicone rouge a, en effet, modifié l'état physique de la gravure.
L'année suivante, Hershel Shanks organise, du 16 au 18 janvier 2007, la « Jerusalem Forgery Conference » sous le patronage de la Biblical Archeology Society. Vingt experts y participent. L'objectif est d'examiner les questions relatives à des inscriptions accusées à l'époque d'être des faux. Parmi celles-ci figure la gravure sur l'ossuaire de Silwan. Hershel Shanks publie en 2011, sous le titre Jerusalem Forgery Conference. Special Report, un ouvrage de synthèse de la conférence, édité par la Biblical Archeology Review. S'agissant de l'ossuaire de Silwan, il conclut à l'aune des interventions que : 

« Concernant les inscriptions qui ont été spécifiquement examinées, ma compréhension de l'appréciation globale des participants à la conférence est la suivante :
(...)
2. L'inscription de l'ossuaire de Jacques est très probablement authentique. »

— Hershel Shanks, Jerusalem Forgery Conference. Special Report

#### L'État d'Israël dépose plainte sur la base des travaux diligentés par l'AAI
Les conclusions des deux sous-commissions de l'AAI connues le 18 juin 2003, Oded Golan est incarcéré durant un mois, sa collection d'artéfacts, ses biens immobiliers et ses effets personnels sont perquisitionnés ou saisis. En décembre 2004, sur la base des travaux de l'AAI, l'État d'Israël porte plainte contre le collectionneur et engage une procédure judiciaire. Oded Golan est assigné à résidence durant deux ans.
En 2005, à l'ouverture du procès, Oded Golan doit répondre de 41 chefs d'accusation, en particulier celui d'avoir falsifié l'inscription de l'ossuaire de Silwan en y ajoutant la partie « frère de Jésus ». En toile de fond, la loi israélienne n° 5738-1978 de 1978 sur les antiquités (en) fait peser sur le collectionneur la menace de devoir restituer l'ossuaire à l'État : depuis cette date, pour lutter contre les trafics et les pillages, toute personne qui détenait une antiquité avant l'entrée en vigueur de la loi est tenue d'apporter la preuve de la régularité de sa possession. En 2007, Oded Golan finira par produire devant le tribunal une photographie noir et blanc de l'ossuaire de Jacques avec l'inscription complète « Jacques fils de Joseph frère de Jésus », posé sur une étagère à son domicile, qui sera expertisée en s'appuyant sur une analyse du papier, fabriqué dans les années 1970 et portant une marque de tirage de mars 1976.
Dans ce procès, l'État d'Israël s'appuie, en particulier, sur les témoignages de deux experts : Yuval Goren, qui a siégé avec les experts au sein de la sous-commission « Matériaux et patine » réunie par l'AAI pour expertiser l'ossuaire, et Joe Zias (en), archéologue spécialiste des analyses anthropologiques au sein de l'AAI.
Lors des travaux menés par les deux sous-commissions de l'AAI, Yuval Goren a affirmé avoir découvert une fausse patine sur la partie de l'inscription « frère de Jésus » considérée par certains experts comme ayant été rajoutée par une deuxième main. Cependant, au cours du procès, confronté à la preuve que la patine originale et authentique était visible dans le mot « Jésus », Yuval Goren a demandé une suspension d'audience pour examiner de nouveau l'ossuaire. Revenu à la barre du tribunal le lendemain, il admet qu'une patine originale est bel et bien présente.
Comme celui de Yuval Goren, le témoignage initial de Joe Zias se vide de sa substance lors du procès. L'archéologue avait affirmé dans un premier temps avoir vu l'ossuaire de Jacques, avant qu'il ne soit acquis par Oded Golan, dans un magasin d'antiquités sans la section de phrase « frère de Jésus » inscrite dessus. Finalement, Zias a admis sous serment qu'il n'avait vu l'inscription que brièvement et qu'il n'avait pas les compétences nécessaires pour lire ces lettres antiques. Le propriétaire du magasin a été interrogé par la suite et a déclaré « qu'il n'avait jamais eu dans son magasin un ossuaire avec l'inscription que Zias prétendait y avoir vue ».
En mars 2012, la justice israélienne rend un verdict dans le procès intenté contre le collectionneur, et aussi contre le vendeur d’antiquités Robert Deutsch (en). Après cinq ans de procès, 116 audiences, 133 témoins, 12 000 pages de témoignages, près de 18 mois d’attente du verdict, ce qui a été qualifié de « procès en contrefaçon du siècle » « a finalement abouti à un aveu d’impuissance de la justice israélienne face à la science et aux querelles d’experts ». Le verdict du juge Aharon Farkash indique que,:

« L’accusation a échoué à prouver au-delà du doute raisonnable ce qui était établi dans l’acte d’accusation, à savoir que l’ossuaire est un faux et qu’Oded Golan ou quelqu’un agissant pour lui l’a forgé de toutes pièces. Cela ne veut pas dire que l’inscription figurant sur l’ossuaire est véritable et authentique et a été écrite il y a 2000 ans […]. Rien dans ces différents éléments ne prouve que ces objets soient forcément authentiques. »

En avril 2012, Amnon Rosenfeld, Howard R. Feldman, Yoel Kronfeld et Wolfgang E. Krumbein publient un article de synthèse qui analyse ce jugement à l'aune de ce qu'ils considèrent comme une vraisemblable authenticité de l'ossuaire. En 2013, Joel Kronfeld, Amnon Rosenfeld et Howard R. Feldman précisent leurs travaux sur la nature inappropriée de la méthode consistant à apprécier l'authenticité des artéfacts par comparaison de la composition isotopique de l'oxygène des spéléothèmes de carbonate δ18O inclus dans la patine.
L'historien et écrivain italien Pierluigi Tombetti rapporte par deux fois, en 2014 puis en 2019, un commentaire que lui aurait écrit et adressé André Lemaire, :
« Per cercare di capire dove stesse la verità, mi rivolsi ad André Lemaire, il quale mi scrisse:”(…)  l’ossario è assolutamente autentico ma ci sono forze politiche e religiose interessate a far sparire il reperto.” »
— Pierluigi Tombetti
        
« Pour essayer de comprendre où se trouvait la vérité, je me suis adressé à André Lemaire qui m'a écrit : "(...) l'ossuaire est absolument authentique mais des forces politiques et religieuses ont intérêt à faire disparaître l'artéfact." »

### La langue araméenne de l'inscription
La lecture de l'inscription en langue araméenne gravée sur l'ossuaire de Jacques va être débattue.
André Lemaire publie son premier article consacré à l'ossuaire dans le dossier consacré à cette découverte par la revue anglophone Biblical Archeology Review (BAR), dans son numéro de novembre-décembre 2002. Pour André Lemaire, les appositions « fils de Joseph » et « frère de Jésus » se rapportent toutes deux à Jacques. Dans ces mêmes pages, Hershel Shanks rapporte la position initiale de Joseph A. Fitzmyer à propos de l'inscription de l'ossuaire de Jacques :

« Avant de publier l'inscription, nous l'avons montrée au père Joseph Fitzmyer, anciennement de l'Université catholique d'Amérique, l'un des plus grands spécialistes mondiaux de l'araméen du premier siècle et l'un des principaux éditeurs des manuscrits de la mer Morte (il a édité un certain nombre de textes araméens parmi les manuscrits). Le père Fitzmyer a été troublé par l'orthographe du mot « frère » dans l'inscription de Jacques ; il s'écrit aleph, het, waw et yod. En hébreu, il s'écrit simplement aleph het. Ce n'est qu'après des centaines d'années que l'orthographe de l'inscription de Jacques apparaîtrait en araméen, et il s'agirait alors d'un pluriel et non d'un singulier.
Cependant, après quelques recherches, le père Fitzmyer a trouvé la même orthographe du mot « frère » dans le rouleau de la mer Morte connu sous le nom d'Apocryphon de la Genèse. En outre, il a trouvé un autre exemple dans lequel la même forme apparaissait - une inscription d'ossuaire dans laquelle le défunt était identifié comme le frère de quelqu'un, tout comme Jacques l'est ici. « Je suis corrigé », a déclaré le père Fitzmyer.
Soit un faussaire présumé devait mieux connaître l'araméen du premier siècle que le père Fitzmyer, soit l'inscription est authentique.
À mon avis, il s'agit là de l'un des arguments les plus solides en faveur de l'authenticité de l'inscription de Jacques. »

Le 18 novembre 2002, alors qu'il était cité succinctement dans le dossier de novembre-décembre 2002 consacré à l'ossuaire de Jacques publié par la Biblical Archeology Review (BAR), Joseph A. Fitzmyer signe un premier article consacré à l'ossuaire de Jacques dans la revue America, éditée par les jésuites des États-Unis. Il observe :

« Il convient de faire une remarque sur l'araméen dans lequel l'inscription est rédigée. Le mot pour frère est une forme inhabituelle, et c'est la raison pour laquelle j'ai fourni ci-dessus la traduction littérale, « son frère, de Jésus ». Normalement, on aurait attendu 'aha' deYeshua', « le frère de Jésus ». Au lieu de cela, on trouve la forme avec un suffixe pronominal signifiant « son frère », ce qui est expliqué par le daleth et le nom suivant, « (qui est) de Jésus ». La forme suffixale est inhabituelle, car elle aurait dû s'écrire 'ahuhi, comme de tels suffixes apparaissent habituellement dans l'araméen du premier siècle. Une petite recherche a cependant montré que la forme syncopée ('ahui) est attestée dans l'un des textes araméens des manuscrits de la mer Morte, l'Apocryphon de la Genèse de la grotte 1 de Qumrân, 21.34 : « Lot, le fils du frère d'Abram », littéralement, « le fils de son frère, d'Abram », ce qui est une construction très similaire (Lot bar 'ahui di 'Abram). Lemaire a d'ailleurs découvert la même forme sur un autre ossuaire du catalogue Rahmani (§570), « Shimi, fils de 'Asiyah, frère de Hanin ». Ainsi, même si la formulation araméenne semble à première vue inhabituelle, elle ne fait qu'enregistrer une manière populaire d'écrire le patronyme qui n'était pas bien attestée jusqu'à présent. L'inscription présente donc toutes les caractéristiques d'un véritable écrit ancien. »

André Lemaire publie, en décembre 2002, un article grand public en français dans lequel il estime que :

« Cette inscription est araméenne comme le montrent l’emploi du mot bar pour « fils », le suffixe personnel de la troisième personne -wy et la préposition d. La forme simplifiée du suffixe -wy est déjà attestée au Ier siècle, comme le montrent l’Apocryphe de la Genèse XXI, 34-XXII, 1, trouvé à Qoumrân, et l’ossuaire n° 570 du catalogue de Rahmani. Il en va de même pour l’emploi de la graphie d au lieu de dy pour la préposition génitivale. Avec diverses variantes graphiques, les trois noms propres de cette inscription sont bien attestés dans l’épigraphie de cette époque. »

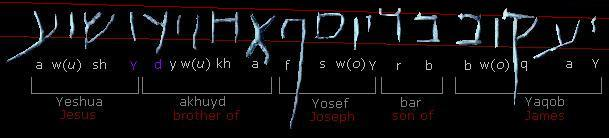
Décomposition de l'inscription « Jacques fils de Joseph, frère de Jésus » à partir du dessin réalisé par Ada Yardeni en 2002.

Toujours en décembre 2002, Émile Puech, dans un article publié dans The Polish Journal of Biblical Research, lit l'inscription de manière différente : 

« La formulation araméenne reconnaissable ici par le terme de filiation, br, et par la dernière expression typique de cette langue, 'ḥwy d- (yšw') littéralement « de son frère, celui de (Jésus) », est elle aussi bien attestée, y compris dans sa forme abrégée par des textes littéraires et épigraphiques depuis le début du Ier siècle avant J.-C. et dans les suivants (« Apocryphe de la Genèse », actes juridiques, ossuaire, targums et mosaïques). Mais la formule 'Ḥwy d- est différente de 'ḥ d-. Aussi ne faut-il pas traduire (avec Lemaire) « frère de Jésus » qui rend la deuxième formulation, mais « le frère de Jésus ». Dans un cas, Jésus est un des frères de Jacques, dans l'autre, il peut être son seul frère, ce qui peut ne pas être sans conséquence pour l'interprétation. »

Si le Jésus de l'inscription n'avait qu'un unique frère, cela ne correspondrait pas à la mention des « frères » de Jésus de Nazareth cités dans le Nouveau Testament : Jacques, Joset (ou José, ou Joseph selon les manuscrits), Jude et Simon (Mt 12,46 ; Mc 3,31 ; Lc 8,19).
Alors qu'André Lemaire répond, dans un numéro spécial de The Polish Journal of Biblical Research en octobre 2003, aux conclusions du comité d'experts désignés cette même année par l'AAI pour expertiser l'ossuaire, Paul V. M. Flesher (University of Wyoming) y formule lui aussi ses propres observations, lecture faite des éléments exposés dans la Biblical Archeology Review (BAR). S'agissant de la langue de l'inscription, il observe : 

« Le troisième point qui doit être démontré pour que l'affirmation de Shanks et Lemaire soit prouvée est que les caractéristiques dialectales et d'écriture de l'inscription correspondent mieux à la Jérusalem d'avant 70 CE, ou du moins à la Judée. Le problème dialectal est le suivant : l'araméen représente comme un seul mot la traduction anglaise en deux mots « son frère ». Le mot est, dans la translittération de Shanks, achui, qui se compose de deux parties : ach, « frère », et « -ui », qui est un suffixe attaché signifiant « son ».
Le problème réside dans l'orthographe « -ui » du suffixe, qui constitue l'orthographe courante dans l'araméen galiléen du IIIe au VIIe siècle de notre ère. Ce n'est pas l'orthographe attendue pour l'araméen de Judée au premier siècle ; ce serait « -uhi ». En fait, il n'existe qu'un seul exemple précis du suffixe -ui utilisé dans les textes de ce dialecte, et il apparaît dans l'Apocryphe de la Genèse (21:34).
Shanks soutient à la page 16 qu'il existe deux autres exemples du premier siècle de cette terminaison. Ces deux exemples, s'ils sont correctement identifiés, plus celui de l'Apocryphe de la Genèse, plus celui de l'inscription feraient quatre exemples et cela ferait passer cet usage de rare à simplement peu commun. C'est ici que le manque de formation scientifique de Shanks, qu'il admet volontiers, pose problème. Le premier exemple cité par Shanks provient d’un ossuaire publié dans le vaste catalogue de Rahmani (n° 570). Cependant, Shanks ne semble pas au courant des études sur cette inscription, car le Textbook of Aramaic, Hebrew and Nabataean Documentary Texts from the Judaean Desert d’Ada Yardeni propose une autre lecture de la même inscription. Yardeni a étudié l’inscription avec soin et a constaté que les lettres du suffixe étaient douteuses et que celles qui suivaient ce mot étaient indéchiffrables, ce qui jette le doute sur le fait que cette inscription identifie même le défunt comme étant le frère de quelqu’un d’autre. Cette inscription ne fournit donc aucun exemple corroborant l’utilisation de cette forme au premier siècle. Le deuxième exemple de Shanks provient d’Umm el-Amed (p. 16 et note de bas de page 3). Bien que Shanks le cite comme un exemple corroborant l’usage linguistique dans la Jérusalem du premier siècle, il vient en fait de la Galilée du troisième ou du quatrième siècle. En fin de compte, il ne reste qu'un seul exemple certain de cette forme qui provient d'une source du premier siècle, l'« Apocryphe de la Genèse ». Et comme l'a écrit à propos de ce passage l'analyste le plus connu du texte, Joseph Fitzmyer, il semble qu'il s'agisse d'une erreur d'orthographe. Ainsi, les caractéristiques dialectales de l'araméen utilisé dans cette inscription appartiennent plus probablement à la Galilée du troisième siècle ou plus tard, plutôt qu'à la Judée du premier siècle. »

Ce à quoi André Lemaire répond, toujours dans ce numéro spécial d'octobre 2003 de The Polish Journal of Biblical Research, en notant que Flesher « mentionne lui-même un exemple écrit -wy dans 1QGenAp XXI,34 et méconnaît totalement le texte de l'inscription sur ossuaire no 570 de Rahmani que j'avais pourtant rappelé à la note 21 de mon article de BAR (p. 33 et p. 70). » S'agissant de l'article d'Émile Puech publié dans le numéro de décembre 2002 de cette même revue, André Lemaire fait les commentaires suivants : 

« En ce qui concerne l'article d'Émile Puech, laissant de côté certains accents polémiques, nous nous limiterons ici aux points essentiels : tout d'abord l'accord sur le fait que rien dans l'ossuaire ni dans son inscription (langue et onomastique) ne trahit l'œuvre d'un faussaire. Sur ce point, Émile Puech s'oppose directement et à juste titre aux positions de Paul Flescher et de Rochelle Altman. Nous nous accordons aussi sur la lecture matérielle de l'inscription araméenne (qui ne semble pas avoir été mise sérieusement en doute par quiconque).
Cependant, outre de nombreux points de détail sur l'utilisation des ossuaires, leur datation et l'approximation de la datation paléographique, le désaccord d'Émile Puech porte essentiellement sur le problème d'identification qui lui « paraît tout simplement invraisemblable et impossible » (p. 20). Son argumentation semble basée sur trois prémices :
1- Selon É. Puech, le mot araméen 'ah « signifie à la fois frère (de sang), demi-frère, époux, oncle, neveu, cousin, ami, compagnon » (p. 14).
Cette affirmation surprendra plus d'un philologue car elle ne distingue pas le sens propre du sens figuré ou métaphorique, distinction généralement assez claire d'après le contexte (cf. Marc 3,31-35). Comme dans la plupart des langues, l'araméen a des mots ou des syntagmes spéciaux pour signifier, au sens propre, « époux, oncle, neveu, cousin, ami, compagnon ». Au sens propre, le mot 'ai désigne un frère ou un demi-frère (réel ou putatif); au sens figuré, il peut désigner pratiquement n'importe quel homme partageant certains aspects de la vie avec l'intéressé et/ou ayant des relations amicales avec lui.
Il n'est pas nécessaire de reprendre ici la discussion philologique sur les frères et sœurs de Jésus. Il suffit de souligner que l'interprétation figurée au sens de « cousin » ne remonte, sauf erreur, qu'à saint Jérôme (et non au Protévangile de Jacques comme indiqué p. 15). Nous renvoyons ici le lecteur aux travaux d'exégètes contemporains du Nouveau Testament, comme ceux en français mentionnés au début de la note 22, en particulier au livre que François Refoulé, dominicain spécialiste du Nouveau Testament et ancien directeur de l'École biblique de Jérusalem, a consacré à ce problème. »

En novembre 2003, Edward M. Cook (Catholic University of America Washington) publie à son tour ses commentaires sur l'inscription et se rallie à la lecture de Lemaire :

« Si je choisis ce moment pour entrer dans la discussion, c'est parce que plusieurs commentaires ont été faits sur le dialecte araméen de cette inscription, qui sont infondés ou trompeurs. Ces commentaires se concentrent sur la deuxième partie de l'inscription qui se lit ahuy d'Yeshua, « frère de Jésus ». On a prétendu que certains éléments de cette phrase ne sont pas caractéristiques de l'araméen du premier siècle.
Permettez-moi tout d'abord d'analyser la grammaire de cette courte phrase. Le premier mot est le mot « frère » qui, en araméen, a la forme ahu devant les suffixes pronominaux auxquels est jointe la terminaison pronominale masculine singulière y, ce qui donne ahuy, « son frère ». Le deuxième mot est constitué du pronom relatif d-, qui signifie ici « de », suivi du nom personnel « Yeshoua ». L'ensemble de la phrase, traduite littéralement, est « son frère, de Jésus », ou plus idiomatiquement, « le frère de Jésus ».
Je dois souligner que la syntaxe de cette phrase est exactement ce à quoi on s'attendrait. Au IIe siècle avant notre ère, l'araméen avait développé trois façons de former des phrases génitives : (1) la phrase construite ordinaire composée de deux mots, le premier « en construction » avec le second, par exemple, beyt malka, « la maison du roi » ; (2) deux mots joints par le pronom relatif di ou d, par exemple, bayta di malka, « la maison du roi » ; et (3) une variante du deuxième type, lorsque le premier mot de la paire génitive a un suffixe s'accordant avec le deuxième mot de la paire, par exemple, beyteh di malka, « sa maison, du roi ». L'ossuaire de Jacques est du troisième type.
Bien que j'aie illustré les formes avec les mêmes paires de mots, les types sont en fait utilisés de différentes manières. Le troisième type est le plus souvent utilisé lorsque le locuteur souhaite souligner l'étroitesse du lien entre les deux mots ou que le premier mot est la « possession inaliénable » du second mot, généralement un nom. Un exemple tiré de l'araméen biblique est l'expression shemeh di elaha, « son nom, de Dieu » = « le nom de Dieu » de Daniel 2:20. Un autre exemple, tiré cette fois de l'araméen de Qumran, est l'expression qaleh di iyyob, « sa voix, de Job » = « la voix de Job » du Targum de Job de la grotte 11 (38:2). Le troisième type de génitif est très souvent utilisé avec des termes de parenté tels que « fils de », « père de », « frère de », etc. Un exemple à Qumrân est l'expression breh di El, « son fils, de Dieu » = « le fils de Dieu » du texte controversé 4Q246. Un exemple tiré d'un ossuaire du premier siècle de notre ère trouvé à Jéricho est « Shelamzion, emmeh di Yehoezer », c'est-à-dire « sa mère, de Yehoezer » = « la mère de Yehoezer ». Ainsi, l'expression ahuy d'Yeshua, « son frère, de Jésus », s'inscrit parfaitement dans cet usage.
Voilà pour la syntaxe de la phrase. Qu'en est-il de la morphologie ? Paul Flesher a affirmé que la forme du suffixe pronominal dans l'ossuaire est caractéristique de l'araméen tardif et ne peut donc pas avoir été utilisée au premier siècle de notre ère. Flesher déclare à propos de cette terminaison
Dans les textes et les inscriptions de la Judée du premier siècle après J.-C. et avant J.-C., elle est presque toujours orthographiée -uhy. Il n'existe qu'un seul exemple de l'orthographe la plus courte : dans un texte inhabituel appelé l'Apocryphon de la Genèse (21:32-22:1). L'éditeur du texte, le Dr. Fitzmyer, a supposé qu'il s'agissait d'une erreur d'orthographe. Dans toutes les inscriptions araméennes connues de Jérusalem, le mot s'écrit -uhy. Dans l'araméen juif palestinien de Galilée de la fin du deuxième siècle et au-delà, l'orthographe -uy est la principale dans les inscriptions et les textes.
Flesher a raison de dire que l'intervocalique he a souvent disparu dans l'araméen ultérieur, de sorte que des formes comme ahuhi, « son frère », se sont presque toujours transformées en ahuy. Cependant, comme ce changement ne peut pas s'être produit du jour au lendemain, il doit avoir commencé à se produire avant qu'il ne devienne prévalent dans les textes écrits. En règle générale, la langue évolue au niveau de la parole et ces changements ne se retrouvent que progressivement dans les documents écrits. Avant que ces formes « parlées » ne deviennent la nouvelle norme, on les trouve souvent sous forme de variantes vernaculaires ou d'intrus dans des textes formels. C'est le cas de ahuy. Flesher admet qu'il existe une seule occurrence dans l'Apocryphon de la Genèse, qui se lit Lot bar ahuy di Abram, « Lot, le fils de son frère, d'Abram » = « Lot, le fils du frère d'Abram ». Non seulement la forme du mot, mais aussi la syntaxe de la phrase sont identiques à celles de l'ossuaire de Jacques. La plupart des philologues reconnaissent qu'il n'est pas étrange de trouver dans des textes anciens des usages occasionnels caractéristiques de dialectes plus tardifs.
De plus, Flesher n'a pas cité, et n'était peut-être pas au courant, d'une autre occurrence de la même orthographe avec la même syntaxe dans un autre ossuaire, le n° 570 du Rahmani Ossuary. 570 du catalogue Rahmani, où l'on peut lire « Shimi, fils d'Asiya, ahuy d'Hanin ». La dernière phrase est « son frère, de Hanin » = « le frère de Hanin ». Il s'agit d'un parallèle exact avec l'ossuaire de Jacques.
En effet, le témoignage de l'ossuaire de Shimi est si accablant pour la thèse de la falsification que certains ont prétendu que l'ossuaire de Shimi était le modèle à partir duquel le faussaire de l'ossuaire de Jacques a travaillé. Esther Eshel, dans le rapport officiel de l'Autorité des Antiquités d'Israël, affirme que la paléographie de l'ossuaire de Shimi dans les mots ahuy d- a une « ressemblance surprenante » avec les mêmes mots dans l'ossuaire de Jacques. Bien que je ne vais pas discuter de la paléographie, je dirai que je ne vois pas de ressemblance extraordinaire dans les lettres en question, en particulier l'aleph et le daleth, les plus diagnostiques de ces formes pour la typologie paléographique.
Mais la tentative la plus intéressante de réfuter les preuves de l'ossuaire de Shimi en ce qui concerne l'ossuaire de Jacques provient d'une contribution récente de Jeffrey Chadwick, qui souhaite lire l'ossuaire de Shimi d'une manière différente. Il pense que les lettres lues comme ahuy d'Hanin devraient en fait être lues ahi Yohanin, « frère de Yohanin », le yod offensant du supposé ahuy n'étant pas une lettre du tout :
La courte marque diagonale entre les deux longues lettres ne doit pas être considérée comme un yod, car elle est si différente de tous les autres yods de l'inscription - il s'agit soit d'un glissement de sculpture, soit d'un séparateur entre le yod de ahi et le yod de Yohanin. Et si cette petite marque n'est pas un yod, alors le mot « ahui » n'existe pas dans l'inscription. Il ne peut être utilisé comme parallèle à la prétendue apparition de « ahui » sur l'ossuaire de Yakov bar Yosef.
Le problème de cette solution, et il est insurmontable, est que la forme ahi n'est pas du tout araméenne ! La forme de construction du mot « frère » en araméen est ah, et non pas ahi. Cette dernière forme est hébraïque. Chadwick semble affirmer que le sculpteur de l'ossuaire de Shimi a commencé son texte de 5 mots en araméen et l'a terminé en hébreu. Bien que des titres hébreux apparaissent parfois dans des ossuaires araméens, il est peu probable que des termes de parenté araméens et hébreux soient utilisés dans le même ossuaire. La « solution » de Chadwick doit donc être écartée.
   Enfin, la forme du pronom relatif doit être examinée. Flesher écrit que les inscriptions n'offrent aucun parallèle avec l'usage que fait l'ossuaire de Jacques du mot traduit par « de », l'araméen d-.
L'inscription de l'ossuaire Jacques épelle en effet le mot « de » en utilisant la lettre araméenne « d ». Cela se produit fréquemment dans les textes de traduction araméens (c'est-à-dire les targums palestiniens) et les inscriptions du dialecte ultérieur de l'araméen juif palestinien. Dans les inscriptions araméennes trouvées à Jérusalem, cependant, cette forme n'apparaît jamais.
Je ne suis pas sûr de ce que Flesher affirme ici. S'il veut dire que seul le génitif de type construction apparaît dans le matériel épigraphique, alors les contre-exemples sont facilement accessibles, y compris les exemples déjà cités ci-dessus.
Mais peut-être se réfère-t-il à l'orthographe du pronom relatif araméen. Le pronom relatif araméen « standard » en araméen judéen est le mot di. Dans l'araméen plus tardif, di est raccourci à la forme d- suivie d'une voyelle réduite. Dans l'araméen du premier siècle avant J.-C. des manuscrits de la mer Morte, la forme di est généralement utilisée, mais la forme d- apparaît plus de 50 fois dans de nombreux manuscrits différents, ce qui montre qu'elle était en train de devenir d'usage courant. Et, contrairement à Flesher, cette forme apparaît dans les inscriptions. Même si l'on ne tient pas compte de l'ossuaire de Shimi, d- apparaît dans l'inscription de Givat ha-Mivtar Abba de la fin du 1er siècle avant notre ère et dans l'ossuaire de Jebel Hallet et-Turi de la même période. Tous deux proviennent de la région de Jérusalem.
En résumé, la courte phrase ahuy d'Yeshua dans l'ossuaire de Jacques est un araméen parfaitement acceptable pour le premier siècle de notre ère. Sa morphologie et sa syntaxe sont conformes à l'évolution attendue de l'araméen et sont mises en parallèle avec d'autres occurrences dans d'autres textes de la même période ou antérieurs.
L'ossuaire de Jacques est-il authentique ? Peut-être, peut-être pas. Mais toute réponse définitive devra s'appuyer sur des bases non linguistiques. »

En 2004, Paul V. M. Flesher publie une version augmentée de son analyse de l'ossuaire de Jacques et de son inscription dans la revue Aramaic Studies. Il conclut, s'agissant de la lecture de l'inscription :

« Troisièmement, je trouve très inhabituel qu'il n'y ait qu'un seul passage - largement connu grâce à la publication de l'Apocryphe de la Genèse - avec le suffixe pronominal וי- parmi les textes araméens du premier siècle trouvés en Judée, et que ce passage soit également le seul parmi les Manuscrits de la Mer Morte qui indique la possession en utilisant la forme combinée de la phrase pronominale relative. De plus, il identifie le frère d'Abram avec l'expression « frère de... ». Toutes ces affirmations correspondent exactement à la seconde moitié de l'inscription de l'ossuaire de Jacques. S'agit-il simplement d'une coïncidence ? Bien que des coïncidences se produisent de temps à autre, elles doivent être soigneusement testées. »

Dans ce même numéro d'Aramaic Studies daté de 2004, les arguments de Paul Flesher sont contestés par Margaretha L. Folmer (University of Leiden) qui estime pour sa part que : 

« En conclusion, les phrases (ר(י indiquant des relations de parenté avec un pron. proleptique sf. attaché à leur premier terme apparaissent dans les textes araméens à partir de la période achéménide. Un parallèle précis à la construction de l'inscription de l'ossuaire de Jacques est déjà attesté dans la lettre officielle suivante de la fin du Ve siècle av. J.-C. à Éléphantine : אוסתן אחוהי זי ענני « Ostanes, le frère d'Anani » C 30,18-19 (cf. aussi C 31,38). En comparaison avec la phrase nominale construite indiquant des relations de parenté, la phrase (ר(י avec un pron. proleptique sf. est relativement rare jusqu'à la période de l'araméen juif palestinien, mais cela ne constitue absolument pas une preuve permettant de dater l'inscription de l'ossuaire de Jacques de cette période ultérieure de l'araméen. D'un point de vue linguistique, la phrase אחוי דישוע permet une datation à partir du deuxième siècle de notre ère, bien que peut-être plus tôt. La caractéristique la plus significative de cette inscription est la forme du pron. sf. sg.3m. qui est en général considérée comme une caractéristique importante de l'araméen juif palestinien. La preuve la plus ancienne possible de cette forme du pron. sf. se trouve dans l'Apocryphe de la Genèse. Un exemple peut-être plus fiable se trouve dans l'une des lettres de Bar Kokhba du deuxième siècle de notre ère. Si l'inscription de l'ossuaire de Jacques s'avère être un faux, alors c'est un faux très habile en effet, réalisé par quelqu'un de familier avec l'araméen juif palestinien des premiers siècles de notre ère. »

À l'occasion du symposium théologique de Princeton de 2008 consacré au tombeau de Talpiot A, Joseph A. Fitzmyer rédige une version augmentée de son premier article de 2002. Son nouvel article est publié dans l'ouvrage collectif édité, en 2013, par James H. Charlesworth sous le titre The Tomb of Jesus and His Family ?, qui compile les interventions des spécialistes ayant participé à ce symposium : 

« Le premier problème est la façon dont presque tous ceux qui ont lu l'inscription araméenne l'ont traduite par « Jacques, fils de Joseph, frère de Jésus », en comprenant que les deux phrases étaient en apposition au nom « Jacques », c'est-à-dire que Jacques était un fils de Joseph et un frère de Jésus. Cependant, comme il n'y a pas de waw, la copule araméenne « et », avant le mot « frère », on pourrait tout aussi bien considérer que la dernière phrase est en apposition au nom « Joseph », c'est-à-dire « Jacques, fils de Joseph, frère de Jésus ». C'est en fait ainsi que l'on trouve dans l'Ancien Testament plusieurs noms suivis du nom du père de la personne et de celui de son frère. La traduction araméenne des noms dans les Targums utilise la même formulation que dans le nouvel ossuaire. Ainsi, « Othniel, fils de Kenaz, frère de Caleb » (Jos 15:17 ; Juges 1:13 ; 3:9) ; ou « Jonadab, fils de Shimeah, frère de David » (2 Sam 13:3, 32).26 Dans de tels cas, Dans certains cas, la dernière phrase est une apposition du deuxième nom, et non du premier. Cela signifierait donc que Jésus était le frère de Joseph et que Jacques était le neveu de Jésus. Cela compliquerait encore les choses, car cela reviendrait à affirmer que quelqu'un du nom de Joseph était le frère de Jésus.
Par conséquent, cette autre façon de lire l'inscription révèle à quel point la discussion à son sujet a été dominée par des manières établies ou coutumières d'interpréter les données du Nouveau Testament. C'est le premier problème, auquel la plupart des interprètes du nouvel ossuaire n'ont pas pensé.
Le deuxième problème qui demande une explication est la forme inhabituelle du mot araméen pour « frère », « ahûî ». À cause de cela, j'ai fourni ci-dessus une traduction plus littérale de la dernière phrase, « son frère, de Jésus ». Normalement, on se serait attendu à « ahā' děYēšûä », « le frère de Jésus ». Au lieu de cela, on trouve une forme avec un suffixe pronominal signifiant « son frère », qui est alors expliqué par dalet, « de », et le nom suivant, « (c'est-à-dire) de Jésus ». Cette combinaison d'une forme suffixale d'un nom suivie du pronom dě est une caractéristique bien connue dans les stades ultérieurs de la langue araméenne (par exemple, dans les Targums), mais elle est rare dans l'araméen du premier siècle. De plus, une telle forme suffixale signifiant « son frère » aurait été écrite à cette époque : 'ahûhî. Une petite recherche, cependant, a montré que la forme syncopée ('ahûî) est attestée dans un texte araméen des Manuscrits de la Mer Morte, Apocryphe de la Genèse, 1QapGen 21:34 : Lot bar 'ahûi di 'Abram, « Lot, le fils du frère d'Abram », littéralement, « le fils de son frère, d'Abram ». Sa construction est la même. Lemaire avait aussi découvert la même forme syncopée sur un autre ossuaire du catalogue Rahmani ((n° 570), « Shimi, fils de 'Aśiyah, frère de Hanin », ou littéralement « son frère, de Hanin ». Ainsi, même si la formulation araméenne semblait à première vue inhabituelle, elle ne fait que signaler une manière contemporaine de prononcer et d'écrire le patronyme, qui jusqu'alors était pratiquement inconnue. Ainsi, même si certains ont d'abord hésité à propos de l'inscription à cause de cette forme, elle porte les marques distinctives d'une véritable écriture araméenne contemporaine. La seule chose discutable dans l'inscription est la forme de dalet, "de", avant "Jésus". »

L'inscription de l'ossuaire de « Jacques fils de Joseph frère de Jésus » étant réputée fausse par la commission de l'IAA réunie en 2003, cet artéfact n'a donc pas été retenu dans le Corpus Inscriptionum Iudaeae/Palaestinae édité en 2012 par Hannah M. Cotton. Dans la fiche numéro 85 de cet ouvrage, Jonathan J. Price, qui était lui aussi intervenu lors du Princeton Theological Seminary Symposium organisé en 2008 à Jérusalem par James H. Charlesworth et qui avait cossigné à l'issue du Symposium la déclaration de quinze universitaires s'élevant contre tout rapprochement entre le tombeau de Talpiot A et la famille de Jésus de Nazareth, endosse incidemment la lecture de l'inscription de l'ossuaire de Jacques adoptée par Joseph A. Fitzmeyer lors de ce même évènement. Jonathan J. Price estime ainsi que la seconde apposition de l'inscription de l'ossuaire no 570 du Catalogue de Levi Y. Rahmani, gravé « Shimi fils de 'Asiya frère de Ḥanin » et seul autre cas connu d'un ossuaire portant la mention d'un frère en dehors de celui de l'ossuaire de Jacques, peut tout autant se référer au premier nom de l'inscription qu'au second :

« 85. Ossuaire de Shimi fis de 'Asiya avec une inscription araméenne, 1er s. av. J.-C. - 1er s. ap. J.-C.  
שימי בר עשיה אחוי דחנין
Translitération : šymy br 'śyh 'hwy dḥnyn 
Shimi fils de 'Asiya frère de Ḥanin
Comm. : La lecture est basée sur le déchiffrement de Naveh, adopté par Rahmani. Le premier nom, שימי šymy est probablement, comme le suggère Rahmani, le nom biblique שמי šmy (1 Chron 2,28 etc.) = rabbinique שמאי šmy. Le nom du père, עשיה 'śyh est également biblique (2 Rois 22,12 etc.). Le troisième nom, Ḥanin, qui était le frère de Shimi ou de 'Asiya, a été ajouté apparemment pour distinguer l'un d'eux de quelqu'un portant un nom similaire ou identique dans la grotte (absent parmi les inscriptions conservées, mais notez חננא ḥnn' au n° 79 de cette tombe).
fig. 85.2 (côté gauche)
Bibl. : Rahmani, CJO n° 570 (éd. pr.). - Evans 117 ; J. Price, dans : E. Dąbrowa éd., The Roman Near East and Armenia, 2003, 39-45 ; Hachlili, Funerary Customs 307f. ; voir bibl. n° 78. »

### Approche statistique de l'onomastique de l'inscription de l'ossuaire
En 2004, le professeur Camil Fuchs, statisticien à l'université de Tel-Aviv, examine dans un article la prévalence des noms d'individus juifs masculins décédés à Jérusalem au premier siècle de notre ère.
À partir du Catalogue de Rahmani, Camil Fuchs retient pour les trois noms figurant dans l'inscription de l'ossuaire une fréquence de : 
| Nom hébreu | Nom romanisé    | Fréquence |
| ---------- | --------------- | --------- |
| יוסף       | Joseph          | 7,9 %     |
| ישוע       | Jésus           | 4,1 %     |
| יעקוב      | Jacob / Jacques | 2,1 %     |

Fuchs agrège, sans les distinguer, le prénom Joseph avec ses variantes hébraïques Jose et Joses. Il agrège également Jésus et Joshua (i.e. Josué). En revanche, le prénom Jacob n'ayant pas de variantes en hébreu, tous les individus identifiés répondent à cet unique prénom de Jacob/Jacques.

Fuchs détermine qu'il est possible d'établir avec une très forte probabilité, proche de 99 %, qu'entre les années 45 et 70 de notre ère, pas plus d'un juif adulte de sexe masculin portant le nom de Jacques, dont le père s'appelait Joseph et le frère Jésus a vraisemblablement vécu à Jérusalem. Il constate que le nombre attendu est inférieur à deux (1,71 précisément) et, bien que le nombre réel soit incertain, même avec un taux de confiance de 96 %, il ne dépasserait pas quatre individus. L'ossuaire de Jacques désigne donc probablement un individu unique au sein de la population vivant à Jérusalem à l'époque. Camil Fuchs souligne également qu'il est très rare que le frère du défunt soit mentionné dans une inscription sur un ossuaire. De tous les ossuaires connus en 2005 au moment de la rédaction de son article, le frère du défunt n'est cité que dans un seul autre cas. Dans un autre cas, c'est le fils du défunt qui est cité. Fuchs conclut :

« Il n'y a guère de doute que cela [nommer un frère ou un fils] n'a été fait que lorsqu'il y avait une raison très significative de se référer à un membre de la famille du défunt, généralement en raison de son importance et de sa célébrité. »

## 2005, découverte deladisparition dudixièmeossuaire deTalpiotA
Bien que répertorié, mesuré et qu'on lui a attribué le numéro d'identification AA 80.509 dans les collections archéologiques publiques israéliennes, il apparaît en 2005 que le dixième ossuaire de Talpiot A a disparu. Si l'AAI conserve des photographies des neuf autres ossuaires subsistants dans ses collections, il ne subsiste par ailleurs plus d'images de ce dixième ossuaire, qui ont été perdues elles aussi. Au fil des ans, les ossuaires du tombeau de Talpiot ont été transférés de la Fondation Rockfeller vers un premier site de conservation de l'Autorité des antiquités d'Israël, puis au site actuel de l'AAI situé à Bet Shemesh.
Selon Amos Kloner, l'aspect et les dimensions de l'ossuaire de Silwan ne correspondent pas à ce dixième ossuaire disparu. Amos Kloner affirme que cet ossuaire ne portait, par ailleurs, aucune inscription.

## 2007, sortie dudocumentaire «LeTombeau deJésus»
En 2007, le tombeau dit « Talpiot A » fait l'objet d'un documentaire, The Lost Tomb of Jesus, produit par James Cameron. Programmé une seule fois sur Discovery US, la chaîne s'est ensuite refusée à le rediffuser compte tenu de la polémique suscitée. La chaîne britannique Channel 4, qui avait acquis les droits pour 200 000 £, ne l'a finalement jamais montré au public. À l'époque, Amos Kloner, l'archéologue israélien qui a supervisé les fouilles dans la tombe, déclare que les allégations d'un lien avec Jésus ne tiennent pas la route d'un point de vue archéologique, ajoutant à propos du film, dans une déclaration relayée par l'agence Associated Press (AP) : « Ils veulent juste obtenir de l'argent pour cela. »,

## 2008, leSymposium théologique dePrinceton
À la suite du battage médiatique provoqué par le documentaire produit par James Cameron, le professeur James H. Charleworth organise du 13 au 17 janvier 2008, à Jérusalem, le Symposium théologique de Princeton consacré au tombeau de Talpiot A. L'intitulé en est : « Les visions juives de l’au-delà et les pratiques funéraires dans le judaïsme du Second Temple ». Le sous-titre du symposium précise : « Évaluation du tombeau de Talpiot dans son contexte ». Une cinquantaine de spécialistes y assistent.

### Déclaration delaveuve deJosefGat
Au cours de ce symposium, Ruth Gat reçoit, le 15 janvier 2008, un prix posthume pour son mari Josef Gat, qui avait dirigé les fouilles du tombeau dit Talpiot A. Elle déclare à cette occasion,, :

« Mon mari, l'archéologue principal du tombeau de Talpiot-Est dans le sud de Jérusalem, croyait que le tombeau qu'il avait fouillé en 1980 était effectivement le tombeau de Jésus de Nazareth et de sa famille. (...) Enfant, il errait dans la fosse aux lions de la Pologne occupée. (...) Le souvenir de cette époque ne l'a jamais quitté. C'est l'une des choses qui l'ont retenu en tant qu'archéologue et c'est aussi la raison de sa grande prudence. »

Selon Ruth Gat, son mari aurait gardé le silence durant toutes ces années de crainte que pareille déclaration ne suscite une vague d'antisémitisme.
Lors de cette même soirée, le professeur Israel Knohl (en) (Université hébraïque de Jérusalem) déclare qu’il prend ces résultats très au sérieux :
« אינני רואה סיבה שתמנע מאתנו להעריך שאכן מדובר בקבר משפחתו של ישו. האם יש לנו ראיה חד משמעית שמדובר בקבר ישו? התשובה היא לא. לתפיסתי, זה אפשרי ואפילו אפשרי מאוד, אבל אין לנו ראיה ממשית. לכן עלינו להשיג עוד ראיות. »
« Je ne vois aucune raison qui nous empêcherait d'évaluer qu'il s'agit bien du tombeau de la famille de Jésus. Avons-nous des preuves sans équivoque qu'il s'agit du tombeau de Jésus ? La réponse est non. À mon avis, c'est possible et même très possible, mais nous n'avons aucune preuve réelle. C'est pourquoi nous devons obtenir davantage de preuves. »
En réaction, certains universitaires présents au séminaire pointeront que Josef Gat (disparu le 14 juin 1993) était mort avant que les inscriptions de la tombe ne soient déchiffrées et traduites et éditées par Levi Y. Rahmani dans son Catalogue (données collectées jusqu'en 1989 et publiées en 1994), et aussi avant que le Pr Joseph Naveh n'ai traduit l'inscription « Jésus fils de Joseph » et que, par conséquent, il ne pouvait pas avoir eu connaissance d'un lien supposé entre le tombeau et Jésus de Nazareth. Certaines voix laisseront entendre que Josef Gat n'avait pas les compétences épigraphiques pour déchiffrer par lui-même les inscriptions des six ossuaires. Amos Kloner, qui avait travaillé avec Gat sur le tombeau, a également nié avoir jamais soutenu l'hypothèse d'un lien avec la famille de Jésus de Nazareth et a accusé Simcha Jacobovici d'avoir influencé l'opinion de Ruth Gat. Simcha Jacobovici affirme quant à lui n'avoir jamais été prévenu par avance de la substance du discours de Ruth Gat et être tombé à la renverse en entendant sa déclaration lors du symposium, expliquant :

« Elle [Ruth Gath] a déclaré que le principal archéologue [Yosef Gat], qui avait prétendu que ce n'était rien, pensait en fait avoir découvert la tombe de Jésus de Nazareth et, en tant que survivant de l'Holocauste, il craignait que cela ne produise de l'antisémitisme. »

Dans les jours qui suivront, Shimon Gibson publiera un billet réfutant ces assertions :

« À mon avis, ce qui est ressorti du symposium, c'est qu'il n'existe aucune preuve – historique, archéologique, épigraphique, scientifique (en termes d'études de l'ADN et de la patine), architecturale/artistique ou autre – pour étayer l'idée que le tombeau de Talpiot était le tombeau de la famille de Jésus. De plus, d'après mes relations personnelles avec l'excavateur Yosef Gath dans les années 1980, je ne crois pas qu'il ait jamais fait le moindre lien entre les inscriptions de l'ossuaire de la tombe et les noms apparaissant dans les Évangiles. Je réfute également l'affirmation des réalisateurs du film « The Lost Tomb of Jesus » selon laquelle le symposium aurait en quelque sorte justifié leur argumentation. En fait, c'est le contraire qui est vrai et les chercheurs ont eu du mal à trouver des preuves de l'existence d'un tombeau de la famille de Jésus à Talpiot. »

En contrepoint, il fut cependant rappelé au cours du symposium que Josef Gat était un archéologue chevronné maitrisant son champs de recherche. Il avait travaillé comme inspecteur pour l'Autorité des antiquités d'Israël (AAI) durant 27 ans et assumait les fonctions de directeur de fouilles. Dans sa carrière, il aurait découvert et participé à l'exploration de quelque 400 sites dans le Néguev, ainsi qu'à Jérusalem. S'agissant de la date de la traduction de l'inscription « Jésus fils de Joseph », la déclaration de clôture du symposium publiée quelques jours plus tard (lire ci-dessous) corrigera les affirmations erronées : « Il est maintenant établi que Josef Gat est mort le 14 juin 1993, bien après que Joseph Naveh ait déchiffré « Yeshua bar Yehosef » (« Jésus, fils de Joseph ») sur un ossuaire. »

### Déclaration declôture dusymposium
La déclaration publiée à la clôture du Symposium, signée par les membres du comité organisateur (James H. Charlesworth, D. Mendels, M. Aviam, G. Mazor, Shimon Gibson et D. Bahat), souligne qu'une attention particulière a été portée à la question du tombeau de Talpiot. Il est indiqué que l'identification de « Mariamene » avec la Marie-Madeleine des évangiles a suscité un « scepticisme extrême » chez les spécialistes présents. La déclaration indique également que :

« Divers spécialistes ont également parlé de diverses méthodologies scientifiques, notamment de l'anthropologie médico-légale et des preuves paléo-ADN (la validité des preuves précédemment citées a été rigoureusement contestée), et la signification statistique de la combinaison de noms sur les ossuaires récupérés de le tombeau de Talpiot. En effet, une grande variété de méthodes ont été représentées au cours des trois jours de conférence. Des opinions savantes ont été exprimées et l’atmosphère était académique et constructive. La plupart des participants partageraient l’opinion de Geza Vermes, le très estimé professeur émérite d’études juives de l’Université d’Oxford, selon qui la conférence dans son ensemble a été très « utile pour diffuser les dernières opinions sur les pratiques funéraires juives anciennes et la science moderne ». »

La déclaration ajoute :

« Les discussions les plus animées ont porté sur la tombe de Talpiot elle-même. Mais même dans ce cas, il y a eu un large consensus parmi la grande majorité des chercheurs présents, comme l'a fait remarquer le professeur Charlesworth, président et principal organisateur du symposium : « La plupart des archéologues, épigraphistes et autres scientifiques ont soutenu de manière convaincante qu'il n'y avait aucune raison de conclure que le tombeau de Talpiot était le tombeau de Jésus. Malheureusement, de nombreux articles parus dans la presse à la suite du symposium ont donné l'impression exactement inverse, affirmant au contraire que les actes de la conférence donnaient du crédit à l'identification de la tombe de Talpiot avec une tombe familiale présumée de Jésus de Nazareth. Comme le montrent très clairement les déclarations contraires faites depuis le symposium par de nombreux participants, ces affirmations sont manifestement fausses et dénaturent de manière flagrante l'esprit et le contenu scientifique des délibérations. »
Nous aimerions clarifier deux points supplémentaires à ce stade. Tout d'abord, malgré les informations contraires, le dixième ossuaire « manquant » a été catalogué. Son existence est mentionnée dans le catalogue de Rachmani publié en 1994 (Comm. 1). Le Département israélien des Antiquités a conservé neuf ossuaires (n° 701-709) récupérés dans la tombe de Talpiot en 1980 ; en outre, un spécimen brisé, sans décoration, a également été trouvé. Il ne peut donc pas être identifié comme l'ossuaire de « Jacques ». Deuxièmement, il est maintenant établi que Joseph Gat est mort le 14 juin 1993, bien après que Joseph Naveh ait déchiffré « Yeshua bar Yehosef » (« Jésus, fils de Joseph ») sur un ossuaire.
Les communications du symposium seront publiées en deux volumes par William B. Eerdmans Publishing Company (Grand Rapids, Michigan et Cambridge, Royaume-Uni). »

### Fronde académique àl'issue dusymposium
En réaction à la couverture médiatique du dossier du tombeau de Talpiot, les chercheurs présents au symposium ont accusé Simcha Jacobovici et James Cameron d'avoir trompé les médias en affirmant que le symposium avait relancé leur théorie en estimant qu'elle était viable.

Le 23 janvier 2008, quinze universitaires de premier rang participant au Symposium, dont des signataires de la déclaration de clôture membres du comité d'organisation ainsi que la quasi-totalité des archéologues et des épigraphistes qui avaient présenté des communications lors du symposium, signent donc une déclaration intitulée « La controverse sur le tombeau de Talpiot revisitée » :

« Une tempête de feu a éclaté à Jérusalem à la suite de la conclusion du « Third Princeton Theological Seminary Symposium on Jewish Views of the Afterlife and Burial Practices in Second Temple Judaism : Evaluating the Talpiot Tomb in Context ». La plupart des évaluations négatives des archéologues et des autres scientifiques et érudits présents ont été exclues des comptes rendus de presse finaux. Au lieu de cela, les médias ont présenté le point de vue de Simcha Jacobovici, qui a produit le film et le livre controversés « The Lost Tomb of Jesus » avec le réalisateur hollywoodien James Cameron, et qui prétend que son identification a été justifiée par les documents de la conférence. Rien d'autre que la vérité ne peut être déduit des discussions et des présentations qui ont eu lieu du 13 au 17 janvier 2008.
Une analyse statistique des noms gravés sur les ossuaires ne laisse aucun doute sur le fait que la probabilité que le tombeau de Talpiot appartienne à la famille de Jésus est pratiquement nulle si la Mariamene nommée sur l'un des ossuaires n'est pas Marie-Madeleine. Même la lecture du nom inscrit comme « Mariamene » a été contestée par les épigraphistes présents à la conférence. En outre, Marie-Madeleine n'est pas désignée par le nom grec Mariamene dans les sources littéraires antérieures à la fin du deuxième tiers de notre ère. Un groupe d'experts sur le thème de Marie dans l'Église primitive a rejeté d'emblée l'idée que Marie-Madeleine ait été mariée à Jésus, et aucune tradition ne fait référence à un fils de Jésus nommé Juda (un autre individu nommé sur un ossuaire de la tombe de Talpiot). En outre, les preuves ADN provenant de la tombe, qui ont été utilisées pour suggérer que Jésus avait une épouse, ont été rejetées par l'équipe de l'Université hébraïque qui a conçu type de procédures et a mené ce type de recherches dans le monde entier. L'ossuaire portant le nom de « Jésus fils de Joseph » est mis en parallèle avec une découverte faite dans une autre tombe de Jérusalem, et au moins un intervenant a déclaré que la lecture du nom « Jésus » sur l'ossuaire de la tombe de Talpiot était incertaine. Les témoignages des archéologues qui ont participé aux fouilles du tombeau de Talpiot ne laissent aucun doute sur le fait que le dixième ossuaire « manquant » était simple et sans inscription, ce qui élimine toute possibilité qu'il s'agisse du soi-disant « ossuaire de Jacques ».
L'identification du tombeau de Talpiot comme étant celui de la famille de Jésus va à l'encontre des récits canoniques des Évangiles, qui sont les traditions les plus anciennes décrivant la mort et l'enterrement de Jésus. Selon ces récits, le corps de Jésus a été placé dans la tombe d'un éminent disciple nommé Joseph d'Arimathie. Depuis au moins le début du quatrième siècle, les chrétiens vénèrent le lieu de l'inhumation de Jésus à l'endroit indiqué dans l'église du Saint-Sépulcre. En revanche, aucune tradition, chrétienne ou autre, ne fait référence ou ne se souvient d'un tombeau familial de Jésus, où que ce soit à Jérusalem.
Le coup de théâtre de la conférence a été l'apparition surprise de Ruth Gat, la veuve de l'archéologue qui a fouillé le tombeau en 1980 et qui est décédé depuis. Madame Gat a annoncé que son mari était au courant de l'identification depuis le début, mais qu'il n'avait pas osé en parler à qui que ce soit en raison de la possibilité d'une réaction antisémite. Cependant, Josef Gat n'avait pas les compétences nécessaires pour lire les inscriptions. Jacobovici affirme aujourd'hui que la déclaration de Madame Gat a donné raison à ses affirmations concernant la tombe.
Pour conclure, nous souhaitons protester contre la présentation erronée des actes de la conférence dans les médias et préciser que la majorité des chercheurs présents – y compris tous les archéologues et épigraphistes qui ont présenté des documents relatifs au tombeau – rejettent l'identification de la tombe de Talpiot comme appartenant à la famille de Jésus ou considèrent cette affirmation comme hautement spéculative. »

Joe Zias, responsable du département d'anthropologie de l'Autorité des antiquités d'Israël (AAI) de 1972 à 1997, affirme par ailleurs avoir eu connaissance d'un mémo divulgué par James D. Tabor avant le symposium attestant d'une « intervention extérieure de Simcha et Tabor afin de déformer l'ordre du jour et de fausser les débats d'une manière qui soit favorable à leur plan préconçu ». Joe Zias va multiplier les critiques dans les semaines et les mois suivants à l'égard de Simcha Jacobovici et de James D. Tabor. À tel point que Simcha Jacobovici, s'estimant diffamé et considérant que sa probité est mise en cause, engage une action en justice contre Joe Zias. Simcha Jacobovici reproche également à Joe Zias d'avoir compromis les contrats de diffusion de son film et d'avoir subi par conséquent un préjudice financier. En conséquence de quoi, le journaliste réclame 3,5 millions de shekels à l'anthropologue au titre des dommages et intérêts. Dans un jugement en date du 6 juin 2015, le juge Jacob Shinman du tribunal central du district de Lod à Tel-Aviv donnera partiellement raison à Simcha Jacobovici, en particulier s'agissant des courriels de menaces adressés par Joe Zias à différents destinataires au sein de l'Université de Charlotte, en Caroline du nord (États-Unis), au sein de laquelle James D. Tabor enseigne.
Le 25 janvier 2008, Géza Vermes publie, quant à lui, une déclaration dans laquelle il affirme que : 

« Les preuves avancées jusqu'à présent sont loin de prouver que le tombeau de Talpiot est, ou même pourrait être, la tombe de la famille de Jésus de Nazareth. L'identification de l'ossuaire de Mariamene avec celui de la Marie-Madeleine des Évangiles n'est pas étayée et, en l'absence de cela, l'affaire s'effondre. La conférence, principalement consacrée au problème de la vie après la mort dans le judaïsme du Second Temple, a permis de faire connaître les derniers points de vue sur les anciennes pratiques funéraires juives et la science moderne. À l'exception d'une poignée de participants, la grande majorité des érudits présents considèrent que la théorie selon laquelle les ossuaires de Talpiot contenaient les restes de Jésus de Nazareth et de sa famille est aussi improbable à l'issue de la conférence qu'elle ne l'était auparavant. Selon mon jugement historique, la question est close et, en l'absence de nouvelles preuves substantielles, doit le rester. »

## 2009, un témoin relate l'excavation de Talpiot A
En février 2009, l'archéologue Shimon Gibson publie un ouvrage destiné au grand public intitulé The Final Days of Jesus. The Archeological Evidence.
Il rédige à la fin du livre un excursus consacré à sa participation à l'excavation du tombeau de Talpiot A en 1980. Il évoque aussi le dossier de l'ossuaire de Jacques, dont le procès en authenticité était toujours en cours à l'époque de la parution de son livre.

### À propos du contexte de la participation aux fouilles

#### Une situation d'urgence
S'agissant de son arrivée sur le site du tombeau de Talpiot A, Shimon Gibson explique que :

« Le lendemain (vendredi 28 mars 1980), [Josef] Gath a commencé les fouilles et, à midi, a réussi à extraire dix ossuaires de la grotte. Un camion spécial a été affrété pour les transporter jusqu'au Musée Rockefeller. Ces ossuaires ont été remis au conservateur et anthropologue Joe Zias et placés dans une réserve temporaire, où ils ont ensuite été examinés par le conservateur en chef L.Y. Rahmani. Le travail devait être entrepris rapidement, car les fouilles n'étaient pas autorisées le samedi et les ossuaires laissés dans le tombeau risquaient d'être dérobés par des voleurs d'antiquités avides. Par ailleurs, des membres de la communauté juive ultra-orthodoxe de Jérusalem pourraient manifester et créer des troubles, ce qui pourrait entraîner l'arrêt pur et simple des fouilles. C'est exactement ce qui est arrivé à un autre tombeau de la période du Second Temple, située à seulement 20 mètres au nord-est de la tombe fouillée, qui était remplie d'ossuaires (certains portant des inscriptions). En raison des objections des juifs ultra-orthodoxes, elle a été scellée et n'a toujours pas été fouillée. »

#### Quel est cet autre tombeau situé au nord à proximité de Talpiot A?
Dans son rapport préliminaire publié en 1981, Josef Gat signalait la présence d'une tombe voisine détruite, distante de 20 mètres au nord de Talpiot A. Amos Kloner et Boaz Zissu insèrent, dans leur ouvrage de 2007 intitulé The Necropolis of Jerusalem in The Second Temple Period, une note dans la fiche 12-46 traitant du tombeau de Talpiot A : 

« * Le tombeau 12-31 est située à env. 20 m au nord. Juste à côté se trouve une structure taillée dans la roche enduite de plâtre, apparemment un bassin d'immersion rituelle, qui a été endommagé par les bulldozers. »

Toujours à propos de cette sépulture située à 20 mètres de Talpiot A évoquée dans son livre de 2009 par Shimon Gibson, Amos Kloner et Boaz Zissu renseignent la notice suivante : 

« 12-31 Coordonnées sur la carte 17240 12880
Un tombeau creusé dans la roche disposant d'une seule chambre funéraire avec des kokhim taillés dans ses murs. 
Bibl. Kloner 1980:75 »

La référence bibliographique mentionnée par Amos Kloner renvoie à sa thèse de doctorat. Amos Kloner ne dit pas que l'excavation de cet hypogée 12-31 aurait été interompue par des Juifs religieux. Il n'indique pas que des ossuaires y ont été retrouvés.
Plus généralement, s'agissant des sites funéraires figurant dans le secteur 12 de leur carte, Amos Kloner et Boaz Zissu n'évoquent dans leur livre qu'un seul tombeau dont on peut comprendre que la fouille a été précocement interrompue du fait de l'intervention de religieux. Il s'agit de l'hypogée de Talpiot B, distant d'une quarantaine de mètres de Talpiot A. Talpiot B est décrit à la notice 12-45 et n'a été découvert qu'en avril 1981, i.e. l'année suivante de la découverte du tombeau de Talpiot A :

« Seul un ossuaire a été retiré de la tombe. Le reste a été laissé dans la tombe, qui a été condamnée, et un tuyau d'évacuation des impuretés a été installé par les autorités ultraorthodoxes. »

#### Développements ultérieurs de la fouille de Talpiot A
Shimon Gibson décrit ensuite la nature de son intervention sur le site de Talpiot A et les développements ultérieurs :

« Mon implication dans le tombeau de Talpiot a commencé par un appel téléphonique de Kloner : « Pourrais-tu te rendre demain matin à Talpiot, où Yoske est en train de creuser ? », voulait-il savoir. À l'époque, je travaillais comme assistant archéologique et enquêteur à temps partiel au Département des Antiquités. Il voulait que je prenne des mesures et que je dessine un plan et des coupes de la tombe. J'ai contacté l'excavateur, Gat, et j'ai pris rendez-vous avec lui le lendemain, à la limite du nouveau quartier. Il avait un air plutôt morose, tout le contraire de moi. « Quelque chose de spécial à propos de cette tombe ? », lui demandai-je. « Pas vraiment », me répondit-il. « Quoi qu'il en soit, vous aurez l'occasion de bien la voir demain. »
Les fouilles à l'intérieur du tombeau (permis AAI n° 938) ont été menées par étapes avec des pauses entre le 30 mars et le 11 avril 1980, et elles ont été supervisées par Gath, avec l'aide de trois à quatre ouvriers fournis par la société de construction Solel Boneh. Une fois les fouilles terminées, Gath retourna à son bureau (15 avril), rédigea un rapport préliminaire sur les fouilles et prépara une fiche pour le site, qu'il déposa dans les archives du Département. 
Malheureusement, Gath est mort avant d'avoir pu publier les résultats de ses fouilles [Josef Gath est décédé le 14 juin 1993, NDT], et c'est à Kloner qu'est revenu le soin de publier un rapport final sur la tombe en 1996.  
L'une des principales difficultés rencontrées par Kloner lors de la rédaction de ce rapport est due au fait que Gath n'a laissé que des notes éparses et incomplètes sur les résultats de ses fouilles. Mon examen des notes de Gath dans les archives du Musée Rockefeller confirme que son contenu est minimaliste et que beaucoup d'informations essentielles sur le tombeau ont été perdues. »

### À propos de l'absence d'étude anthropologique
En ce qui concerne les ossements extraits de Talpiot A et qui n'ont jamais été étudiés, Shimon Gibson explique :

« Le second problème qu’a eu Amos Kloner est que les ossements humains de la tombe n’avaient pas été décrits. Les anthropologues Joe Zias et Patricia Smith, qui étudiaient le matériel des tombeaux à l'époque, confirment tous deux qu'aucun d'entre eux n'a examiné les ossements humains de ce tombeau précis. En outre, Kloner ne pouvait plus étudier les ossements puisqu'ils avaient été transférés aux autorités religieuses en vue de leur ré-inhumation, soit par Gath lui-même peu après la fin des fouilles, soit en vertu d'un accord conclu entre le gouvernement israélien et les autorités religieuses qui s'étaient opposées à l'entreposage d'ossements humains dans les entrepôts de l'Autorité des antiquités. »

Shimon Gibson pointe par ailleurs, toujours à propos des ossements :

« Le nombre d'inhumations dans le tombeau n'est pas connu, mais, en se basant sur des données obtenues dans d'autres tombeaux étudiées, Kloner estime qu'il pourrait s'agir d'environ trente-cinq individus. Malheureusement, il ne s'agit que de suppositions, car les restes anthropologiques du tombeau de Talpiot n'ont jamais été examinés ni quantifiés. »

### À propos de l'impossibilité de localiser chaque ossuaire dans la tombe
Shimon Gibson estime que des informations son définitivement perdues :

« Dix ossuaires ont été découverts dans le tombeau de Talpiot. En faisant un plan côté du tombeau, j'ai noté la position des ossuaires selon les informations fournies par Gath. Comme Gath n'a pas fait correspondre les numéros d'enregistrement, délivrés par le Département des antiquités d'Israël au Musée Rockefeller, qui ont été attribués aux ossuaires avec les numéros d'attribution tels qu'ils apparaissent sur mon plan de la grotte, nous ne saurons jamais avec certitude quel ossuaire provenait de quel kokh, ce qui est regrettable et représente une perte d'information majeure. En outre, nous n'avons aucune information sur les fragments d'ossuaires que Gath a ramassés à l'extérieur de l'entrée du tombeau. Au total, seuls trois ossuaires ont été retrouvés intacts, les autres étant brisés et ayant dû être restaurés. »

### À propos du dixième ossuaire disparu et de l'ossuaire de «Jacques fils de Joseph frère de Jésus»
Shimon Gibson donne les explications suivantes :

« Seuls neuf des dix ossuaires du tombeau se trouvent actuellement dans les réserves de l'Autorité israélienne des antiquités à Beth Shemesh. Où se trouve le dixième ossuaire manquant ? Dans son catalogue de 1994, Rahmani l'a décrit comme « un spécimen simple et brisé ». [James D.] Tabor a suggéré qu'il pourrait s'agir du même ossuaire que celui dit de « Jacques, fils de Joseph, frère de Jésus », ce qui implique que l'ossuaire a été volé et s'est retrouvé entre les mains du collectionneur Oded Golan. Le statut de cet artefact n'est toujours pas clair. L'ossuaire est sans aucun doute authentique, mais l'inscription (ou une partie de celle-ci) pourrait être un faux, et le propriétaire est actuellement au tribunal pour plaider sa cause. Je suis d'avis que même s'il est établi que l'inscription est authentique, l'ossuaire est inutilisable à des fins historiques car nous ne disposons pas d'informations sur sa provenance originale. Je comprends qu'il soit séduisant de relier l'ossuaire dit de « Jacques » au tombeau de Talpiot, mais ce n'est tout simplement pas le cas, car nous savons avec certitude que le dixième ossuaire « manquant » était un ossuaire simple, sans décor, sans inscription et, de surcroît, brisé. Cette description ne correspond pas à l'ossuaire de « Jacques », qui est complet et décoré d'un côté de doubles rosaces et de l'autre d'une inscription profondément gravée en caractères juifs. Cependant, Rahmani m'a récemment fourni une explication sur la manière dont le dixième ossuaire a pu être égaré.
Tous les ossuaires décorés ou inscrits, lorsqu'ils ont été reçus au Musée Rockefeller dans les années 1980, m'a-t-il dit, ont été placés sur des étagères, tandis que les ossuaires simples brisés, dont il y avait de grandes quantités, ont été stockés dans la cour extérieure du musée. Lorsque les ossuaires ont été transférés dans le nouvel entrepôt de Beth Shemesh, le dixième exemplaire brisé a très probablement été jeté, faute d'espace de stockage. »

## 2012, letombeau deTalpiotB débattu àsontour

### Unenouvelle exploration etunnouveaudocumentaire
Le 12 avril 2012, jour de Pâques, un documentaire intitulé The Resurection Tomb Mystery (en), réalisé par l'équipe à l'origine du documentaire The Lost Tomb of Jesus, est diffusé au Canada sur Discovery Chanel et Vision TV. James H. Charlesworth assiste l'équipe en qualité de conseiller académique. L'archéologue Rami Arav se joint également au projet.
En 2010, l'équipe du documentaire est revenue sur les lieux de Talpiot B, hypogée découvert en avril 1981 à environ 45 mètres du tombeau de Talpiot A mis au jour treize mois plus tôt. Les deux tombeaux ont été excavés par Amos Kloner. L'équipe du tournage établit un compte rendu préliminaire.
En avril 1981, Amos Kloner a pu pénétrer dans le tombeau de Talpiot B par une brèche dans le plafond. L'ancienne entrée carrée est restée fermée, scellée hermétiquement par une pierre de type « bouchon ». Le tombeau se compose d'une unique chambre centrale carrée de 3,5 × 3,5 m et d'une fosse très peu profonde de 2,3 × 1,7 m. Elle dispose de neuf niches funéraires (kokhim), d'une profondeur de 2 à 2,3 m, réparties sur trois murs à raison de trois par mur. Chaque niche est scellée par une pierre. Quatre de ces niches contenaient un total de huit ossuaires à pignon sculpté : le kokh no 1 avec trois ossuaires, le kokh no 2 avec deux ossuaires, le kokh no 6 avec deux ossuaires et le kokh no 7 avec un ossuaire. Un ossuaire se trouvait au sol. Il y avait des restes de squelettes dans tous les kokhim, avec d'importants restes de sépultures primaires dans les kokhim 3, 7, 8 et 9. Des poteries à usage alimentaire sont retrouvées.
Amos Kloner explique que, lors de la découverte, il n'a pu rester que peu de temps à l'intérieur avant que des membres d'une communauté juive orthodoxe n'interviennent pour exiger de l'archéologue qu'il cesse de troubler le repos des défunts. En ressortant, Amos Kloner emporte l'ossuaire le plus petit, décoré mais sans inscription, probablement celui d'un enfant, qui a été enregistré par l'Autorité des antiquités d'Israël (AAI) sous la référence no 81.505.
Amos Kloner établit une carte très précise, qui correspond exactement aux photographies existantes. Josef Gat et Shlomo Gudovitch poursuivent l'excavation. Ces derniers retirent les pierres qui obstruent les niches, examinent brièvement les ossuaires et prennent quelques photographies de la tombe montrant chaque kokh et la position des sept ossuaires restants. Dans une publication ultérieure, Kloner mentionne des marmites de cuisine en terre cuite à trois endroits différents de la tombe. Apparemment, le plus petit ossuaire qui a été enlevé par Amos Kloner lors de sa première entrée dans le tombeau se serait situé à l'origine à l'avant du kokh no 7.
Devant s'absenter, Amos Kloner confie ensuite la poursuite de la fouille au seul Josef Gat.
L'opposition des religieux persistant, les archéologues referment la tombe quelques jours plus tard alors qu'ils avaient déposé l'ensemble des ossuaires au sol pour les sortir du tombeau. Les religieux les auraient replacés dans les niches de manière aléatoire, avant de refermer définitivement l'hypogée le 16 avril 1981.
Ultérieurement, l'entreprise de construction reprend le chantier. Un immeuble d'habitation est bâti par dessus. Le tombeau de Talpiot B se retrouve coffré sous la terrasse d'un logement en rez-de-chaussée, d'où sa désignation de « tombeau du patio » par l'équipe du documentaire The Resurection Tomb Mystery. Une conduite (tubulure) pour les âmes des défunts est aménagée. L'hypogée se voit attribuer le numéro d'identification 1050 par l'Autorité des antiquités d'Israël.
Un article du journaliste et archéologue Zvi Ilan (he), publié le 22 mai 1981 dans le journal Davar, s'intéresse aux démêlés entre les archéologues de l'AAI et les groupes religieux orthodoxes qui entravent leurs travaux. S'agissant du tombeau, le journaliste qualifie celui-ci d'« unique » (« נדירה », nadirah) et souligne qu'il a un intérêt archéologique important :

« (...) Il y a plus d'un mois, à cet endroit, des ossuaires ont été découverts. Sept d'entre eux sont ornés de décorations juives, telles que des frontons architecturaux du Second Temple, un vase et deux noms inscrits en hébreu. (...)
Le Département des antiquités demande à être autorisé à explorer ce tombeau unique, qui contient un matériau important pour la recherche. L'opposition à cette demande provient principalement des ultra-orthodoxes qui s'opposent à la recherche archéologique en Israël. (...) »

— Zvi Ilan, « Davar », 22 mai 1981
Ultérieurement, Amos Kloner expliquera que le contenu de ce tombeau ne contenait rien de notable ni d'exceptionnel, et que les artéfacts découverts étaient communs.

### Les inscriptions surlesossuaires deTalpiotB
L'équipe du documentaire ne pouvant entrer dans l'hypogée, elle met au point une caméra sur un bras robotisé spécialement conçu à Toronto.
Les ossuaires de Talpiot B sont tous particulièrement décorés. Sur les huit retrouvés, cinq portent des inscriptions en lettres grecques ou hébraïques. Soit un taux de 62,5 %, là où la fréquence des ossuaires gravés dans le Catalogue de Levi Y. Rahmani est, pour mémoire, de 25,2 % (231 ossuaires sur 917 recensés à date en 1989). Le documentaire The Resurrection Tomb Mystery formule l'hypothèse d'un lien entre le tombeau de Talpiot B et Joseph d'Arimathie, en avançant qu'« Arimathie » signifie « deux collines » (à rapprocher de l'étymologie de la localité de Ramathaim citée dans le Premier Livre de Samuel en 1S 1,1) et que l'antique exploitation agricole sur laquelle se trouvent les hypogées de Talpiot A et Talpiot B est justement surplombée par deux collines. Richard Bauckham s'élève contre cet argument : pour lui, il n'existe aucun lien vraisemblable entre Talpiot B et cette figure du Nouveau Testament. Selon Richard Bauckham, « Arimathie » est à rapprocher de la localité de Ramathaim citée dans le Premier Livre des Machabées (cf. 1M 11,34) : dans son Onomasticon, Eusèbe de Césarée situe ce village – appelé Remphisa à son époque – à une trentaine de kilomètres au nord-ouest de Jérusalem, près des frontières de la Judée et de la Samarie.

#### «YHWH» et «ΙΑΙΟ»?
L'équipe du documentaire découvre sur l'un des ossuaires une gravure figurant soit un animal à quatre pattes, soit correspondant au tétragramme divin YHWH, ce qui serait alors tout à fait inhabituel pour une tombe de ce type. Si tel est bien le cas, cette inscription pourrait être en cohérence avec celle gravée sur un autre ossuaire du tombeau de Talpiot B, que l'équipe a lue en grec comme « ΙΑΙΟ », soit le même tétragramme mais graphié en grec. Ce qui constituerait une pratique funéraire hétérodoxe unique.

#### «ΜΑΡΑ»
La tombe contient également un autre ossuaire portant la gravure rédigée en grec « Mara » (ΜΑΡΑ), nom qui figure également sur l'un des ossuaires de l'hypogée de Talpiot A. Ce nom peut être porté aussi bien par un homme que par une femme. Dans ce cas là, il est parfois considéré comme correspondant au prénom Marthe. Enfin, ce nom peut correspondre au titre de « maître / maîtresse ».

#### «ΙΟΝΑΣ ou «ΙΟΝΕΣ»?
L'un des ossuaire porte quant à lui une gravure en grec qui est lue ΙΟΝΑΣ et traduit en Jonas, ou qui est lue ΙΟΝΕΣ et traduit en Jean.

#### «διοσ ιαιο υψω αγβ»?

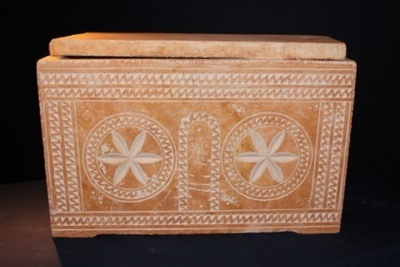
La réplique de l'ossuaire découvert dans le tombeau de Talpiot B portant une inscription en grec dans le cartouche central du panneau lue « » par l'équipe du documentaire The Resurrection Tomb Mistery : « O Divin YHWH, élève / relève ».

L'équipe déchiffre sur un autre ossuaire une inscription en grec qu'elle retranscrit « ΔΙΟΣ ΙΑΙΟ ΥΨΩ ΑΓΒ » et traduit par « O Divin YHWH, élève / relève ».
Christopher A. Rollston lit pour sa part l'inscription « ΔΙΟΣ ΙΑΙΟ ΥΨΩ ΑΓΒ » comme « DIOS IAIO UPSŌ AGB », soit : « Voici des os. Je n'y touche pas. Agabus ».
Richard Bauckham propose quant à lui plusieurs lectures successives, initialement « Au divin Zeus, honore Hagav », puis les deux prénoms « Δυ(ο)σταιου Ψωαγβ ».

#### «יונה»?
L'ossuaire le plus décoré, possiblement par des mains qui n'étaient pas celles d'un artisan, est orné d'un motif cruciforme gravé sur l'un des petits côtés, et d'un autre gravé dans un cadre occupant la moitié d'un grand côté. Le motif occupant l'intérieur de ce cadre est évalué comme étant un poisson dont la bouche régurgite une tête humaine. L'équipe qualifie cet artéfact d'« ossuaire de Jonas » (יונה), en référence au prophète de l'Ancien Testament qui fut régurgité par un gigantesque poisson au bout de trois jours (Jon 2,1-11), et qui est associé au « signe de Jonas » évoqué par Jésus (Mt 12,38-42 et Mc 8,12).

### S'agit-il du «signe de Jonas», serait-ce l'évocation d'unerésurrectionspirituelle?

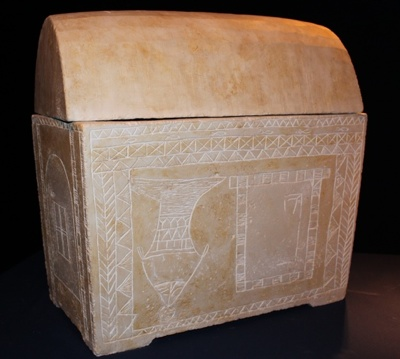
Présentation de la première version de la reproduction de « l'ossuaire de Jonas », découvert dans le tombeau de Talpiot B, lors de la première conférence de presse donnée à New York le 28 février 2012 par l'équipe du documentaire de The Resurrection Tomb Mistery. Sur la partie gauche du panneau, le motif qualifié de « poisson » dans le film, avec à son extrémité, en bas, un motif circulaire qualifié de tête humaine sortant de la bouche du poisson. Dans la tête du poisson seraient gravées les lettres hébraïques du nom Jonas. À droite, le cadre figurant un temple, à la semblance de celui de Jérusalem, dans lequel l'équipe n'a pas été en mesure de reproduire en totalité la gravure entraperçue par le bras vidéo robotisé lors de l'exploration de l'hypogée et où n'est représentée que l'amorce d'un motif partiel, donnant l'impression trompeuse d'une « potence ». À noter sur le panneau du petit côté gauche, le motif cruciforme qualité de chrétien par l'épigraphiste Émile Puech.

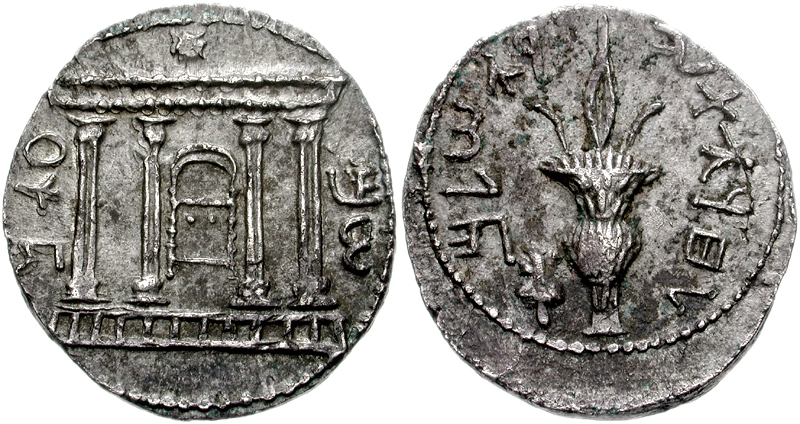
Tétradrachme en argent (Judée) frappé durant la révolte de Shimon Bar Kochba, ou « Simon fils de l'étoile » en araméen, entre l'an 132 et 135 Émission non datée, vers l'an 3 de la révolte. Côté face, le temple de Jérusalem, à l'architecture carrée et dépourvu de fronton, avec l'Arche d'Alliance à l'intérieur. Une étoile est représentée au-dessus, symbole messianique faisant référence à l'étoile de Jacob (« Une étoile est descendue de Jacob »,). D'autres émissions monétaires de la révolte de Bar Kochba remplacent l'étoile au-dessus du temple par la lettre tav graphiée « + », perçue elle aussi comme un symbole messianique à cette époque. Shimon Bar Kochba fut reconnu comme le Messie par le plus influent des rabbins de son temps, Rabbi Akiva.

L'équipe du documentaire formule l'hypothèse que ce motif du signe de Jonas pourrait être la première représentation connue de l'« élévation » ou de la résurrection des morts, telle qu'elle aurait pu être comprise par la communauté primitive des premiers adeptes juifs de Jésus à Jérusalem. La tête du poisson contiendrait la gravure du nom de Jonas en lettres hébraïques (יונה). La forme circulaire située à l'extrémité de ce qui serait la bouche du poisson serait une tête humaine, les incisions parallèles à l'intérieur de celle-ci représentant les cheveux. La résurrection devrait alors être comprise comme une résurrection d'ordre spirituelle, qui correspondrait à une existence « céleste » transformée, et non une renaissance de la vie physique.
James H. Charlesworth accepte, en juin 2012, l'hypothèse que cet ossuaire de Jonas est décoré d'un poisson géant et considère pour la première fois que la gravure du nom Jonas (יונה) figure dans la tête de celui-ci. Selon lui, il pourrait s'agir de l'un des tout premiers artéfacts judéo-chrétiens de la communauté de Jérusalem,. Un autre épigraphiste, Robert Deutsch, confirme cette lecture de YONAH faite par James H. Charlesworth, bien que Haggai Misgav, son confrère épigraphiste de l'Université hébraïque, lise les marques comme ZOLAH plutôt que YONAH, et que Christopher A. Rollston qualifie cette lecture en YONAH de ridicule :

« Yonah est une évidence. Je ne sais pas s'il s'agit d'un poisson ou d'une amphore, il faut que je la voie, mais l'inscription est faite intentionnellement et n'est pas une simple décoration. »

— Robert Deutsch, épigraphiste

« [Je le lis] ZYLH – Zilah ou Zoilah, un nom féminin grec. Une femme de Jérusalem, probablement juive, morte au premier siècle. [L'image] est une amphore. J'ai vu beaucoup d'amphores sur des ossuaires. Je ne pense pas qu'elle ait une quelconque signification. »

— Haggai Misgav, Université hébraïque de Jérusalem

« J'ai regardé les photos très attentivement. Le nom de Jonas n'y figure tout simplement pas. C'est vraiment ridicule. Il s'agit de gravures qui font partie de l'amphore. Il n'y a pas de lettres. »

— Christopher Rollston, Emmanuel Christian Seminary
Les critiques académiques font, pour leur part, majoritairement valoir que le dessin du poisson sur l'ossuaire de Jonas ne serait qu'une amphore, voire un flacon de parfum et que le motif circulaire à sa base ne contient aucun texte en hébreu.
Dans une interview accordée en 2013, Émile Puech (CNRS, École biblique et archéologique française de Jérusalem) estime quant à lui, à la vue de la reproduction de l'ossuaire de Jonas qui lui est présentée, que le motif cruciforme sur l'un des petits côtés correspond à un symbole primitif judéo-chrétien et que le motif sur le grand côté n'est pas une amphore ou un flacon de parfum mais bien un poisson sur la tête duquel est inscrit le nom Jonas, avec à son extrémité une forme anthropomorphique circulaire interprétée comme étant une tête humaine qui est vomie par l'animal marin.
Andrey Feuerverger partage les avis de Charlesworth, Deutsch et Puech. Pour le statisticien, la proximité de Talpiot A et de Talpiot B, ainsi que leur contenu respectif et les traces épigraphiques confirment leur lien probable avec la première communauté judéo-chrétienne de Jérusalem. Il publie en 2013 une nouvelle étude consacrée à ce point précis.

### Amos Kloner conteste lesconclusions dudocumentaire «The Resurrection Tomb Mystery»
La controverse entre Amos Kloner et l'équipe du documentaire The Resurrection Tomb Mystery fait l'objet d'un dossier exhaustif dans le numéro du mois de mai 2012 du magazine Eretz. En mai 2012, un forum d'échange dédié est mis à disposition des experts durant un mois, sur le site académique de l'American Schools of Oriental Research (ASOR), afin qu'ils puissent échanger sur les questions soulevées par le film. Amos Kloner n'y prend pas part
Le 27 décembre 2012, à l'occasion de la convention annuelle de la New Studies on Jerusalem Conference, adossée à la parution de la publication académique éponyme, Amos Kloner rédige un article dans lequel il communique les conclusions de l'excavation du tombeau de Talpiot B, qu'il co-signe avec Boaz Zissu. Amos Kloner fait également une intervention par laquelle il entend rétablir les faits,. Il indique à cette occasion que le tombeau de Talpiot B a été évoqué dans son ouvrage co-écrit en hébreu avec Boaz Zissu en 2003 et traduit en anglais en 2007. Lors de cette communication, Kloner projette sur un écran des facs-similé de son nouvel article, ainsi que des coupures de presse, dont l'article du 22 mai 1981 paru dans le journal Davar. Il signale par ailleurs qu'il utilise des éléments consignés dans un journal de bord personnel dont il n'avait, jusqu'à ce jour, jamais parlé, ni communiqué ou publié le contenu. Les éléments de ce journal de bord ne figurent pas non plus dans l'ouvrage paru en 2003 et 2007, ni dans l'article de synthèse sur Talpiot A et Talpiot B co-signé avec Shimon Gibson paru en 2013 dans l'ouvrage collectif édité par James H. Charlesworth. Il critique certains des arguments développés dans le documentaire The Resurrection Tomb Mystery. Pour lui, le dessin du soi-disant poisson représente bien une amphore et celle-ci ne contient aucune inscription hébraïque.

## 2014, premier rebondissement dansledossier del'ossuaire deJacques
Premier rebondissement en 2014, une équipe dirigée par l'archéogéologue Amnon Rosenfeld (Geological Survey of Israel) reprend le dossier de la patine de l'inscription de l'ossuaire de « Jacques fils de Joseph frère de Jésus » – dit ossuaire de Silwan – qui a été authentifiée par André Lemaire en 2003 et publie les résultats de son étude dans l'Open Journal of Geology. Le groupe d'experts conclut que :

« L'analyse archéométrique de l'inscription de l'ossuaire de Jacques « Jacques fils de Joseph frère de Jésus » renforce la thèse de l'authenticité de l'ossuaire et de ses gravures. La patine beige peut être observée sur la surface de l'ossuaire, se poursuivant progressivement jusqu'à l'inscription gravée. (...) En outre, l'existence hétérogène de microfossiles éoliens (nannofossiles et foraminifères) et de quartz dans la patine de l'ossuaire, y compris dans la zone des lettres, renforce l'authenticité de l'inscription. »

## 2015, untémoignage inattendu surTalpiotB
Le 11 février 2015, Simcha Jacobovici, le réalisateur du documentaire The Resurrection Tomb Mystery, rapporte sur le site internet du Times of Israel qu'un témoin de la découverte du tombeau de Talpiot B en 1981 et de la première exploration de celui-ci par Amos Kloner s'est présenté à lui pour rapporter le souvenir qu'il gardait de cet événement. Avraham Leket était alors employé d'une entreprise qui participait au chantier de construction de l'immeuble.
« My name is Avraham Leket. I saw your films on the Talpiot tombs (“The Lost Tomb of Jesus” and “The Resurrection Tomb Mystery”). And I want you to know that, at the time that Talpiot was being built up, I was working for the building company Shikun Ovdim, which was responsible for part of the site. The site supervisor was a man by the name of Eli Parsi. When he went on vacation, I filled in for him. As we were drilling, the drill went through the roof of a burial cave [i.e., the Patio tomb]. I realized we had hit an archaeological site and I called the Antiquities Authority. They sent over a young archaeologist by the name of Amos Kloner. He climbed into the tomb and came out literally shaking. I’ll never forget. I asked him what he saw and he repeatedly muttered ‘I never saw such a thing… I never saw such a tomb.’ He took out one ossuary that did not weigh much because it was small, belonging to a child. But then religious people got involved. They didn’t want the tomb disturbed. Things shut down for the Sabbath and after that Eli Parsi came back to work. »
— Avraham Leket, employé de la société de construction Shikun Ovdim en 1981
        
« Je m'appelle Avraham Leket. J'ai vu vos films sur les tombeaux de Talpiot (« Le Tombeau perdu de Jésus » et « Le Mystère du tombeau de la résurrection »). Et je veux que vous sachiez qu'à l'époque de la construction de Talpiot, je travaillais pour la société de construction Shikun Ovdim, qui était responsable d'une partie du site. Le superviseur du chantier était un homme du nom d'Eli Parsi. Lorsqu'il partait en vacances, je le remplaçais. Alors que nous étions en train de forer, la foreuse a traversé le toit d'une grotte funéraire [c'est-à-dire la tombe de Talpiot B, dite du Patio]. Je me suis rendu compte que nous avions touché un site archéologique et j'ai appelé l'Autorité des antiquités. Ils ont envoyé un jeune archéologue du nom d'Amos Kloner. Il est entré dans la tombe et en est ressorti littéralement tremblant. Je ne l'oublierai jamais. Je lui ai demandé ce qu'il avait vu et il n'a cessé de répéter : « Je n'ai jamais vu une telle chose... Jamais vu une telle tombe. » Il a sorti un ossuaire qui ne pesait pas lourd parce qu'il était petit, celui d'un enfant. C'est alors que des religieux sont intervenus. Ils ne voulaient pas que la tombe soit dérangée. Les choses se sont arrêtées pour le shabbat et après cela, Eli Parsi est revenu au travail. »

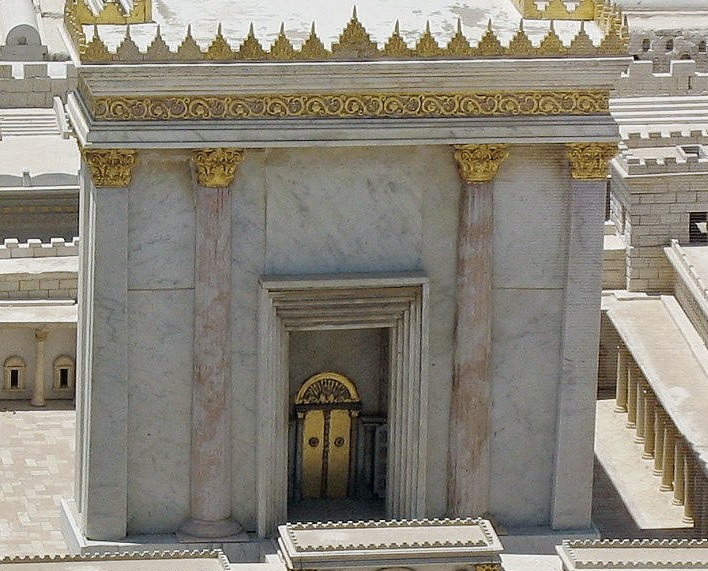
Maquette de la façade du Second Temple de Jérusalem telle qu’elle devait être visible jusqu’en l’an 70, date de sa destruction par les armées romaines. Dépourvu de fronton triangulaire, contrairement aux temples grecs ou romains, sa forme carrée semble avoir inspiré le cadre visible sur la partie droite du panneau décoré de l’ossuaire dit de « Jonas » découvert dans le tombeau de Talpiot B.

Le 31 mai 2016, James D. Tabor (en) s'exprime sur le témoignage d'Avraham Leket, ainsi que sur le contenu de la conférence donnée le 27 décembre 2012 par Amos Kloner. Ayant œuvré au sein de l'équipe du documentaire The Resurrection Tomb Mystery, James D. Tabor souligne une discordance entre les propos tenus par Amos Kloner, appuyés par les éléments matériels présentés par l'archéologue lors de sa conférence du 27 décembre 2012 et dans son article, comparés aux données collectées dans le documentaire grâce aux moyens techniques engagés pour explorer le tombeau à l'aide d'un seul bras vidéo articulé motorisé dans un contexte technique très contraint. Pour James D. Tabor, il est étrange que les éléments mis en avant par Amos Kloner en décembre 2012 n'apportent aucune information supplémentaire et soient totalement alignés sur les éléments présentés dans le documentaire, sans rien y ajouter, alors qu'Amos Kloner a pu accéder directement à l'intérieur de l'hypogée en 1981. Ce qui était en revanche physiquement impossible pour l'équipe du documentaire, qui a dû se contenter d'une exploration partielle à l'aide de son bras vidéo robotisé. James D. Tabor explique :

« Le plus déroutant pour moi est le dessin de l'ossuaire avec l'image de « Jonas et le poisson », extrait de son journal de bord, que Kloner publie. Kloner dit qu'il a réalisé ce croquis, ainsi qu'un autre de l'ossuaire avec l'inscription en grec, en 1981 alors qu'il se trouvait brièvement à l'intérieur de la tombe. Il lui reste à expliquer pourquoi il ne les avait jamais révélés auparavant, même pas à son co-auteur Shimon Gibson avec qui il a écrit son article définitif sur les tombeaux de Talpiot pour le volume alors à paraître de [James H.] Charlesworth [« The Jesus Family Tomb? Exploring Ancient Jewish Tombs Near Jerusalem's Walls », B. Eerdmans Publishing Co.]. Ces croquis ne figurent pas dans les dossiers des fouilles de l’Autorité des antiquités d'Israël et personne, à ma connaissance, ne les avait jamais vus auparavant. Nous savons qu'en 1981 la position de ces deux ossuaires était différente de celle dans laquelle ils se trouvent aujourd'hui dans les niches et que l'ossuaire de « Jonas » n'était pas masqué des regards comme il l'est aujourd'hui. Kloner aurait donc pu facilement réaliser un tel croquis ou, mieux encore, prendre une photo des deux ossuaires.
Voici le problème. Nous n'avons pas pu voir toute la façade de l'ossuaire avec l'image de Jonas. Cet ossuaire est bloqué par celui  juste en face qui porte l'inscription en grec, appuyé à quelques centimètres contre sa façade. (...) Celui du fond est celui avec l’image de « Jonas », et seule une partie du côté gauche de cet ossuaire était visible pour distinguer l’image et obtenir d’assez bonnes photos. C'est le côté droit de l'ossuaire qui est resté pour nous un mystère. Notre caméra a capturé le début de la structure carrée ressemblant à un « temple » sur le côté droit, mais ce qu’il y avait à l’intérieur de cette structure, nous ne pouvions pas le voir clairement.
Lorsque nous avons fait fabriquer nos répliques, cela est devenu un réel problème. Puisque nous ne pouvions pas voir clairement le côté droit de cet ossuaire, comment le représenter ? Pour notre première tentative, c'est-à-dire l'ossuaire exposé à New York lors de notre conférence de presse du 28 février [2012], l'artisan a utilisé nos photos limitées du côté droit et pouvait à peine distinguer quelque chose à l'intérieur du « temple » et a essayé de le représenter partiellement. Cela a causé d'innombrables problèmes car il s'est retrouvé avec ce qui ressemblait à une sorte de « potence de bourreau ». Cela a suscité des spéculations sans fin de la part de ceux qui ont vu la reproduction à propos de la mystérieuse signification de ce motif caché. La vérité est que cela correspondait simplement à la totalité de ce que nous pouvions distinguer avec nos prises de vue et qu'il aurait été préférable de laisser l’espace vide.
Lorsque nous avons fait réaliser en Israël une deuxième série de reproductions des ossuaires pour notre conférence de presse suivante à Jérusalem, le 4 avril, nous avons voulu faire tout notre possible pour améliorer notre première tentative. Nous avons rendu l'image du poisson de Jonas un peu plus grande, après avoir réexaminé toutes nos photos et, surtout, Simcha [Jacobovici] et moi avons conseillé à Felix Gobulev, l'expert technique d'Associated Producers qui travaillait avec les artisans, de simplement laisser vide l'intérieur de la structure en forme de temple. Il y avait quelque chose de substantiel à l’intérieur, mais comme on ne pouvait pas voir ce que c’était, pourquoi proposer une esquisse partielle qui pouvait finalement induire en erreur ?
Quand j'ai vu le dessin de Kloner [i.e. son croquis de l'ossuaire dévoilé lors de la conférence de presse du 27 décembre 2012 et reproduit dans son article], j'ai failli tomber de ma chaise. C'était une copie quasi identique de notre reproduction de l'ossuaire de [la conférence de presse de] Jérusalem. Le seul problème est qu’il laisse également vide l’intérieur de la structure du « temple » – tout comme nous l’avions fait, même s’il est clair que quiconque aurait regardé la face entièrement dégagée de l’ossuaire aurait vu ce qui se trouve manifestement à l’intérieur de ce qui ressemble à un « temple ». Ce « vide » n’est pas vide : un élément architectural important y est clairement visible. Quand j'ai appris que Kloner avait présenté ses dessins, j'étais très excité. Je me demandais, plein d'espoir, s’il pouvait y avoir une sorte d’inscription à l’intérieur de cet espace « vide » – de sorte que nous aurions alors enfin pu la découvrir. Je laisse aux lecteurs le soin de tirer leurs propres conclusions et j'attends des explications de la part du professeur Kloner.
La principale chose que nous n’avons pas pu voir avec notre sonde robotisée, et que Kloner a vue suffisamment clairement pour pouvoir la dessiner – mais qu'il n’a pas incluse [dans son croquis] – était ce qui se trouvait sur le panneau à côté de l’image de « Jonas ». On ne peut que spéculer et se demander, s'il était possible de remplir cet espace vide, si cela pourrait expliquer pourquoi le professeur Kloner aurait répété plusieurs fois : « Je n’ai jamais vu une telle chose, je n’ai jamais vu une telle tombe. » Jusqu'à ce que nous puissions retirer tous les ossuaires de la tombe et les examiner attentivement avec des tests scientifiques complets (y compris, je l'espère, des tests ADN), nous n'aurons pour seul indice que notre vue partielle obtenue avec la caméra de la sonde robotisée. »

— James D. Tabor
Amos Kloner, décédé le 15 mars 2019, n'a jamais répondu à cette déclaration de James D. Tabor.

## 2020, secondrebondissement pourl'ossuaire deJacques: unonzièmeossuaire deTalpiotA?
En 2020, une autre équipe dirigée par Aryeh E. Shimron (Geological Survey of Israel), publie les résultats d'une étude, elle aussi consacrée à la patine de l'ossuaire de Jacques, qui conclut :

« Il est remarquable que l'ossuaire de Jacques, qui a dû suivre une évolution différente au cours des 30 dernières années de son existence, et malgré la contamination considérable par des fragments métalliques, présente toujours une signature géochimique unique qui correspond à la chimie des autres ossuaires de la tombe de Talpiot. »

La signature chimico-géologique de l'ossuaire de Jacques étant identique à celle des autres ossuaires du tombeau de Talpiot, se pourrait-il qu'il s'agisse du dixième ossuaire disparu ? Ou alors d'un onzième ossuaire ? Des commentateurs formulent plusieurs hypothèses. Par exemple, la tradition voulant que Jacques le Juste ait été mis à mort au pied des murailles du Temple en l'an 62 apr. J.-C., il aurait été inhumé à l'endroit même de son supplice,. Son ossuaire aurait alors pu être exposé aux aléas climatiques extérieurs, avant de rejoindre finalement le tombeau de Talpiot. Autre hypothèse envisagée : la pierre fermant l'accès au tombeau de Talpiot ayant semble-t-il disparu de longue date, l'ossuaire de Jacques aurait pu être déposé près de l'entrée de la sépulture et non pas dans une niche, de sorte qu'il aurait pu être exposé aux intempéries et que, entre le moment où la découverte a été signalée en 1980 et l'arrivée des archéologues, il aurait pu être dérobé. Les autres ossuaires étant quant à eux ensevelis, ils auraient été préservés de la rapacité des voleurs.
Cette étude procède également à une analyse comparative des isotopes du plomb (208/206Pb vs. 207/206Pb) prélevés dans les ossuaires de Talpiot A et dans l'ossuaire de Jacques. Aryeh E. Shimron et son équipe observent :
- Une analogie isotopique entre le plomb des ossuaires de Jésus (ossuaire no 80.503 dans les collections de l'AAI) et de Jacques et le plomb présent sur l'enduit d’une installation hydraulique du site de Qumran. Selon l'étude d'Aryeh E. Shimron, des individus présents dans ces deux ossuaires auraient consommé de cette eau au cours de leur vie.
- L’analyse isotopique situe les valeurs du plomb de l'ossuaire de Marie (ossuaire no 80.505 dans les collections de l'AAI) dans le même groupe que celui de l'enduit d'une installation hydraulique de Sepphoris. Selon l'étude d'Aryeh E. Shimron, une persone présente dans cet ossuaire aurait consommé de cette eau au cours de sa vie. La ville antique de Sepphoris, considérée comme la capitale de la Galilée, était très importante durant la période du Second Temple et la période romaine. Elle se situait à une dizaine de kilomètres au nord de Nazareth. Après la mort d'Hérode le Grand en 4 av. J.C., elle est le siège de la révolte menée par Judas le Galiléen. De manière implicite, l'article publié par l'équipe d'Aryeh E. Shimron se fait l'écho de la tradition selon laquelle Joachim et Anne, réputés parents de Marie, elle-même identifiée comme mère de Jésus de Nazareth, vivaient à Sepphoris. Cette tradition est présente, par exemple, dans le Protévangile de Jacques.

## Tombeau deTalpiotA: l'état desdébats entreexperts depuislesymposium de2008
Des échanges particulièrement denses entre spécialistes ont eu cours au gré des rebondissements et des découvertes liées directement ou indirectement au tombeau de Talpiot A. Le site internet de la Biblical Archaeology Society en est venu à agréger sur une page les échanges entre spécialistes et les articles publiés dans sa revue. De nombreux articles d'universitaires, agrégés sur une page dédiée, ont également été publiés sur le site de l'Université de l'Arizona dédié aux études bibliques, The Bible and Interpretation. Enfin, la Society of Biblical Literature a elle aussi permis à des contributeurs académiques de publier sur le sujet du tombeau de Talpiot.

### Une famille troppauvre quiauraitopté pouruneinhumation enGalilée?

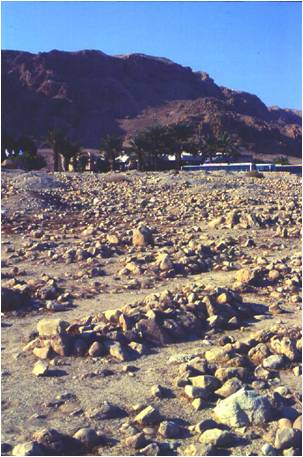
Des tombes du cimetière du site archéologique de Qumrân, à la limite de la Judée, de l'Idumée et de la Pérée. Loin du luxe des tombeaux creusés dans la roche autour de Jérusalem, la forme de sépulture la plus courante était une fosse creusée directement dans le sol, qui était ensuite recouverte de cailloux.

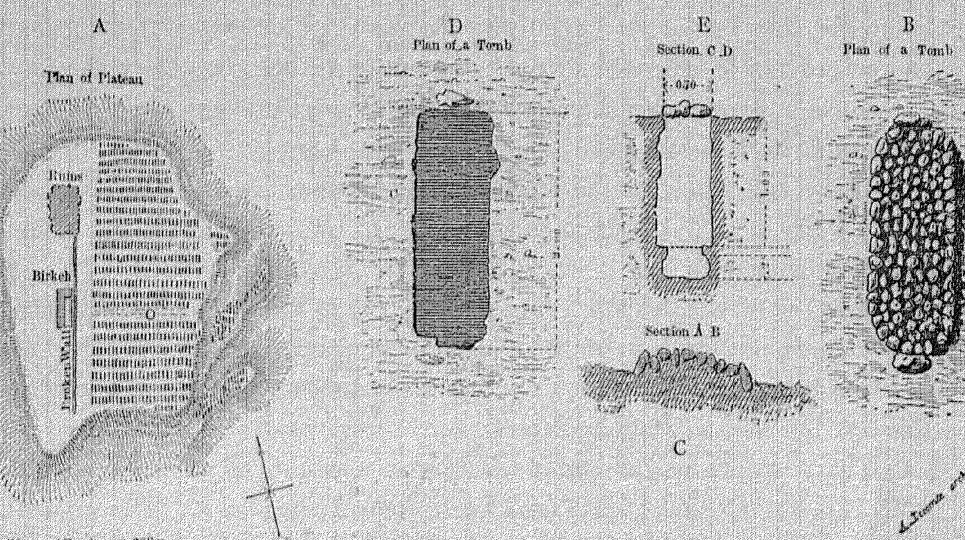
Description de la structure d'une tombe sur le site de Qumrân par l'archéologue français Charles Simon Clermont-Ganneau, en 1896.

L'archéologue Jodi Magness, l'une des plus vives critiques parmi les spécialistes présents au Symposium de Jérusalem en 2008, formule de nombreuses objections, à propos de l'identification du tombeau de Talpiot avec la famille de Jésus de Nazareth, avant même la diffusion du documentaire Le Tombeau de Jésus en 2007. Dans un ouvrage paru en 2011, elle synthétise son point de vue : 

« L'identification de la tombe de Talpiot comme appartenant à la famille de Jésus va à l'encontre de toutes les preuves disponibles et contredit les récits des Évangiles, qui sont nos premières sources d'information sur la mort et l'inhumation de Jésus. Cette affirmation est également incompatible avec les preuves fournies par ces sources indiquant que Jésus était un juif de classe inférieure. Même si nous acceptons la possibilité improbable que la famille de Jésus ait eu les moyens d'acheter un tombeau taillé dans le roc, celui-ci aurait été situé dans leur ville natale de Nazareth, et non à Jérusalem.
Par exemple, lorsque Simon, le dernier des frères maccabéens et l'un des souverains hasmonéens, a construit un grand tombeau ou mausolée pour sa famille, il l'a fait dans leur ville natale de Modiin, et non à Jérusalem. En fait, les récits évangéliques indiquent que la famille de Jésus ne possédait pas de tombeau taillé dans le roc à Jérusalem – car si c'était le cas, Joseph d'Arimathie n'aurait pas eu besoin de prendre le corps de Jésus et de le placer dans le tombeau taillé dans le roc de sa propre famille ! Si la famille de Jésus ne possédait pas de tombeau taillé dans le roc, cela signifie qu'elle n'avait pas non plus d'ossuaires. »

James H. Charlesworth remarque, lui aussi, que Jésus est fortement lié à la Galilée dont il semble originaire. Pour lui, les Galiléens ne pratiquaient pas l’ossilegium au Ier siècle et se faisaient enterrer dans leur région natale, et non à Jérusalem où la famille de Jésus n'a aucune attache.
Pour autant, les tenants d'un possible lien entre le tombeau de Talpiot A et la famille de Jésus de Nazareth rappellent que toutes les sources — chrétiennes ou juives — indiquent que Jésus a été enterré à Jérusalem, les sources chrétiennes précisant que la tombe était située dans le jardin de Joseph d'Arimathie. Par ailleurs, les spécialistes qui défendent l'authenticité de l'ossuaire de Silwan — ossuaire qu'André Lemaire attribue au frère de Jésus appelé Jacques — s'appuient quant à eux sur les sources chrétiennes qui indiquent que Jacques le Juste a été enterré à l'endroit même où il a été tué, au pied du pinacle du Temple. Selon eux, il n'y a donc rien de surprenant à ce que les restes de Jacques aient été ensuite placés dans cet ossuaire.

### Des inscriptions gravées quineseraientpas cohérentes aveclesusages del'époque?
Dans son catalogue d'inscriptions (page 17), Levi Y. Rahmani observe que :

« Dans les tombes de Jérusalem, le lieu d'origine du défunt était indiqué lorsqu'une personne extérieure à Jérusalem était inhumée dans une tombe locale. »

Jodi Magness abonde dans ce sens et constate que ce n'est pas le cas des inscriptions figurant sur les six ossuaires gravés du tombeau de Talpiot. Selon elle : 

« Sur les ossuaires des tombeaux creusés dans le roc et appartenant à des familles judéennes, il était d'usage d'indiquer l'ascendance ou la lignée du défunt en nommant son père comme, par exemple : Juda fils de Jean (Yohanan) ; Shimon fils d'Alexa ; et Martha fille d'Alexa. Mais dans les tombes taillées dans le roc appartenant à des familles non judéennes (ou qui contenaient les dépouilles de membres de la famille originaires de l'extérieur de la Judée), il était d'usage d'indiquer le lieu d'origine du défunt comme, par exemple, Simon de Ptolémaïs ; Papias le Bethshanite (de Beth Shean) et Gaios, fils d'Artemon, de Berenike. Si la tombe de Talpiot appartenait effectivement à la famille de Jésus, on s'attendrait à ce qu'au moins certaines inscriptions de l'ossuaire reflètent leur origine galiléenne, en lisant par exemple Jésus [fils de Joseph] de Nazareth (ou Jésus le Nazaréen), Marie de Magdala, etc. Cependant, les inscriptions ne permettent pas d'affirmer qu'il s'agit de la tombe d'une famille galiléenne, mais plutôt d'une famille judéenne. »

### Une tombe quinecorrespondpas àladescription desécritures?
En conclusion, pour Jodi Magness, l'identification de la tombe de Talpiot comme étant celle de Jésus et de sa famille « contredit les récits évangéliques canoniques de la mort et de l'enterrement de Jésus, ainsi que les traditions chrétiennes les plus anciennes concernant Jésus ». Elle ajoute : 

« Cette affirmation est également en contradiction avec toutes les informations disponibles - historiques et archéologiques - sur la manière dont les Juifs de l'époque de Jésus enterraient leurs morts, et en particulier avec les preuves dont nous disposons sur les familles non judéennes de classe inférieure comme celle de Jésus. Enfin, le fait qu'aucune source ne conserve de référence ou de tradition concernant une tombe associée à Jésus autre que celle de Joseph d'Arimathie est un silence retentissant, d'autant plus que les écrits de Paul et certaines sources des récits évangéliques synoptiques sont antérieurs à l'an 70 de l'ère chrétienne. En fait, nos sources les plus anciennes contredisent l'identification de la tombe de Talpiot comme étant celle de Jésus et de sa famille. Par exemple, Hégésippe a rapporté avoir vu la tombe de Jacques au deuxième siècle de l'ère chrétienne – mais il semble décrire une tombe à fosse ou à tranchée marquée par une pierre tombale (...) et ne fait aucune référence au fait que Jacques ait été enterré avec son frère Jésus dans une tombe familiale taillée dans le roc. »

### Kilty et Elliott portent lacontradiction àMagness
En 2012, Kilty et Elliott rédigent, sur le site académique The Bible and Interprétation, une réponse aux points avancés dans l'ouvrage de Magness paru en 2011.
Entre autres, pour Kilty et Elliott, « Jésus a été crucifié à Jérusalem. Il n'existe aucune preuve littéraire que la famille de Jésus possédait un tombeau à Nazareth ou que Jésus y fut enterré. La loi juive ultérieure exige que le défunt soit enterré et non déplacé dans le tombeau familial dans une région reculée (Semachot 13,7). Il n’y avait aucune possibilité de déplacer le corps à Nazareth après sa mort. Les Évangiles sont tous sans ambiguïté sur le fait que Jésus a été déposé dans un tombeau à Jérusalem. Aucune tentative n’a été faite pour déplacer le corps à Nazareth pour l’y enterrer. De plus, de nombreux membres de la famille de Jésus ont vécu à Jérusalem après sa mort (Ac 1,4) : sa mère Marie, d'autres frères, dont Jacques, le dirigeant du mouvement de Jésus. Selon [Flavius] Josèphe, Jacques est mort à Jérusalem (Antiq. 20.9.1) et il n'y a aucune preuve qu'il ait été emmené à Nazareth dans un hypothétique tombeau familial. »
S'agissant de la pratique de l'association d'un lieu d'origine avec le nom du défunt, ils relèvent, en s'appuyant sur le Catalogue de 1994 de Rahmani, que : 

« Il n’existe que six ossuaires de ce type portant des origines ou des lieux de naissance répertoriés en Judée ou dans ses environs immédiats. Il y a près de deux fois plus d’ossuaires portant des inscriptions faisant référence aux femmes et aux noms de leurs maris que celles mentionnant des origines locales. Statistiquement, les ossuaires font bien plus référence au surnom de la personne décédée qu'à ses origines locales. (…) 
Les noms de lieux sur les ossuaires sont si rares parmi les inscriptions observées que Jésus, fils de Joseph, est environ douze fois plus susceptible d'apparaître comme inscription que Jésus de Nazareth. (…) Nous n'avons pu identifier que trois ossuaires inscrits dans le catalogue de Rahmani situés dans des tombes de Jérusalem faisant référence à des origines de Judée ou de ses environs. Le manque d’ossuaires inscrits indiquant les origines découverts dans les tombes de Jérusalem ne soutient pas l’affirmation selon laquelle seuls les Juifs vivant en dehors de Jérusalem ont inscrit leur lieu d’origine. Comme nous l’avons mentionné ci-dessus, statistiquement, une inscription comme « Jésus de Nazareth » aurait été extrêmement rare. Jésus, fils de Joseph, correspond aux preuves archéologiques découvertes dans les tombeaux de Jérusalem. »

### Que dit l'ADN mitochondrial?
L'équipe du film Le Tombeau de Jésus a fait réaliser des tests génétiques à partir d'échantillons d'os prélevés dans l'ossuaire de « Jésus fils de Joseph » et dans celui à la lecture discutée de « Mariamenou Mara » ou possiblement « Μαριαμηνοῦ (η) Μαρα » (cf. infra). Ces tests d'ADN sont effectués par le Dr Carney Matheson au laboratoire de paléo-ADN de l'université Lakehead en Ontario, l'une des meilleures installations de ce type au monde. Les échantillons dégradés n'ont pas permis de fournir suffisamment de matériau pour effectuer des tests sur les chromosomes paternels (Y-DNA). Mais Carney Matheson a pu extraire suffisamment d'ADN mitochondrial (MtDNA) pour tester la lignée maternelle. Les tests sembleraient montrer que le « Jésus » et la « Mariamenou » du tombeau n'ont pas de lien génétique de parenté via la mère (ADN mitochondrial).

## L'onomastique, enjeumajeur del'évaluation deTalpiotA
Cinq ossuaires du tombeau sont ornés de rosettes et de bandes ornementales, et six portent des inscriptions. Soit un taux d'ossuaires inscrits de 66 %, largement supérieur à la moyenne de 25,2 % calculée à partir des travaux de Rahmani (231 ossuaires sur 917 recensés à date en 1989). L'étude des noms gravés sur les ossuaires s'est donc avérée fondamentale. D'autant que leur déchiffrage est parfois malaisé.
Levi Y. Rahmani a dû demander l'autorisation express de Josef Gat, avant le décès de celui-ci en 1993, pour étudier, puis publier dans son Catalogue paru en 1994 ses travaux sur les ossuaires du tombeau de Talpiot A. Josef Gat avait donc bien connaissance des travaux de Levi Y. Rahmani. Rahmani prend soin de remercier Josef Gat dans la première des neuf notices consacrées dans son ouvrage au tombeau de Talpiot A, c'est-à-dire la notice no 701 (ossuaire no 80.500 inscrit « Mariamenou Mara ») :

« Nous remercions feu J. Gath, l'excavateur, d'avoir autorisé la publication de ces ossuaires. »

### Usages onomastiques durant la période du Second Temple
Dans une rare étude qualitative menée à partir d'un corpus incluant des ossuaires, des sources littéraires et épigraphiques, Rachel Hachlili propose, en 1998, une analyse des usages onomastiques en vigueur au sein de la communauté juive de cette époque :

« Les noms de la période du Second Temple se présentent sous plusieurs formes : des noms complets sous la forme patronymique de « X fils de », comme בר אלעזר יהועזר Yehoezer fils d'Eléazar ; des noms de personne uniques, comme יהודה Yehudah ; un nom complet accompagné d'un surnom, comme des patronymes, comme « fils de Y » , בר יהודה « fils de Yehudah » ; des matronymes, tels que בר החרנית « fils de la femme Horanit » ; un seul surnom, הגלילי « fils du Galiléen » ; et un surnom en tant que patronyme בר העני  « fils du pauvre ». Le nom complet d'une femme était « X fille de Y » שלום בת יהודה Shalom fille de Yehudah ; une femme mariée est nommée « épouse de », מרים אשת (אחח) יהודה « Miriam épouse de Yehudah ». Parfois, une femme est nommée « X mère de Y », comme dans שלומציון אמה יהועזר « Shelomzion mère de Yehoezer », ou sous une forme abrégée, שלומציון אמנה « Shelomzion notre mère ». Parfois, l'inscription comprend le nom de la femme et celui de son fils : שלם ומתיה בנה « Shalom et Mattya, son fils ».
Le nom complet était le nom officiel et formel d'une personne, couramment utilisé dans les inscriptions funéraires, où il servait également de mémorial, de souvenir pour les morts. Sur les jarres, les noms complets désignaient la propriété ; et sur les documents juridiques, un nom officiel était requis. Les noms abrégés, où le nom personnel ou le patronyme est supprimé, se trouvent principalement dans les listes, mais parfois aussi dans les inscriptions ossuaires. »

Rachel Hachlili note par ailleurs que :

« Les noms bibliques hébraïques personnels Shimeon, Yehosef, Yehudah, Yehohanan, Eleazar, Yehosua, Hananiah, Yonathan et Mathathiah sont les noms juifs les plus courants dans l'onomastique de la fin de la période du Second Temple (tableau 1 ; et voir Hachlili 1984 : 188-91 ; Ilan 1987 : 138), y compris les noms inscrits sur les ossuaires (Rahmani 1994:14), les noms personnels des membres de la secte de Qumran (Eshel 1997 : 52) et les noms à Massada (Hachlili 1998 : tableau 1).
Dans l'onomastique biblique, bien qu'énorme, la fréquence des noms est faible. À l'époque du Second Temple, l'onomastique est beaucoup plus petite, mais la fréquence des noms est grande.
La popularité et la fréquence des noms d'hommes, en particulier des cinq noms les plus fréquents, sont probablement dues au fait qu'il s'agit de noms typiques de la dynastie hasmonéenne (Hachlili 1984 : 188-191 ; Ilan 1987 : 238-241 ; voir en particulier sa suggestion intéressante selon laquelle Yehosef serait un autre frère hasmonéen), ainsi qu'à la coutume du patronyme - c'est-à-dire le fait de nommer un fils d'après son père - qui prévalait à cette époque au sein de la population juive (Hachlili 1979:53 ; 1984:195). Les deux noms courants qui n'appartiennent pas à la dynastie hasmonéenne sont Yehosua et Hananiah (Ilan 1984:17).
Yehuda était un nom hébreu commun adopté par les prosélytes (voir ci-dessous), par exemple Ariston d'Apamée, qui est également appelé « Judah le prosélyte », comme inscrit sur un ossuaire d'Akeldama, Jérusalem (Ilan 1991/2 : 154-5 ; 1996 : 69-70). Notons également que les membres de la secte de Qumrân étaient appelés Yehudah, tandis que les opposants à la secte recevaient les noms de Manasseh et d'Ephraïm (Eshel 1997:40). Certains érudits soutiennent que Manassé pourrait être identifié aux Sadducéens, et Ephraïm aux Pharisiens.
Il est intéressant de noter que les noms des Patriarches - Abraham, Isaac et Jacob - étaient rarement utilisés à l'époque du Second Temple, par exemple « femme de Jacob » à Massada (Yadin & Naveh 1989 : 22, no. 402). La plupart des patronymes des tribus israélites et les noms des prophètes étaient tout aussi rares (Klein 1930:325 ; voir aussi l'étude de Cohen 1976 ; Hachlili 1984 : 188-9 ; Ilan 1984 : 11-6).
Les noms propres étaient des noms complets, c'est-à-dire un nom personnel accompagné d'un patronyme, et beaucoup d'inscriptions funéraires et d'autres sources les contiennent. La plupart des inscriptions d’ossuaires font référence au nom complet, alors que les patronymes non accompagnés du nom personnel du défunt sont rares (Rahmani 1994 : 15). Cependant, à Massada, des noms complets tels que Shimeon fils de Yoezer, Yehosef fils d'Eleazar (Yadin & Naveh 1989:40, nos. 466, 470 ; Naveh 1990 : 115-6), sont le plus souvent inscrits sur des jarres de stockage et sont donc censés indiquer soit le propriétaire, soit la responsabilité de la personne pour le contenu des récipients. Il est à noter qu'à l'époque du Second Temple, les noms étaient utilisés dans leur version théophorique plus longue, par exemple Yehosef, Yehoshua, Yehohanan. La raison n'en est pas claire, mais il se peut que ce soit la forme officielle correcte du nom.
Dans plusieurs listes de noms, les plus courants sont les patronymes tels que « fils de Y » ou « fils de » plus un surnom, sans nom de personne. »

S'agissant des modalités présidant au choix des noms, Rachel Hachlili pointe que :

« Différentes coutumes déterminaient le choix du nom à l'époque biblique et à l'époque du Second Temple. Les raisons du choix à l'époque du Second Temple étaient différentes de celles de l'époque du Premier Temple, où les noms étaient donnés en l'honneur d'événements spéciaux qui arrivaient à la famille ou au peuple. Des exemples en sont Isaac (Genèse 17 : 17-19) ; les fils de Jacob, où chaque nom a sa raison d'être (Genèse 29:32 ; 30:23 ; 35:18) ; et Imannuel (Isa.7:14-17), entre autres (Hachlili 1984 : 192). En revanche, pendant la période du Second Temple, il était courant de donner aux enfants le nom d'un ancêtre. La plus courante était la paponymie, qui consistait à donner à un fils le nom de son grand-père. Cette coutume était courante dans les mondes égyptien, phénicien et grec. Les papyrus araméens d'Éléphantine et d'Assouan indiquent que la coutume est apparue pour la première fois parmi les Juifs en Égypte au Ve siècle av. J.-C. (Buchanan-Grey 1914:163-4, 172). Il existe des indications selon lesquelles cette coutume était également courante en Eretz Israël : le nom טוביה Tubias' était une papponymie courante dans טוביה  « la Maison de Tubias » (du VIe siècle à 200 av. J.-C.) ; et dans des familles importantes comme la dynastie des Hasmonéens (Hachlili 1984 : 192, figure 2). L’une des rares sources littéraires sur la coutume de la paponymie indique qu’un enfant est nommé Abram en l’honneur de son grand-père décédé (Jub. 11 : 14-15). 
La coutume du patronyme était apparemment courante parmi les dynasties royales hellénistiques. À partir du 1er siècle avant notre ère, cette pratique devint de plus en plus courante parmi les familles juives importantes d’Eretz Israël, ce qui entraîna l’apparition d’un petit nombre de noms personnels pendant plusieurs générations dans une même famille (Hachlili 1979 : 53, figure 49 ; 1984 : 192-4). »

Pour ce qui est de la papponymie et de la patronymie :

« La coutume du patronyme, même lorsque le fils n’était pas né après la mort du père, semble avoir été répandue pendant cette période dans la classe sacerdotale et l’aristocratie juifs, en particulier parmi les familles des grands prêtres et des dynasties hasmonéennes et hérodiennes. À l'origine, il s'agissait d'une coutume étrangère, utilisée par les dynasties royales hellénistiques, puis elle a été manifestement adoptée par les Juifs (Stern 1960 : 8, nn. 43-7). 
En raison de l'utilisation de plus en plus courante de la papponymie et du patronyme, la récurrence des noms sur trois générations était courante à l'époque du Second Temple. Il pourrait même être possible d'identifier une famille par son nom récurrent caractéristique (Hachlili 1984 : Tableau 2). 
La plupart des documents concernant les noms dans les familles proviennent de sources littéraires et d'inscriptions d'ossuaires dans des tombes familiales. Ces sources indiquent une tendance importante, à savoir la récurrence des noms sur au moins trois générations de la famille. D'après les sources littéraires, nous comprenons que pendant la période du Second Temple, la coutume prévalant parmi les dynasties royales était la papponymie, apparemment à partir de la fin du IVe siècle av. J.-C. Dans la dynastie des Hasmonéens, les noms Mathathiah, Yehohanan, Yehudah et Yonathan sont répétés sur dix générations, il s'agit de paponymies ou de noms d'autres parents, généralement des oncles (Hachlili 1984 : Figure 2). Dans la maison de Tubias (IIIe siècle av. J.-C.), le nom Tubias et le nom grec Hyrcanus sont répétés sur quatre générations, chaque individu étant nommé d'après son grand-père (Maisler 1941 : 122). Dans la dynastie hérodienne, les noms récurrents sont Hérode, Joseph et Agrippa (Hachlili 1984 : Figure 1). Dans les familles de grands prêtres, on retrouve la même caractéristique : dans la בית חוניו  « Maison d'Onias » (332-165 av. J.-C.), les noms récurrents sont Onias et Shimeon pendant six générations, jusqu'à ce que dans la dernière génération on trouve Onias, une paponymie (Hachlili 1984 : Figure 5 ; cf. Josèphe, Ant. 12.44, 224-225, 237-238 ; 13.26 ; 20.197-198 ; Buchanan-Grey 1896 : 2, et nn. 4, 5 ; 1914 : 165, n. 4). Dans la famille des grands prêtres Hanan (Ananus ou Annas) (1er siècle de notre ère), les noms sont Hanan (Ananus), un patronyme répété pendant trois générations, et Matthias, d'après un oncle (Hachlili 1984 : Figure 4 ; Josephus, Ant. 18.26 ; Stern 1966 : 250-1 ; 1976 : 606 ; Barag & Flusser 1986 : 42, Tableau 1). Dans la famille Boethus (fin du 1er siècle av. J.-C.-1er siècle apr. J.-C.), le nom récurrent est Shimeon fils de Shimeon (Ant. 19.297 ; Stern 1976 : 604-6). La famille des grands prêtres Phiabi (1er siècle de notre ère) porte le nom répété d'Ismaël, fils d'Ismaël (Ant. 18.34 ; 20.179 ; Stern 1976 : 607-8, n. 4). 
Les noms répétés étaient également courants dans les familles sacerdotales et autres familles nobles, et étaient peut-être aussi répandus parmi les Juifs de toutes les classes. Dans la famille sacerdotale de Flavius Josèphe (Yehosef, fils de Mattathiah), les noms répétés sont Mattathiah par patronyme, Shimeon et Yehosef (Josephus, Vita 5.8 ; Schürer et al. 1973 : 43-6, n. 3 ; Hachlili 1984 : Figure 6). Dans la famille sacerdotale de חזיר Hasir (une classe sacerdotale), enterrée dans la tombe de la vallée du Cédron, l'inscription trouvée sur le linteau décrit une famille de trois générations, avec les noms répétés Yehosef, par papponymie, et Eleazar, d'après un oncle (Avigad 1954 : 61-2). Dans la famille sacerdotale Kalon (qui appartenait à la classe sacerdotale Eshebab), enterrée dans une tombe de Jérusalem, les noms Yehoezer/Joezar et Shimeon, et le nom féminin מרים  Miriam, apparaissent à la fois dans la deuxième et la troisième génération. Cependant, Kalon et Jeshebab, bien que mentionnés par des membres de la famille, ne sont pas retrouvés enterrés dans cette tombe (Grimme 1912 : 533 ; Klein 1920 : 8-11 ; Stern 1976 : 591). Dans la tombe de la famille Goliath, les noms répétés sur trois générations comprennent sept individus différents nommés Yehoezer par patronyme, ainsi qu'Eléazar et Ismaël (Tableau 1 ; voir aussi Hachlili 1979 : 53, 66, fig. 49). Il est également évident que les enfants ont été nommés d'après des parents : Éléazar par paponymie, et Ismaël d'après un oncle. Dans une tombe de la vallée du Cédron, les noms répétés sont Shimeon et Éléazar sur trois à cinq générations (Mayer 1924 : 56-9). Dans la famille Dositheus, dans une tombe près de Jérusalem, le nom répété est Mattiah fils de Mattathias (Sukenik 1928 : 121). Dans la famille Babtha (des Lettres de Bar Kokhba), les noms récurrents sont Yeshua et יהודה Yehudah (Yadin 1971 : 234). Dans une tombe de Talpiot-Est, à Jérusalem, les noms de famille répétés sont Yehose/Yosé (contraction de Yehosef) et מריה Mariah (Kloner 1996 : 17-20). Dans les tombes d'Akeldama, la famille Ariston contient deux noms féminins répétés, Shalom et Shlamzion, les filles d'Ariston, et deux autres femmes portant les mêmes noms, toutes enterrées dans le même tombeau (Ilan 1996 : 91). 
Dans la famille du président Hillel (1er siècle après J.-C.), la coutume de la papponymie est évidente, et les noms répétés sont הלל Hillel, גמליאל Gamliel, Shimeon et Yehudah (Buchanan-Grey 1896 : 2 ; Klein 1929 : 327). 
Quelques exemples de la coutume du patronyme au sein de la population juive générale sont attestés dans des inscriptions d'ossuaires de Jérusalem : מחיה בן מתיה « Mattiah fils de Mattiah » (Sukenik 1928 : 121( ; « Yehudah fils de Yehudah » (Frey 1952 : n° 1283c) ; du Ier au IIe siècle de notre ère, « Saül fils de Saül » sur un ostracon du désert de Judée (Aharoni 1962 : 196, Pl. 29A) ; « Yehudah fils de Yehudah » dans la lettre n° 29, et « Yehosef fils de Yehosef » dans la lettre n° 42 de Wadi Muraba'at (Benoit et al. 1961 : 156). Dans un contrat de mariage, le nom du marié est 'Eléazar fils d'Eléazar', et le nom d'un témoin est 'Yehudah fils de Yehudah' (Milik 1954 : 183). »

Rachel Hachlili précise également que, s'agissant des noms en usage dans les familles sacerdotales :

« La plupart des noms sont relativement courants à cette époque, mais certains érudits suggèrent que plusieurs d'entre eux apparaissent fréquemment parmi les prêtres et en particulier dans les familles de grands prêtres. Par exemple, le nom Eléazar était principalement utilisé par les prêtres (Stern 1961 : 21, n. 119). Yehoezer est considéré comme un nom de prêtre (Grintz 1960). D'autres noms, tels que Yehosef, Yehoshua/Joshua, Shimeon et Mattathias, sont courants dans les familles de grands prêtres (voir tableau 1). L'utilisation d'un nom dans des générations consécutives dans la famille était une coutume caractérisant les familles éminentes et sacerdotales. La popularité et la fréquence de ces noms sont peut-être dues au fait qu'ils étaient typiques de la dynastie des Hasmonéens (Hachlili 1984 : 188-191 ; Ilan 1987 : 238-241), ainsi qu'aux coutumes de papponymie et de patronymie, qui prévalaient à cette époque dans la population juive (Hachlili 1979 : 53 ; 1984 : 195). En choisissant les noms de leurs enfants, les membres du grand public pouvaient préférer les noms de grands prêtres, d'aristocrates et de prêtres. »

En ce qui concerne l'onomastique sur les ossuaires en particulier, Rachel Hachlili note que :

« La plupart des tombes attestées par des inscriptions contenaient des familles, généralement composées de membres de trois générations seulement. Les inscriptions des tombes montrent que seuls les fils et leurs familles furent enterrés avec leurs parents. Les références aux grands-parents sont rares, mais plusieurs apparaissent dans les inscriptions ossuaires (Rahmani 1994 : nos 57, 198, 290, 327, 520). »

Rachel Hachlili reprend à l'identique ces développements sur les usages onomastiques durant la période du Second Temple dans son ouvrage Jewish Funerary Customs, Practices and Rites in the Second Temple Period, publié en 2005.

### Données onomastiques quantitatives

#### a. Rachel Hachlili (1998)
Ces tableaux reproduisent les données contenues dans ceux publiés dans l'étude réalisée par Rachel Hachlili en 1998, consacrée aux usages onomastiques au sein de la population juive durant la période du Second Temple.
| Nom                       | Total des six premières colonnes de noms (Quantités) | Quantité inscriptions sur ossuaires | Quantité Massada | Quantité Flavius Josèphe | Quantité Nouveau testament | Quantité Wadi Murabaat | Quantité lettres de Bar Kochba | Données comparables grands prêtres | Données comparables Bible hébraïque | Données comparables Mishna, Talmud |
| ------------------------- | ---------------------------------------------------- | ----------------------------------- | ---------------- | ------------------------ | -------------------------- | ---------------------- | ------------------------------ | ---------------------------------- | ----------------------------------- | ---------------------------------- |
| Shimeon Simon             | 167                                                  | 56                                  | 44               | 29                       | 10                         | 19                     | 9                              | 3                                  | 2                                   | 39                                 |
| Yehohanan                 | 118                                                  | 27                                  | 60               | 14                       | 3                          | 11                     | 3                              | —                                  | 16                                  | 25                                 |
| Yeosef                    | 112                                                  | 39                                  | 9                | 21                       | 6                          | 25                     | 12                             | 3                                  | 6                                   | 46                                 |
| Yehuda, Judas             | 96                                                   | 39                                  | 20               | 15                       | 6                          | 8                      | 8                              | —                                  | 7                                   | 45                                 |
| Eleazar                   | 85                                                   | 28                                  | 10               | 19                       | 2                          | 19                     | 7                              | 3                                  | 7                                   | 43                                 |
| Yehoshua'                 | 60                                                   | 20                                  | 5                | 13                       | 1                          | 13                     | 8                              | 3                                  | 4                                   | 14                                 |
| Yehonatan                 | 41                                                   | 9                                   | 1                | 14                       | —                          | 16                     | 1                              | 3                                  | 9                                   | 10                                 |
| Mattatiah                 | 38                                                   | 16                                  | 1                | 14                       | 2                          | 5                      | —                              | 3                                  | 7                                   | 7                                  |
| Hananiah / Ananias Hanina | 37                                                   | 11                                  | 6                | 10                       | 3                          | 6                      | 1                              | 1                                  | 12                                  | 20                                 |
| Ya'acob                   | 22                                                   | 4                                   | 3                | 5                        | 5                          | 3                      | 2                              | —                                  | 1                                   | 12                                 |
| Yeoe'zer                  | 19                                                   | 13                                  | 2                | 3                        | —                          | 1                      | —                              | 1                                  | 1                                   | 2                                  |
| Zacharia                  | 19                                                   | 4                                   | 4                | 5                        | 2                          | 4                      | —                              | —                                  | 18                                  | 4                                  |
| Menahem                   | 18                                                   | 7                                   | 1                | 2                        | 1                          | 4                      | 2                              | —                                  | 1                                   | 10                                 |
| Ishmael                   | 17                                                   | 8                                   | 1                | 3                        | —                          | 3                      | 2                              | 3                                  | 6                                   | 8                                  |
| Hanan                     | 15                                                   | 4                                   | —                | 6                        | —                          | 5                      | —                              | 3                                  | 8                                   | 8                                  |
| Levi                      | 13                                                   | 6                                   | —                | 4                        | 1                          | 1                      | 1                              | —                                  | 1                                   | 3                                  |
| Hizkiah                   | 13                                                   | 6                                   | 3                | 3                        | —                          | 1                      | —                              | —                                  | 5                                   | 4                                  |

| Nom                       | Total | Pourcentages toutes sources confondues | Pourcentages inscriptions sur ossuaires | Pourcentages Massada | Pourcentages Flavius Josèphe | Pourcentages Nouveau Testament | Pourcentages Wadi Murabaat | Pourcentages lettres de Bar Kochba |
| ------------------------- | ----- | -------------------------------------- | --------------------------------------- | -------------------- | ---------------------------- | ------------------------------ | -------------------------- | ---------------------------------- |
| Shimeon Simon             | 167   | 18,8 %                                 | 18,9 %                                  | 25,9 %               | 16,1 %                       | 23,8 %                         | 13,2 %                     | 16,1 %                             |
| Yehohanan                 | 118   | 13,3 %                                 | 9,1%                                    | 35,3 %               | 7,8 %                        | 7,1 %                          | 7,6 %                      | 5,4 %                              |
| Yeosef                    | 112   | 12,6 %                                 | 13,1%                                   | 5,3 %                | 11,7 %                       | 14,3 %                         | 17,4 %                     | 21,4 %                             |
| Yehuda, Judas             | 96    | 10,8 %                                 | 13,1 %                                  | 11,8 %               | 8,3 %                        | 14,3 %                         | 5,6 %                      | 14,3 %                             |
| Eleazar                   | 85    | 9,6 %                                  | 9,4 %                                   | 5,9 %                | 10,6 %                       | 4,8 %                          | 13,2 %                     | 12,5 %                             |
| Yehoshua'                 | 60    | 6,7 %                                  | 6,7 %                                   | 2,9 %                | 7,2 %                        | 2,4 %                          | 9,0 %                      | 14,3 %                             |
| Yehonatan                 | 41    | 4,6 %                                  | 3,0 %                                   | 0,6 %                | 7,8 %                        |                                | 11,1 %                     | 1,8 %                              |
| Mattatiah                 | 38    | 4,3 %                                  | 5,4 %                                   | 0,6 %                | 7,8 %                        | 4,8 %                          | 3,5 %                      |                                    |
| Hananiah / Ananias Hanina | 37    | 4,2 %                                  | 3,7 %                                   | 3,5 %                | 5,6 %                        | 7,1 %                          | 4,2 %                      | 1,8 %                              |
| Ya'acob                   | 22    | 2,5 %                                  | 1,3 %                                   | 1,8 %                | 2,8 %                        | 11,9 %                         | 2,1 %                      | 3,6 %                              |
| Yeoe'zer                  | 19    | 2,1 %                                  | 4,4 %                                   | 1,2 %                | 1,7 %                        |                                | 0,7 %                      |                                    |
| Zacharia                  | 19    | 2,1 %                                  | 1,3 %                                   | 2,4 %                | 2,8 %                        | 4,8 %                          | 2,8 %                      |                                    |
| Menahem                   | 18    | 1,9 %                                  | 2,4 %                                   | 0,6 %                | 1,1 %                        | 2,4 %                          | 2,8 %                      | 3,6 %                              |
| Ishmael                   | 17    | 1,9 %                                  | 2,7 %                                   | 0,6 %                | 1,7 %                        |                                | 2,1 %                      | 3,6 %                              |
| Hanan                     | 15    | 1,7 %                                  | 1,3 %                                   |                      | 3,3 %                        |                                | 3,5 %                      |                                    |
| Levi                      | 13    | 1,5 %                                  | 2,0 %                                   |                      | 2,2 %                        | 2,4 %                          | 0,7 %                      | 1,8 %                              |
| Hizkiah                   | 13    | 1,5 %                                  | 2,0 %                                   | 1,8 %                | 1,7 %                        |                                | 0,7 %                      |                                    |
| Total                     | 897   | 100 %                                  | 100 %                                   | 100 %                | 100 %                        | 100 %                          | 100 %                      | 100 %                              |

| Noms       | Total des six premières colonnes de noms (Quantités) | Quantité inscriptions sur ossuaires | Quantité Massada | Quantité Flavius Josèphe | Quantité Nouveau Testament | Quantité Wadi Murabaat | Quantité lettres de Bar Kochba | Données comparables Bible hébraïque | Données comparables Mishna, Talmud |
| ---------- | ---------------------------------------------------- | ----------------------------------- | ---------------- | ------------------------ | -------------------------- | ---------------------- | ------------------------------ | ----------------------------------- | ---------------------------------- |
| Mariamme   | 48                                                   | 35                                  | 3                | 5                        | 1                          | 4                      | —                              | —                                   | 1                                  |
| Salome     | 40                                                   | 26                                  | 1                | 6                        | 1                          | —                      | 6                              | 2                                   | 7                                  |
| Shelomzion | 18                                                   | 15                                  | —                | 2                        | —                          | —                      | 1                              | —                                   | —                                  |
| Mariah     | 15                                                   | 9                                   | 1                | 1                        | 4                          | —                      | —                              | —                                   | —                                  |
| Martha     | 14                                                   | 13                                  | —                | —                        | 1                          | —                      | —                              | —                                   | 1                                  |
| Shapira    | 10                                                   | 8                                   | —                | —                        | 1                          | —                      | 1                              | —                                   | —                                  |
| Yehoana    | 8                                                    | 5                                   | —                | —                        | 1                          | —                      | 2                              | —                                   | —                                  |

#### b. Camil Fuchs (2004)
Ce tableau reproduit les chiffres utilisés par Camil Fuchs dans son étude parue en 2004 consacrée à l'onomastique de l'ossuaire de « Jacques fils de Joseph, frère de Jésus ».
| Noms                | Fréquence | Proportion (sur 241) |
| ------------------- | --------- | -------------------- |
| Simonides, Simon    | 24        | 10,0 %               |
| Judas, Juda         | 20        | 8,3 %                |
| Jose, Joses, Joseph | 19        | 7,9 %                |
| Eleazar             | 14        | 5,8 %                |
| Ananias             | 11        | 4,6 %                |
| Joezer              | 10        | 4,1 %                |
| Jesus, Joshua       | 10        | 4,1 %                |
| Iohana, Johannes    | 8         | 3,3 %                |
| Saul                | 7         | 2,9 %                |
| Matya               | 7         | 2,9 %                |
| Jonathan, Iona      | 6         | 2,5 %                |
| Dositheos           | 6         | 2,5 %                |
| Jacob               | 5         | 2,1 %                |
| Alexander           | 4         | 1,7 %                |
| Aninas, Ananas      | 4         | 1,7 %                |
| Papis               | 3         | 1,2 %                |
| Goliath             | 3         | 1,2 %                |
| Hezekayah           | 2         | 0,8 %                |
| Ega                 | 2         | 0,8 %                |
| Aha                 | 2         | 0,8 %                |
| Gais                | 2         | 0,8 %                |
| Maris               | 2         | 0,8 %                |
| Carnos              | 2         | 0,8 %                |
| Protas              | 2         | 0,8 %                |

#### c. Andrey Feuerverger (2008)
Ces tableaux reproduisent les occurrences des noms féminins et masculins relevées par Andrey Feuerverger dans son étude statistique de 2008 de l'onomastique du tombeau de Talpiot A à partir des données contenues dans le Catalogue of Jewish Osuaries de Levi Y. Rahmani, ainsi que du Lexicon of Jewish Names in Late Antiquity (Part I Palestine 330 BCE - 200 CE) de Tal Ilan. S'agissant des données de Tal Ilan, Andrey Feuerverger établit deux computations : la première toutes sources confondues (ossuaires, sources littéraires, etc.), la seconde correspondant uniquement aux ossuaires. Andrey Feuerverger précise que « les chiffres indiqués pour chacun des noms génériques dans les tableaux 2 et 3 comprennent toutes les interprétations ou variantes de ce nom. »
| Genre                            | « Lexicon » de Tal Ilan | « Catalogue » de Rahmani | Ossuaires dans le « Lexicon » de Tal Ilan |
| -------------------------------- | ----------------------- | ------------------------ | ----------------------------------------- |
| Sujets masculins Sujets féminins | 2509 317                | 241                      | 519 193                                   |
| Nombre total de personnes        | 2826                    |                          | 712                                       |
| Noms masculins Noms féminins     | 721 110                 | — —                      | — —                                       |
| Total des noms                   | 831                     | 147                      | —                                         |

| Noms génériques         | « Lexicon » de Tal Ilan toutes sources confondues | Ossuaires du « Catalogue » de Rahmani | Ossuaires dans le « Lexicon » de Tal Ilan |
| ----------------------- | ------------------------------------------------- | ------------------------------------- | ----------------------------------------- |
| Mariam/Mary             | 74 + 6F                                           | 18                                    | 44                                        |
| Salome                  | 61 + 2F                                           | —                                     | 41                                        |
| Shelamzion              | 25 + 0F                                           | —                                     | 19                                        |
| Martha                  | 21 + 0F                                           | —                                     | 17                                        |
| Joanna                  | 12 + 0F                                           | —                                     | 7                                         |
| Shiphra                 | 12 + 0F                                           | —                                     | 9                                         |
| Berenice                | 9 + 1F                                            | —                                     | 2                                         |
| Sarah                   | 8 + 1F                                            | —                                     | 5                                         |
| Imma                    | 8 + 0F                                            | —                                     | 6                                         |
| Mara                    | 7 + 0F                                            | 2                                     | 5                                         |
| Nombre de femmes        | 317 + 86F                                         | —                                     | 193                                       |
| Nombre de noms féminins | 110                                               | —                                     | —                                         |

| Noms génériques              | « Lexicon » de Tal Ilan toutes sources confondues | Ossuaires du « Catalogue » de Rahmani | Ossuaires dans le « Lexicon » de Tal Ilan |
| ---------------------------- | ------------------------------------------------- | ------------------------------------- | ----------------------------------------- |
| Shimon/Simon/Peter           | 249 + 8F                                          | 24                                    | 62                                        |
| Yehosef/Yosef/Joseph         | 221 + 10F                                         | 19                                    | 45                                        |
| Yehudah/Judah/Judas          | 171 + 8F                                          | 20                                    | 45                                        |
| Eleazar/Lazarus              | 169 + 7F + 1?                                     | 14                                    | 30                                        |
| Yochanan/John                | 124 + 5F                                          | 8                                     | 26                                        |
| Yehoshua/Yeshua/Jesus        | 101 + 2F                                          | 10 ou 11                              | 23                                        |
| Hananiah/Ananias             | 83 + 3F                                           | 11                                    | 19                                        |
| Yonathan/John                | 72 + 3F                                           | 6                                     | 14                                        |
| Mattathias/Matthew           | 62 + 1F                                           | 7                                     | 17                                        |
| Menachem                     | 44 + 2F                                           | 0                                     | 4                                         |
| Yaakov/Jacob/James           | 43 + 2F                                           | 5                                     | 6                                         |
| Hanan                        | 36 + 3F                                           | 4                                     | 7                                         |
| Alexander                    | 30 + 1F                                           | 4                                     | —                                         |
| Dositheus                    | 30 + 1F                                           | 6                                     | —                                         |
| Zachariah                    | 25 + 6F                                           | 1                                     | —                                         |
| Ishmael                      | 31 + 0F                                           | 2                                     | —                                         |
| Levi                         | 25 + 4F                                           | 1                                     | —                                         |
| Saul                         | 29 + 0F                                           | 10                                    | —                                         |
| Choni/Onias                  | 27 + 0F                                           | 0                                     | —                                         |
| Shmuel/Samuel                | 21 + 5F                                           | 0                                     | —                                         |
| Hezekiah                     | 23 + 3F                                           | 0                                     | —                                         |
| Nombre d'individus masculins | 2509 + 685F                                       | 241                                   | 519                                       |
| Nombre de noms d'homme       | 721                                               | —                                     | —                                         |

### Les noms figurant surlessixinscriptions du tombeau de Talpiot A
En 2011, Jodi Magness estimait que le postulat selon lequel la tombe de Talpiot A appartient à la famille de Jésus se fonde sur une série d'affirmations problématiques et non étayées. Notamment s'agissant de l'étude des noms gravés sur les ossuaires :

« L'ajout de Matthieu (Matya), par ailleurs non attesté, à la famille de Jésus ; l'identification d'un fils de Jésus, par ailleurs inconnu, nommé Judah (et en supposant que Jésus était marié) ; et en identifiant la Mariamene nommée sur l'un des ossuaires dans le tombeau comme Marie-Madeleine en interprétant le mot Mara (qui suit le nom Mariamene) comme le terme araméen pour « maître » (ce qui revient à dire que Mariamene était une enseignante et une dirigeante). »

Jodi Magness rappelle, par ailleurs, que les réalisateurs du documentaire Le Tombeau de Jésus expliquent le fait que le nom de Marie/Mariaméné est écrit en grec sur l'un des ossuaires ossuaire en transformant « la petite ville juive de Migdal, sur la mer de Galilée (la ville de Marie), en un important centre commercial où l'on parlait grec. Au lieu de cela, comme dans d'autres villes juives de cette période, seules les classes supérieures connaissaient le grec, tandis que les Juifs des classes inférieures parlaient l'araméen qui était la langue de tous les jours. »
Les noms inscrits sur six des dix ossuaires de la tombe de Talpiot ont fait, ou font toujours, l'objet de lectures débattues. Ainsi est-ce toujours le cas pour trois d'entre eux.
Rachel Hachlili observe que, s'agissant des tombeaux familiaux, les noms inscrits sur les ossuaires sont deux fois plus fréquents s'agissant des noms masculins comparativement aux noms de femmes. Dans le tombeau de Talpiot A, deux des six ossuaires gravés portent la gravure d'un nom féminin, ce qui correspond à ce ratio.

#### «Yshw' br Yhwsp», vocalisé en «Yeshua barYehosef» («Jésus fils deJoseph»)

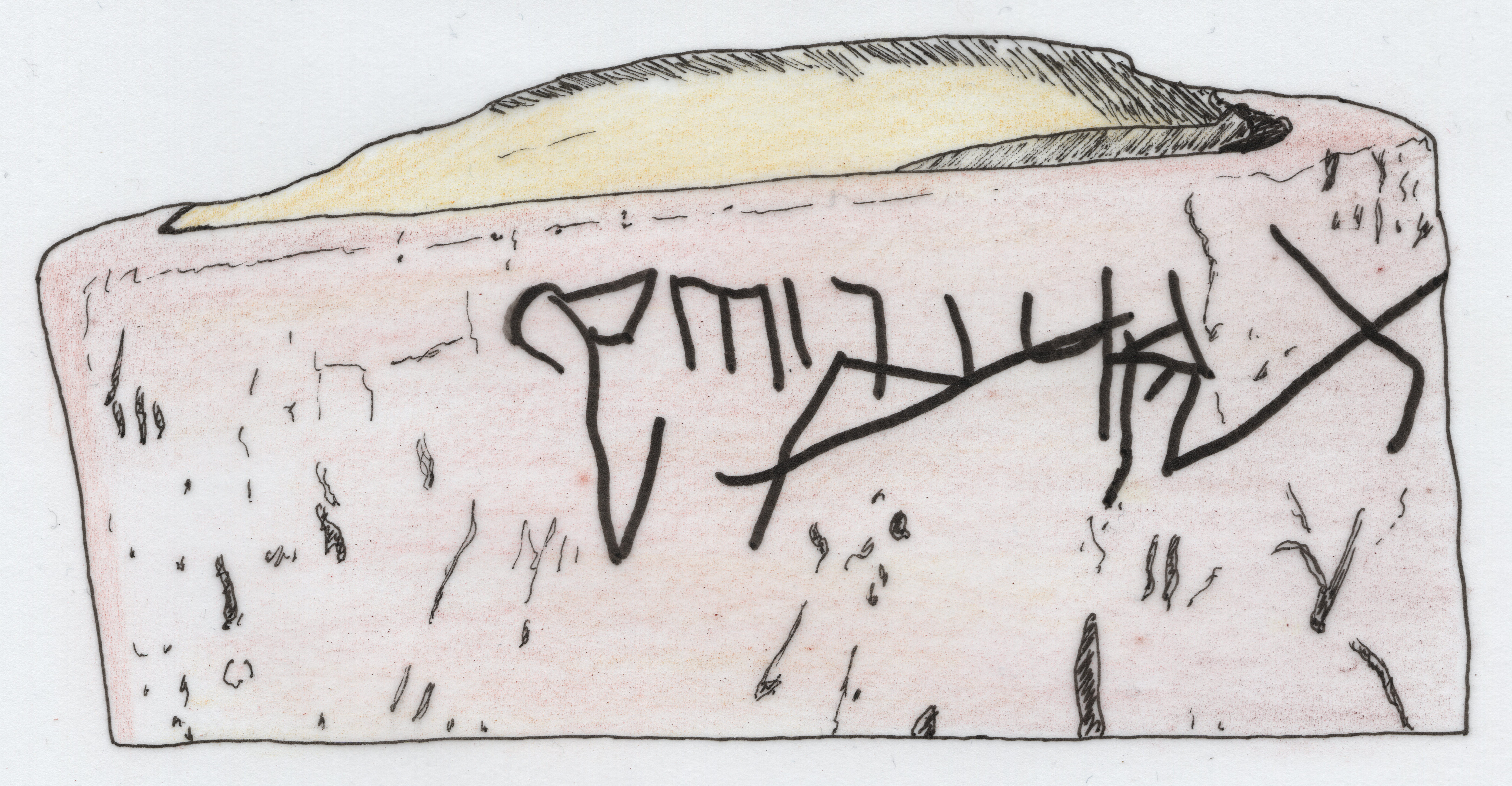
Dessin de l'ossuaire no 80.503 des collections de l'Autorité des antiquités d'Israël (AAI), trouvé dans le tombeau Talpiot A, avec la position de l'inscription « Jésus fils de Joseph » précédée d'une marque cruciforme (bord droit, à la limite de l'arrête).

L'inscription Yeshua bar Yehosef de l'ossuaire no 80.504 (à lire de la droite vers la gauche s'agissant de l'hébreu), précédée par un motif en forme de croix. Certains spécialistes l'ont identifié non pas comme un symbole chrétien mais comme une marque de tâcheron ou un repère permettant d'ajuster le couvercle sur l'ossuaire. Dans la notice no 704 de son Catalogue, Levi Rahmani mentionne sa présence mais sans en préciser son possible usage, alors même qu'il indique par ailleurs la présence de ce qu'il qualifie être une « marque » sur le couvercle de l'ossuaire. Jonathan Price, dans l'ouvrage édité par Hannah M. Cotton, ne signale tout simplement pas ce motif cruciforme.

Dessin reproduisant le fac-simile (position et orientation) des marques gravées sur le côté étroit du couvercle de l'ossuaire no 80.503 « Jésus fils de Joseph » trouvé dans le tombeau de Talpiot A, tel que publié par Levi Y. Rahmani dans la notice no 704 de son Catalogue. Levi Y. Rahmani les qualifie de marques de tâcheron ou de positionnement. Le motif en forme d'astérisque – visible avec celui en forme de chevron lors de l'exposition « Dead Sea Scrolls: The Exibition » au California Science Center de Los Angeles en mars 2015 – pourrait être constitué de motifs superposés.

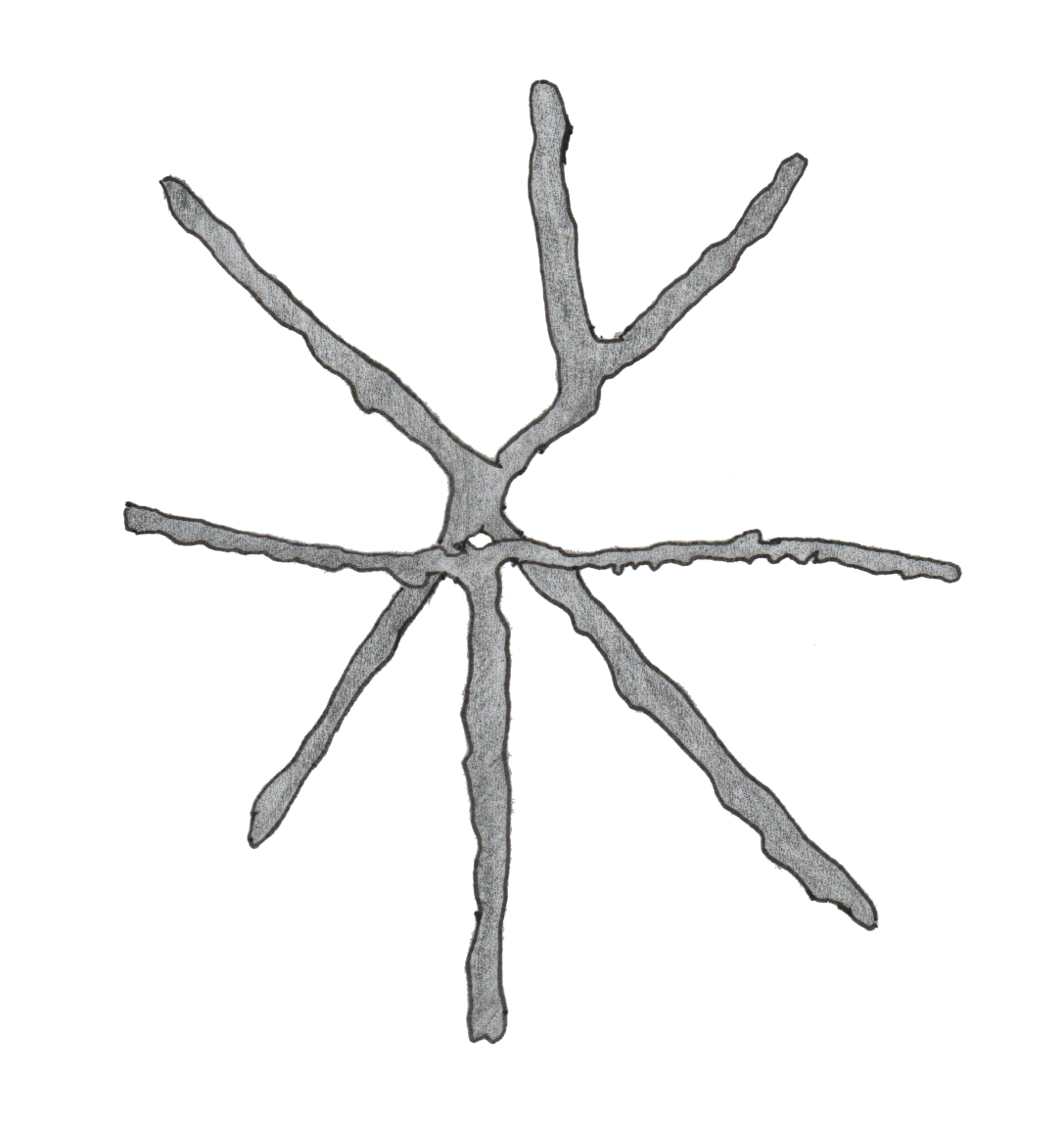

Le Grand Rouleau d'Isaïe découvert à Qumrân (1Qlsaᵃ), annoté onze fois de lettres tav graphiées « Χ » dans la marge.

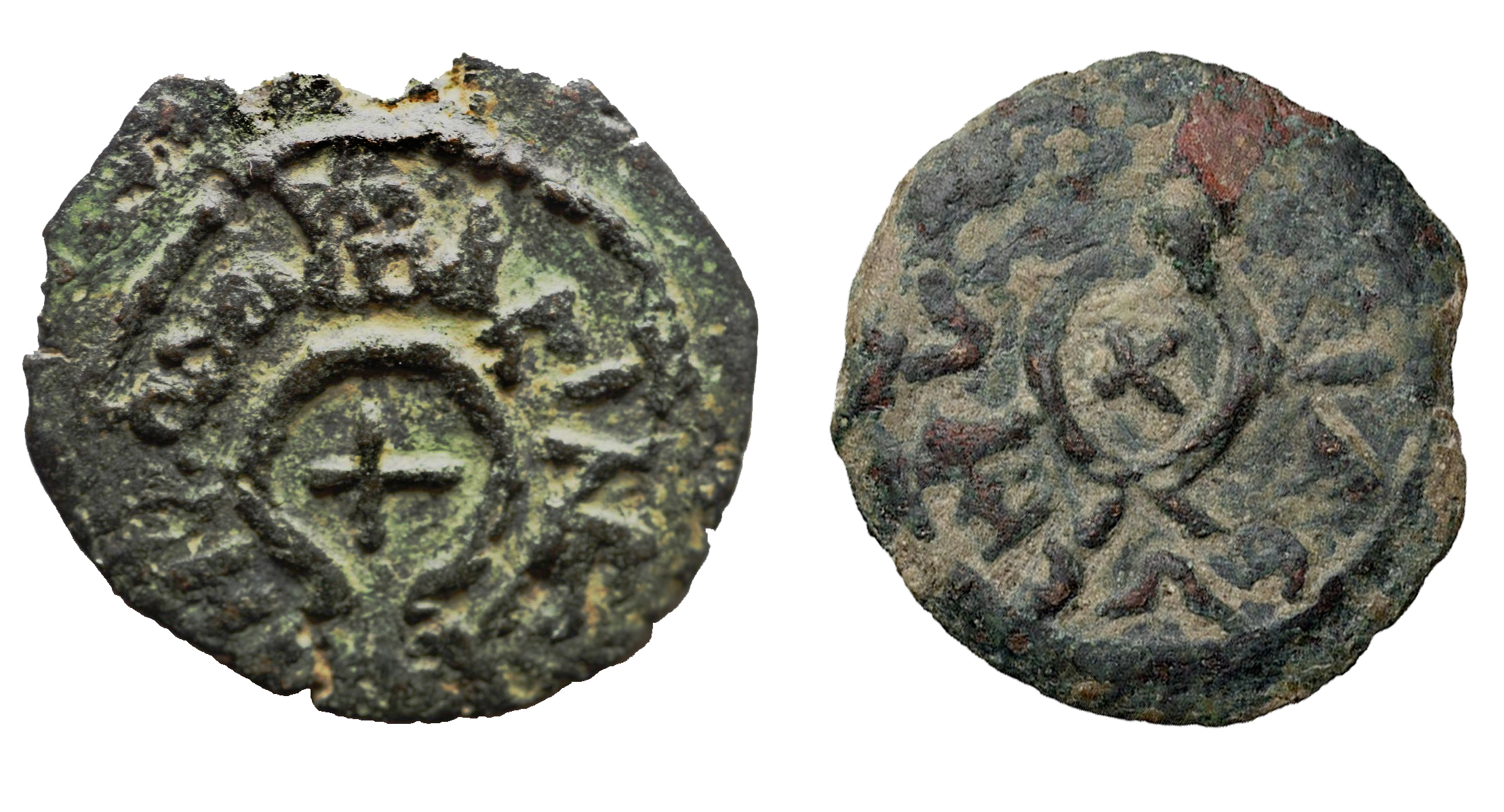
L'avers de deux versions d'une monnaie émise par Hérode Ier le Grand, entre 37 av. J.-C. et 4, frappées à Jérusalem, d'une valeur de 2 (singulier « prutah »). Sur les deux versions, l'inscription circulaire est libellée en grec : « », Hērōdou Basileōs, « du Roi Hérode ». Au milieu, le motif du diadème royal (fermé ou ouvert selon la version) avec, au centre, la lettre à la graphie cruciforme hébraïque tav (+ ou x) / grecque chi (Χ).

La lecture du nom de Jésus dans ce graffiti a été fort discutée,. Constatant la surface particulièrement rayée sur laquelle a été gravée l'inscription « Yeshua bar Yehosef », Stephen Pfann suggère qu'il y aurait pu avoir une gravure primaire d'un autre nom, qui aurait été effacée avant que l'ossuaire ne soit gravé, cette fois-ci, du « Yeshua bar Yehosef ». Il proposera une lecture de l'inscription primitive en « Ḥnwn », – hébreu חנון « Hanoun /  Ḥanun / Chanun » (cf. classification Strong H2586 / H2587). Ses propos seront mal interprétés par certains commentateurs qui les comprendront comme étant sa traduction de l'inscription « Yeshua bar Yehosef » telle qu'elle figure désormais sur l'ossuaire.
En 2007, la lecture « Jésus fils de Joseph » de l'inscription figurant sur cet ossuaire no 80.503 est confirmée par Joseph Naveh (de), Émile Puech, et Ada Yardeni (en).
Évaluant la manière dont les noms inscrits sur les ossuaires du tombeau de Talpiot A ont été orthographiés, Eldad Keynan estime que :

« 3. La forme ישוצ (Yeshua) n'était pas très courante. »

L'incision cruciforme en amorce du nom Yshw' – positionnée à l'extrémité droite de l'une des deux petites faces de l'ossuaire, donnant ainsi l'impression qu'elle déborde sur l'arête du caisson – fera également l'objet de discussions et d'interprétations diverses.
Ce motif cruciforme se connecte par une ligature à la première lettre de l'inscription, le yod du nom Yeshua, soit ישוע (yod-shin-vav-ayin) dans le sens de la lecture de la droite vers la gauche de l'hébreu. Pour la plupart des spécialistes, il s'agirait d'une marque technique apposée par l'artisan permettant de positionner correctement le couvercle de l'ossuaire.
Pour d'autres, il faudrait rapprocher ce signe cruciforme de la lettre tav de l'alphabet paléo-hébraïque : « Χ » ou « + » dans le paléo-hébreu qui était toujours en usage, à la fin de la période du Second Temple de Jérusalem, au sein de la communauté de Qumrân. Ainsi en atteste, par exemple, le Grand Rouleau d'Isaïe (1Qlsaa) annoté onze fois de lettres tav « Χ » dans la marge pour signaler les passages lus comme messianiques. Si l'on suit Jack Finegan (en), le tav paléo-hébraïque a pu correspondre, selon les époques, à des motifs théologiques spécifiques porteurs soit d'une notion de protection, de délivrance, de signe représentant le nom de Dieu, d'onction sacerdotale voire royale. Toujours selon Jack Finegan, chez les premiers judéo-chrétiens de Palestine, le tav pouvait également être un motif signifiant que celui qui le porte « appartient à Dieu ».
Considérant, par ailleurs, que la graphie du tav paléo-hébraïque (+ ou x) est équivalente à celle de la lettre grecque chi qui s'écrit « χ » elle aussi, Hérode Ier le Grand usa du tav paléo-hébraïque / chi grec comme symbole messianique sur certaines de ses frappes monétaires libellées en grec : il plaça ce motif cruciforme au centre du dessin du diadème évocateur de son statut de « roi de Judée / roi des Juifs » qui lui avait été reconnu par l'empereur Auguste. Jodi Magness rappelle d'ailleurs qu'Hérode Ier , dans un souci de légitimité car né à moitié Iduméen, s'affichait à dessein comme un monarque messianique issu d'un lignage post-exilique revenu de Babylone qui était lié à la maison de David,.
Ultérieurement, dans le Talmud de Babylone compilé vers le VIe siècle, la littérature rabbinique se fait encore l'écho lointain de la pratique de l'onction sacerdotale avec le traçage sur le front d'un « Χ » qualifié de lettre chi.

Dans le contexte du Ier siècle, Simon Claude Mimouni observe que l'usage de la lettre tav comme symbole s'est vraisemblablement imposé chez les pagano-chrétiens par l'intermédiaire des judéo-chrétiens, i.e. les membres de la communauté juive identifiés comme adeptes de Jésus de Nazareth. S'agissant plus spécifiquement des marques sur les ossuaires, Mimouni observe, à propos de l'ensemble sépulcral pouvant être spécifiquement daté de 65-80 ap. J.-C. dans la nécropole de Dominus Flevit :

« Cet ensemble sépulcral 65-80 est assez particulier : il a des annexes à la chambre centrale, des tombes à loculi et déjà des tombes à arcosolium. Il marque donc une évolution : il appartient au groupe ancien, mais prépare déjà le groupe récent de ce fait, il doit être de peu antérieur à 135. Sur les ossuaires, on a retrouvé dix noms dont six sont attestés dans le Nouveau Testament. Mais les noms à consonance néotestamentaire - Judas, Saphira, Marthe, Marie, Siméon et Salomé se retrouvent également dans des contextes assurément juifs (les documents de Murabba'at par exemple). On ne peut donc pas affirmer dans le cas du « Dominus Flevit » que ces noms ont nécessairement été portés par des chrétiens, ils peuvent aussi l'avoir été par des juifs.
Sur certains des ossuaires de cet ensemble, on a retrouvé des signes sous la forme + ou x. Sur l'ossuaire n° 12 du locus 79, on trouve incisés les signes + et x. Sur l'ossuaire n° 6 du locus 65, on trouve seulement le signe x. Les signes + ou x sont certainement des « tav », lettre pouvant signifier de manière symbolique le Nom de Dieu - symboles qui sont sans doute en usage chez les judéo-chrétiens de Palestine. »

Levi Y. Rahmani signale dans son Catalogue qu'« environ 40 % des ossuaires décorés et unis répertoriés dans cet ouvrage portent des marques ». Il consacre la sous-partie no 7 de l'introduction de son livre à cette question des marques présentes sur les ossuaires et à leur recensement et observe, s'agissant des modèles d'ossuaires à couvercle coulissant, que :

« Sur les couvercles coulissants, qu'ils soient plats ou à pans coupés, une seule marque indique généralement le sens d'insertion du couvercle. Le bord marqué (appelé ici « bord d'insertion ») était destiné à être inséré le long du rebord intérieur découpé sur le bord du coffre (Fig. 12), ce qui garantissait une bonne tenue et évitait les cassures. Dans certains cas, l'artisan, pour s'assurer que son intention serait clairement comprise, a ajouté une ou plusieurs marques correspondantes sur le bord ou le côté adjacent  du coffre (par exemple, nos 36, 156, 276).
Les marques non appariées sur les numéros 351, 488 et 647 sont probablement dues à un oubli de l'artisan qui a parfois été corrigé (par exemple 488). Les autres occurrences de marques non appariées sont dues soit à l'absence d'un couvercle qui portait probablement la marque correspondante (par ex. Nos 256, 266, 289), soit à des cas isolés où un couvercle a été placé sur un ossuaire auquel il n'était pas destiné. Les grandes marques en forme de croix dessinées au charbon de bois de chaque côté du n° 114 sont uniques. La plupart d'entre elles consistent en des lettres isolées ou des groupes de deux lettres ou plus ; elles pourraient représenter les initiales des noms des défunts (cf. ci-dessus, §6Fa). »

L'ossuaire du tombeau de Talpiot no 80.503, détaillé dans la notice no 704 et qui porte l'inscription « Jésus fils de Joseph » précédée « d'une grande marque en forme de croix », est pourvu d'un couvercle de type plat coulissant. Il n'est pas retenu dans les exemples donnés par Levi Y. Rahmani pour illustrer son propos sur les marques de positionnement présentes les ossuaires disposant de ce type de fermeture.
Plus généralement, l'ouvrage de Rahmani recense plusieurs ossuaires disposant de divers systèmes de couvercle (couvercle à pignon, couvercle à voute, plat ou à pans coupés coulissants) qui portent une ou des marques de positionnement ou de tâcheron d'aspect cruciforme. Mais le spécialiste des ossuaires prend soin de ne jamais nommer ou qualifier le motif de cette gravure dans la sous-rubrique « Marques » de ses notices. Rahmani fait simplement figurer un fac-similé du motif cruciforme, il en indique la position et en précise la fonction lorsque cela lui paraît possible.
Dans le cas de l'ossuaire no 80.503 « Jésus fils de Joseph », traité dans la notice no 704 du Catalogue de Levi Y. Rahmani et dont le couvercle est de type coulissant, la sous-rubrique « Marque » de cette notice en signale une, située « sur le couvercle, côté étroit ». Comme à son habitude, Rahmani ne la nomme ni ne la qualifie. Il n'en précise pas l'usage non plus. Son fac-similé montre qu'elle est constituée d'un dessin figurant un motif en forme d'angle aigu et un autre motif en forme d'astérisque / étoile. Ce qui pourrait éventuellement correspondre à une marque de positionnement du couvercle (cf. la sous-partie no 7 de l'introduction de l'ouvrage de Rahmani).
En revanche, Levi Y. Rahmani mentionne le grand motif cruciforme qui précède le nom Yshw' non pas dans la sous-rubrique « Marque » de la notice no 704, mais dans la  sous-rubrique « 2. », dans laquelle il traite de la lecture du nom Yeshua (ישןע), sans évaluer ni la morphologie, ni la fonction de ce motif, tout en le qualifiant par le terme anglais « cross-mark » :

« Le prénom, précédé d'une grande marque en forme de croix, est difficilement lisible, les incisions étant maladroitement gravées et vilainement rayées. Il semble y avoir un trait vertical représentant un yod, suivi d'un shin ; le vav se confond avec le trait droit du ayin. La lecture ישןע est corroborée par l'inscription du n° 702 qui fait référence à Yeshua, le père de Yehuda. Pour le nom, voir Comm. 9:1. »

S'agissant de ce terme anglais « cross-mark » , ou « marque en forme de croix » , Rahmani l'utilise en tout et pour tout trois fois dans les 895 notices de son Catalogue :
- La première occurrence du terme « cross-mark » dans le Catalogue de Levi Y. Rahmani s'applique à l'ossuaire no 46.173, qui fait l'objet de la notice no 113[194]. Il s'agit de l'un des quatorze ossuaires (dont trois inscrits en hébreu et deux inscrits en grec) découverts en 1947 par l'archéologue israélien Eleazar Sukenik dans une tombe située à Talpiot, à environ 2 km à l'ouest du tombeau de Talpiot A. Cette tombe, qui dispose de cinq niches, est contemporaine de Talpiot A et Talpiot B. Elle a été datée du Ier siècle. On y a retrouvé une monnaie frappée sous Hérode Agrippa Ier. Les ossuaires inscrits en hébreu portent les inscriptions « Siméon Barsaba »[195] (à propos de ce patronyme, voir Ac 1,23 et Ac 15,22), « Myriam fille de Siméon » et « Mathias ». L'ossuaire no 46.173 porte quant à lui l'inscription en grec ΙΗCΟΥC IΟΥ (Iēsous iou) que Levi Y. Rahmani lit « Jésus fils de Judas » (c'est-à-dire Iēsous Iou[das], en ajoutant le [das]). Jonathan Price (Université de Tel Aviv), dans l'ouvrage édité par Hannah M. Cotton, se rallie à la traduction de Rahmani[196]. Rahmani rappelle cependant que Eleazar Sukenik l'a lu, dans son article The Earliest Records of Christianity[197] paru en 1947, « 'Ιησους ιου » . Sukenik a traduit en anglais cette inscription par « Jesus woe » , soit « Jésus douleur », « Jésus désolation » ou encore la forme exclamative « Jésus, hélas ! » qui serait alors une forme de lamentation[194] :

« Sukenik a lu 'Ιησους ιου, dans le sens de « Jésus [douleur / désolation / hélas !] », interprétant ceci, ainsi que les marques en forme de croix et le mot 'Αλωθ  au n° 114, comme des expressions de commémoration de la crucifixion du Christ. »

 On notera que le mot « 'Αλωθ » évoqué dans la notice no 114 de Rahmani figure sur l'ossuaire no 46.174, dans l'inscription « ΙΗCΟΥC ΑΛωΘ » (« Iesous aloth ») qu'Eleazar Sukenik traduit par le nom « Jésus » associé à « gémir » ou « se lamenter »). Cet ossuaire no 46.174 a été découvert dans la même tombe que le no 46.173. Des croix tracées au charbon de bois sur les côtés de cet ossuaire no 46.174 sont qualifiées d'« uniques » par Levi Y. Rahmani dans son introduction. Rahmani formule l'hypothèse qu'il pourrait s'agir ici de repères tracés en vu d'exécuter des motifs gravés décoratifs qui n'ont finalement pas été réalisés. Le plan détaillé de la tombe établi en 1947 par Eleazar Sukenik indique la position de chaque ossuaire. L'ossuaire no 46.173 et l'ossuaire no 46.174 (identifiés no 7 et no 8 sur son plan), gravés des inscriptions « ΙΗCΟΥC IΟΥ » et « ΙΗCΟΥC ΑΛωΘ », ont été découverts côte-à-côte, placés tous les deux contre la paroi du fond de la niche de la section D de la tombe.
- La deuxième occurrence du terme « cross-mark » dans le Catalogue de Levi Y. Rahmani correspond à l'ossuaire du tombeau de Talpiot no 80.503, détaillé dans la notice no 704, portant l'inscription « Jésus fils de Joseph ». Comme indiqué ci-dessus, cette notice précise à la sous-rubrique « Marque » que cet ossuaire no 80.503 en possède une, située « sur le couvercle, côté étroit », et le fac-similé montre qu'elle est constituée d'un dessin figurant un motif en forme d'angle aigu et un autre motif en forme d'astérisque / étoile. La « grande marque en forme de croix » accolée à l'inscription « Jésus fils de Joseph » est mentionnée, quant à elle, à la sous-rubrique « 2. » dans laquelle Rahmani traite spécifiquement de la lecture du nom Yeshua ישןע.
- La troisième occurrence du terme « cross-mark » dans le Catalogue de Levi Y. Rahmani se trouve dans la notice no 841, à propos de l'ossuaire no 77.6.88[201]. Il s'agit de deux motifs cruciformes de taille conséquente, quasi identiques, gravés dans des modules circulaires. Le premier motif se trouve sur le couvercle, le second est placé en miroir sur la caisse de l'ossuaire. Tout en les qualifiants de « cross-markes », Rahmani identifie ces deux motifs à des marques de positionnement permettant d'ajuster correctement le couvercle de l'ossuaire sur son caisson :

« Marques. Gravées en relief en creux et à l'intérieur du cercle (...) 3. L'emplacement des marques transversales, l'une sur l'autre, lorsqu'elles sont correctement utilisées pour positionner le couvercle sur le bord du coffre, assure un ajustement relativement sûr ; il s'agit donc de marques de direction utilitaires sans valeur symbolique ; voir Intro. §7A. Pour de telles marques de direction soigneusement exécutées, cf. n° 234. »

Là où la grande majorité des ossuaires faisant l'objet d'une notice dans le Catalogue de Levi Y. Rahmani sont présentés par une ou plusieurs photographies, Rahmani n'en publie aucune pour l'ossuaire « Jésus fils de Joseph » no 80.503 (notice no 704), ni pour les ossuaires n° 80.502 (notice no 703, « Matya »), n° 80.504 (notice no 705, « Yose »), n° 80.505 (notice no 706, « Marya ») trouvés dans le tombeau de Talpiot A. Les ossuaires no 46.173 (notice no 113), no 46.174 (notice no 114) et no 77.6.88 (notice no 841) figurent quant à eux, respectivement, sur les planches photographiques no 16, 126 et 127.
Dans sa notice no 474 consacrée à cet ossuaire de « Jésus fils de Joseph », Jonathan Price, dans l'ouvrage édité par Hannah M. Cotton, ne relève pas la présence du grand motif en forme de croix qui précède l'inscription. Il partage dans l'ensemble les observations et la lecture de Rahmani, mais se montre dubitatif s'agissant des arguments avancés par Stephen Pfann :

« La main qui a incisé ces noms était malhabile, la ligne entière est difficile à lire. Les lettres בר יהוסף  br yhwsp peuvent être distinguées avec une certaine certitude ; les lettres b-r, h-w et s-p se chevauchent et se confondent. Le prénom ne peut être déchiffré qu'en séparant les marques d'incision présumées des rayures et défauts présumés ; Pfann a même émis l'hypothèse que le prénom a été écrit sur un nom antérieur, mais cela ne peut pas être démontré de manière concluante. Si le prénom est correctement lu comme Yeshuʿa, son fils pourrait être Yehuda dans le n° 473. Il n'y a aucune raison d'associer cette boîte à un personnage historique connu. »

#### «Mariamenou Mara»
Unique des six inscriptions à ne pas être inscrite en araméen, mais en grec, « ΜΑΡΙΑΜΗΚΑΙΜΑΡΑ » a été lu « Μαριαμηνοῦ (η) Μαρα », « Mariamene (qui est également appelée) Mara », par Levi Y. Rahmani, dans son Catalogue de 1994 (ossuaire n° 80.500, notice n° 701). Amos Kloner reprend cette traduction dans sa publication de1996.
Stephen Pfann conteste l'hypothèse avancée par l'équipe du documentaire Le Tombeau de Jésus qui met en avant les travaux de François Bovon dans lesquels ce dernier avait identifié, en 1974, dans une copie de l'apocryphe des Actes de Philippe (abrégés en « APh ») découverte au monastère de Xenophontos en Grèce, que la Marie-Madeleine des écritures pourrait s'être appelée  « Mariamné »:

« L'une des originalités de ce récit (APh VIII - APh Martyre) réside dans la présence, aux côtés de Philippe et de Barthélémy, paire constituée dès le Nouveau Testament, d'une sœur de l’apôtre. Or cette femme porte le nom de Μαριάμνη (les rares témoignages grecs énumérés plus haut parlent de Μαριάμμη, de Μαριάμνη ou de Μαριά ή Μαγδιαληνή).
Or cette sœur de Philippe porte la plupart des traits caractéristiques de Marie-Madeleine, tels qu'ils apparaissent dans les textes hérétiques mentionnés ci-dessus. Sa vertu et son ascèse sont soulignées. Elle est présente aux côtés du Christ lors de la répartition missionnaire aux apôtres. Elle est chargée de consoler Philippe et de l’encourager à partir. Sa foi a un caractère viril qui se manifeste par un habit monastique d'homme. II lui arrive même de s'adresser (pour leur prêcher ?) aux femmes et de s'occuper d'elles lors des cérémonies de baptême. »

Mais pour Stephen Pfann, l'assertion de François Bovon n'est attestée dans aucun des documents les plus anciens traitant de ces personnes, à savoir les Évangiles canoniques et les écrits de Flavius Josèphe. Par ailleurs, considérant que l'on a pu retrouver des ossuaires contenant les ossements de deux ou plusieurs défunts, Stephen Pfann propose une traduction en deux prénoms, « Mariame et Mara »,,. André Lemaire hésite pour sa part entre deux lectures de l'inscription,, « Mariamene kai Mara » ou « Mariame e kai Mara », estimant que si la première option peut indiquer que l'ossuaire contenait les ossements de deux personnes (Mariamene et Mara), opter pour la seconde conduirait au surnom de « Mara», ce qui exclurait alors celui de « Madeleine » au profit d'une lecture correspondant à un surnom rendu par « Mariame également appelée Mara ».
S'agissant de « Mara », Tal Ilan observe qu'il c'est l'un des rares noms à être porté aussi bien par un homme que par une femme :

« מרא signifie « seigneur, maître » en araméen (Jastrow, DTTBYML, 834). À propos du suffixe, voir Introduction 2.4.2.4. Ce nom est attesté sur un sceau en araméen du Premier Temple (CWSSS n° 808) ; pour l'amoréen (Kosowsky, Yerushalmi, 514 [מארי] et les Arabes (Hardin, ICPIANI, 542). Il s'agit de l'un des rares cas où un nom peut être porté à la fois par un homme et par une femme, voir Introduction 1.5.2. »

Pour Jonathan Price, dans l'ouvrage édité par Hannah M. Cotton, cette inscription ne se suffit pas en elle-même pour permettre d'identifier la défunte du tombeau de Talpiot avec la Marie-Madeleine du Nouveau Testament. Jonathan Price évalue lui aussi la lecture « Μαριαμήνου (ἡ) Μάρα » retenue par Levi Y. Rahmani dans son catalogue en regard des possibles « Μαριάμη καὶ Μαρα » ou « Μαριαμ ἣ καὶ Μαρα », « Marie et Mara » ou « Mariam, aussi connue sous le nom de Mara » :

« La lecture par Rahmani du prénom en Μαριαμήνου, comme génitif de Μαριαμήνη/Μαριάμνη, a suscité de nombreuses spéculations et incompréhensions. En fait, les lettres inscrites sont sans aucun doute telles qu'elles sont représentées ici ; la marque entre le iota et le dernier mu ne fait pas partie de l'inscription (comparez les autres gouges et rayures entre et autour des lettres, et sur toute le caisson) ; le kappa est clair (ce n'est pas un nu inepte), et l'alpha-iota ligaturé est standard et ne pose pas de problème. Dans une communication personnelle, Rahmani a accepté la correction de sa lecture dans l'éd. pr. [i.e. son « Catalogue » de 1994]
Les lettres inscrites peuvent être analysées de deux manières, sans qu'il y ait de critère ferme pour préférer l'une ou l'autre (les os dans la caisse n'ont pas été analysés et sont maintenant ré-enterrés) : soit Μαριάμη καὶ Μαρα, « Mariame et Mara » - lecture privilégiée par SEG et BE - soit Μαριαμ ἣ καὶ Μαρα, « Mariam qui est aussi (connue sous le nom de) Mara ». Dans les deux cas, une femme portant le nom biblique commun de Mariam a été inhumée dans l'ossuaire : Μαριαμ est la forme privilégiée par la Septante, reflétant l'hébreu original ; Μαριάμη a été utilisé par [Flavius] Josèphe et d'autres sources littéraires grecques, ainsi que dans de nombreux textes documentaires (cf. Ilan, Lexicon I 242-8).
Dans le premier cas, une autre personne nommée Mara a été enterrée avec Mariame. Il pourrait s'agir d'une autre femme, fille ou sœur de Mariame ; notons le nom Mara dans les numéros [de notices dans son ouvrage] 200, 262, 517, et clairement comme une hypocoristique de Martha dans le numéro 97. Pour Mara dans les catacombes romaines, voir Noy, JIWE II 190 et 458, et de Cyrène, Lüderitz - Reynolds 50d. Il faut cependant noter que Mara peut être un nom masculin, comme dans le n° 543 de ce volume, régulièrement représenté en grec comme Μάρης, cf. n° 48 de ce volume, Μάρης, Μάρης, Μάρης, Μάρης, etc. 48 dans ce volume ; Μαρ et Μαρι à Jatt (J. Porath, Atiqot 37, 1999, 50, 51) ; Μαρις de Jaffa (J. Price, SCI 22, 2003, 22) ; et voir Wuthnow, Semitische Menschennamen, 73. L'argument de Pfann selon lequel les lettres ΚΑΙΜΑΡΑ ont été ajoutées par une main différente ne peut être prouvé de manière concluante, malgré de légères différences dans la formation de ces lettres, car s’agissant des inscriptions sur les ossuaires, les lettres sont souvent formées par le même auteur de manière incohérente (il y a des exemples de deux styles différents d'alpha dans la même inscription par la même main, par ex. n° 508).
Dans la seconde interprétation, une femme portant deux noms, Mariam et Mara, est enterrée dans la boîte. Mais Mara n'est pas un titre, et surtout pas un terme araméen pour « dame » ou « femme honorable », dont la forme féminine correcte estמרתא ,מרתה mrtʾ, mrth qui est devenu un nom de personne. Voir « Marthe et Mariam » dans le n° 168 (Dominus Flevit).
Il s'agit de la seule inscription en grec retrouvée dans la tombe, mais ce fait n’est en lui-même pas pertinent pour identifier la défunte, il reflète plutôt l'habileté et le choix de l'auteur de l'inscription. »

Mais d'aucuns font remarquer, à l'instar de Claude Cohen-Matlofsky,, que si « Mara » peut en effet être un prénom, il n'en demeure pas moins qu'il peut aussi s'agir d'un titre applicable à une femme dont l'usage est attesté et qui signifie bien « maîtresse », « dame » ou « enseignante ». Ce qui pourrait concorder avec la Marie-Madeleine des écritures :

« KYRIA est bien l'équivalent de l'araméen MARTHA' et du latin DOMNA. Cela signifie dame/maîtresse (féminin pour /seigneur/maître/enseignant). KYRIA, MARTHA et son hypocoristique MARA, et DOMNA sont tous utilisés comme noms propres dans ces trois langues. KYRIA dans sa translittération hébraïque est connue de l'onomastique juive de la période du Second Temple de Jérusalem (cf. A. Kloner : « A Burial Cave of the Second Temple Period at Givat Ha-Mivtar », Jérusalem, 1980).
De plus, au fil du temps, certains noms perdent leur signification historique et une prononciation différente finit par modifier leur interprétation. Ce fut le cas du nom sémitique MIRYAM qui devint MARIAM sous l'influence de l'araméen, puis hellénisé ou latinisé en MARIA/DOMNA. La tradition chrétienne présente Marie-Madeleine comme une prédicatrice/enseignante, donc l'hypocoristique araméen MAR(TH)(I)A sur cette inscription pourrait très bien faire référence à sa capacité de prédication/enseignement. »

#### «Ywsh» (hébreu«יוסה»), vocalisé«Yose»
Selon les époques, ce nom peut être considéré comme un diminutif ou une forme hypocoristique de Joseph, en hébreu יוסף \ הוסף pour Yosef \ Yehosef, ou bien comme un prénom spécifique et rare. Il existe donc un débat parmi les spécialistes pour déterminer si cette inscription découverte dans le tombeau de Talpiot désigne une personne dénommée de manière affectueuse Yose dans le cadre du cercle de familiale intime, mais dont le nom civil légal aurait été Yosef. Ou bien si son nom légal, tout autant que son nom d'usage au sein de la famille, était exclusivement Yose.

Dans la fiche no 705 de son Catalogue, Rahmani donne la précision suivante pour cet ossuaire no 80.504 :

« La similitude de cet ossuaire et de son inscription avec celui de Marya (n° 706), tous deux provenant de la même tombe, pourrait indiquer qu'il s'agit des ossuaires des parents de Yeshoua (n° 704) et des grands-parents de Yehouda (n° 702). »

Il s'avère qu'un Ywsh (יוסה), qui fait souvent l'objet d'une translitération en « Joses » dans les traductions françaises du Nouveau Testament, est présenté dans l'Évangile selon Marc (Mc 6,3) comme étant l'un des frères de Jésus de Nazareth, à l'instar de Jacques, Jude et Simon. Dans la perspective de l'attribution ou non du tombeau de Talpiot A à la famille de Jésus de Nazareth, la fréquence de ce nom à l'époque de Jésus a donc été très débattue : selon que l'on considère qu'il doit être intégré au spectre du prénom Yosef et de ses variantes, ou au contraire qu'il doit être considéré comme un prénom rare indépendant, les répercussions sur les calculs de probabilités des noms du tombeau de Talpiot peuvent être très importantes.
Richard Bauckham évalue Ywsh en s'appuyant sur une base « de documents juridiques, d'ossuaires et de [Flavius] Josèphe (qui préfère aussi manifestement la forme formelle et complète du nom) ». Il estime pouvoir faire état de manière « assez solide de l'utilisation assez courante de Yose dans la vie de tous les jours ». Ce nom ne serait donc pas rare.
Stephen Pfann pointe, lui, que « Yose » (יוסה) est utilisé dans l'Évangile selon Marc (Mc 6,3) alors que « Yosef » est utilisé dans l'Évangile selon Matthieu (Mt 13,55) et sont, en réalité, équivalents : la première forme correspond à un usage familier alors que la seconde relève d'un usage formel. Yoseh ne peut donc être considéré comme rare dans l'étude statistique des noms découverts sur les ossuaires du tombeau de Talpiot A.

Dans sa notice no 475, Jonathan Price, dans l'ouvrage édité par Hannah M. Cotton, incline pour sa part en faveur des évaluations de Rahmani, Bauckham et Pfann qui précèdent : 

« Le nom [i.e. ywsh, Yose] est une forme abrégée du nom biblique Yosef, parmi les plus courants pour l'époque. Cette hypocoristique est attestée ailleurs, comparer les n° 46 et 81 de ce volume ; P.Mur 46 = Yardeni, Textbook A 161 et P.Mur 89 ; et surtout plus tard : Naveh, On Stone and Mosaic, index s.v. (10 occurrences) ; Schwabe - Lifshitz, Beth Sheʿarim II 19, 43, 48, 93, 124 ; CIJ 2, 933 (Jaffa) ; Gregg - Urman, 117 (Golan) ; et les nombreux exemples du même nom יוסי ywsy de la littérature rabbinique cités dans Ilan, Lexicon I 150-68. Les nombreuses occurrences de Yose dans les documents grecs et hébreux de la Diaspora (certains beaucoup plus tardifs) peuvent être trouvées par exemple dans Ilan, Lexicon III 111-20. Il ne faut pas exclure que ce Yose soit le Yehosef mentionné au n° 473 [ici, cette notice n° 475 de Jonathan Price, dans l'ouvrage édité par Hannah M. Cotton, contient une erreur car sa notice n° 473 vers laquelle elle renvoie est celle de « Judah fils de Jésus », alors qu'en réalité elle veut faire référence à sa notice n° 474 qui traite de l'ossuaire n° 80.503 portant l'inscription « Jésus fils de Joseph »], auquel cas l'auteur de cette inscription a utilisé le nom sous lequel le défunt était affectueusement connu. »

À l'opposé, Claude Cohen-Matlofsky, qui détermine un spectre onomastique temporel plus étroit (de 63 av. J.-C. à 138 ap. J.-C.), arrive à une conclusion différente : 

« En ce qui concerne l'inscription YOSEH, il n'y a qu'une seule autre occurrence de la forme YOSEH en lettres hébraïques sur les ossuaires (cf. « CIJ » n° 1249 et Cohen-Matlofsky, « Laics », n° 703), et une seule occurrence sur les papyrus. Selon le corpus de Tal Ilan, les sources rabbiniques mentionnent 16 YOSEY antérieurs à 135 ap. J.-C., dont 7 antérieurs à 70 ap. J.-C.. Quant aux interprétations grecques du nom, Ilan signale un IOSH (= Yoseh) dans l'Évangile de Matthieu ; deux IOSHS (= Yoses) sur des inscriptions d'ossuaire (cf. « CIJ II », n° 1283 ; et « CJO », n° 56), et deux IOSE sur des inscriptions d'ossuaire (cf. « CJO », n° 444 et 576). Cela nous donne une bonne idée de la rareté du nom à l'époque qui nous occupe et contredit le traitement erroné des sources par S. Pfann à des fins d'onomastique. La version grecque de l'Évangile de Marc (Marc 6:3 ; 15:40 ; 15:47), notre source littéraire la plus ancienne pour l'histoire du christianisme naissant, mentionne systématiquement le frère de Jésus comme IOSHS. En outre, si Yoseh est effectivement considéré comme un hypocoristique du nom complet Yehoseph, alors la coutume du patronyme était effectivement respectée dans la famille de Jésus. »

Eldad Keynan estime, quant à lui, dans son chapitre dans l'ouvrage collectif The Tomb of Jesus and His Family?, que ;

« Quand on évalue le caractère commun des noms du tombeau de Talpiot, je conclus :
1. La forme יוסה (Yose) était extrêmement rare durant la période du Second temple. Il apparaît que יוםי (Yosey) était légèrement plus commun. »

#### «Yhwdh br Yshw’», vocalisé en«Yehuda barYeshua» («Judas filsdeJésus»)

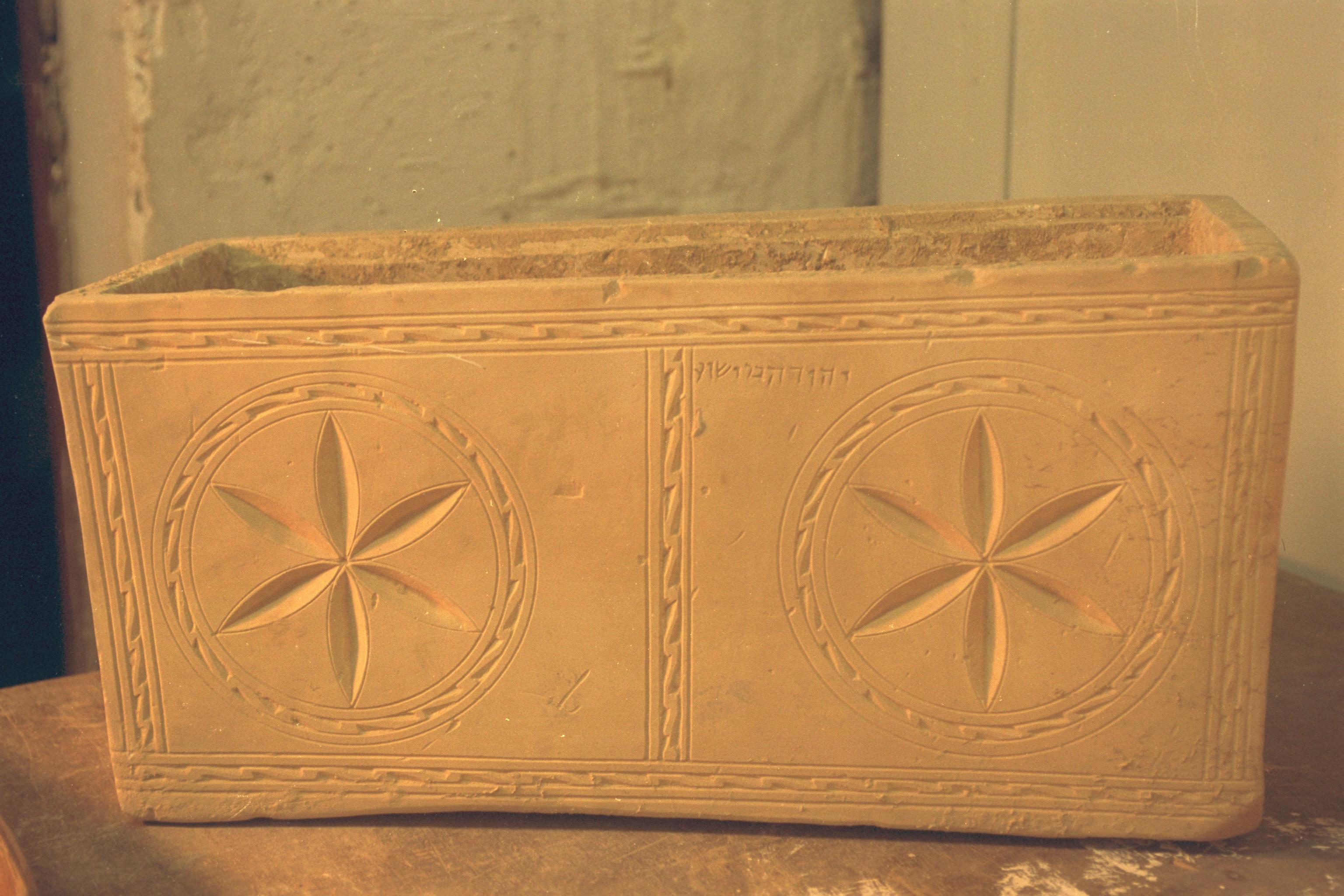
Ossuaire de Judas fils de Jésus.

Jonathan Price, dans l'ouvrage édité par Hannah M. Cotton, en donne la description suivante dans sa notice no 473 :

« Ossuaire de Yehuda, fils de Yeshuʿa, avec inscription en araméen (...).
Inscription en écriture juive formelle incisée profondément (...) ; ayin inscrit verticalement afin d'éviter d'écrire sur l'ornementation.
יהודה בר ישוע
Translitération : yhwdh br yšwʿ
Yehuda fils de Yeshuʿa. »

Eldad Keynan évalue que :

« 4. La forme יהודה (Yehudah) était très courante. »

#### «Mryh», vocalisé en«Maria»(«Marie»)
Voici la description qu'en donne Jonathan Price, dans l'ouvrage édité par Hannah M. Cotton, dans sa notice no 476 :

« מריה
Translitération : mryh Maria. (...) Le nom inscrit est une forme grecque ou latine bien attestée de l'hébreu Mariam, cf. Ilan, Lexique I 242-8. »

Eldad Keynan évalue que :

« 5. La forme féminine מריה (Maria) était assez peu courante. »

#### «Mtyh», vocalisé en«Matiyahu»(«Matthieu»)
Jonathan Price, dans l'ouvrage édité par Hannah M. Cotton, observe dans sa notice no 478 que cet ossuaire est gravé à l'extérieur mais, chose rare, également à l'intérieur :

« Ossuaire de Matiya. (...) Inscription (a) en écriture juive formelle sur l'un des petits côtés de la boîte (...) ; trois lettres apparemment hébraïques sont également incisées à l'intérieur d'une paroi en largeur, à angle droit par rapport au bord (b).
(a) מתיה
(b) מת
הִ[.]
(a) מתיה
(b) מת|[י] ה  ?
Translitération : (a) mtyh
(b) mt|[y]h ?
(a) et (b) Matiya.
(...) Le nom de l'inscription (a) est un hypocoristique courant du nom biblique Matitiya (Ezra 10,43) ou Matitiyahu (1 Chron 25,21), popularisé par les Hasmonéens, cf. Ilan, Lexicon I 191-6. Les inscriptions à l'intérieur d'une boîte sont rares, voir nos. 68, 174, 497, 512 ; si les lettres sont lues correctement, Rahmani a probablement raison de dire que le yod s'est effacé ou a déteint. »

Eldad Keynan estime que :

« 2. La forme מתיה (Matia) était assez peu courante. »

L'une des deux généalogies de Jésus de Nazareth figurant dans le Nouveau Testament, en l'espèce dans l'Évangile selon Luc (Lc 3,23-38), mentionne plusieurs occurrences d'ancêtres de Jésus prénommés avec des variantes de Matiya qui peuvent être rendues, selon la translitération adoptée dans la traduction de la Bible par Augustin Crampon, par :  Matthat (deux occurrences dans la généalogie), Mattathias (deux occurrences), Mattatha (une occurrence), Maath (une occurrence).

### Désaccords méthodologiques entrestatisticiens

#### 2007-2009
Très rapidement après la diffusion du documentaire Le Tombeau de Jésus nait une controverse entre statisticiens sur les résultats de l'étude présentée dans le film par Andrey Feuerverger (Toronto University). En se fondant sur les noms figurant sur les ossuaires, il évalue dans le film à 1 contre 600 la probabilité que le tombeau de Talpiot ne soit pas celui de la famille de Jésus de Nazareth.
Le 29 mars 2007, Jay Cost et Randall Ingermanson publient une contre-étude conjointe. Ils expliquent :

« La première [question] est l'improbabilité de trouver Jésus de Nazareth. Cette valeur – même dans le cadre de ces hypothèses très optimistes – est très faible, puisqu'elle n'est que de 0,5 %. De même, la probabilité que nous n'ayons pas trouvé Jésus de Nazareth est de 99,5 %, ce qui est considérable. Cet élément doit être pris en compte dans toute évaluation de la tombe. Ne pas le faire revient, une fois encore, à commettre ce que l'on appelle le sophisme du procureur. On ne peut pas se concentrer uniquement sur le caractère unique des preuves recueillies. Son caractère unique doit être mis en balance avec le caractère unique de la demande. Bien que Talpiot puisse présenter des preuves uniques indiquant la présence de Jésus de Nazareth, son pouvoir descriptif est nécessairement diminué si l'on considère à quel point il est improbable que nous trouvions un jour son tombeau.
La deuxième question est de savoir dans quelle mesure les noms figurant dans la tombe fournissent un indice sur le nom de Jésus qui y a été conservé. La bonne nouvelle pour l'hypothèse de Jacobovici est que nous pouvons nous attendre, avec une probabilité de 68,7 %, à ce que Jésus de Nazareth soit enterré avec au moins une Marie et au moins un frère. La mauvaise nouvelle : nous pouvons également nous attendre à ce que 21,6 % de toutes les personnes nommées « Jésus fils de Joseph » qui ne sont pas Jésus de Nazareth soient enterrées de la même manière. En d'autres termes, Talpiot ne fournit pas un indice si unique que cela. Pourquoi en est-il ainsi ? Pour la raison bonne que les historiens, les archéologues et les spécialistes du Nouveau Testament affirment depuis le jour où le film a été annoncé : ces noms sont courants. Ainsi, s'il est vrai qu'il n'est pas courant de trouver quatre noms communs dans un groupe, comme l'ont répondu Jacobovici et d'autres, cela n'a rien à voir. Le fait est que les noms de la famille de Jésus de Nazareth n'étaient pas suffisamment uniques pour qu'une tombe correspondant à deux d'entre eux pointe de manière décisive vers Jésus de Nazareth. En effet, la différence entre P(J|T) et P(T|~J) est loin d'être décisive. On peut s'attendre à ce que de nombreux hommes nommés « Jésus fils de Joseph » aient été enterrés avec au moins une femme nommée Marie et au moins un homme dont le nom suit celui des frères de Jésus de Nazareth. Les noms communs signifient que les noms eux-mêmes ne nous permettent pas d'aller très loin dans l'identification du propriétaire de la tombe. »

Le 10 juin 2007, Mark Elliott et Kevin Kilty publient une contre-étude et concluent :

« Bien que nous ne soyons pas certains de la justesse de l'approche de Feuerverger en matière d'analyse statistique du tombeau de Talpiot, nous sommes d'accord avec sa conclusion selon laquelle le tombeau de Talpiot est important en raison de son improbabilité. Une façon de le démontrer est de calculer la probabilité qu'une tombe aussi petite, avec seulement six ossuaires inscrits, ne contienne aucun nom de la famille de Jésus ou seulement un nom. Si l'on considère que Yoseh est un nom rare et qu'il ne s'agit pas d'une autre forme de Joseph, cette probabilité s'élève à plus de 70 %. En d'autres termes, les chances qu'une tombe comme celle de Talpiot ne contienne aucun ou un seul nom de la famille de Jésus sont de 7 contre 3. Au lieu de cela, la tombe contient quatre références à des noms, identifie précisément Jésus avec son père et contient peut-être la forme rare du nom du frère de Jésus. Elle est encore plus précise dans la désignation des membres de la famille de Jésus que la nécropole de Dominus Flevit, qui est beaucoup plus grande. Nous avons également noté le grand nombre d'arguments erronés et de statistiques publiés pour banaliser cette tombe en tant que découverte archéologique. Une grande partie de ces critiques est simplement ad hoc, n'a parfois aucune base factuelle et manque souvent de logique. Nous pensons que ce tombeau est le plus important de tous les tombeaux du monde.
Nous pensons que cette tombe est une découverte importante et qu'elle mérite de faire l'objet d'autres travaux d'érudition et de recherche susceptibles de prouver son identité. »

Le 3 janvier 2008, Randall Ingermanson publie une nouvelle contre-étude dans laquelle il continue à démontrer que les chiffres avancés par Feuerverger sont erronés :

« Nous analysons la tombe de Talpiot, qui aurait été la tombe familiale de Jésus de Nazareth. En utilisant le théorème de Bayes, nous dérivons une fonction simple qui estime la probabilité que la tombe abrite les restes de Jésus et de sa famille. Malheureusement, cette fonction ne peut pas être évaluée exactement, car plusieurs des paramètres clés sont inconnus. En utilisant des variables aléatoires avec des distributions de probabilité raisonnables, nous examinons le comportement moyen et l'étendue de la fonction dans diverses conditions. Nous concluons que la probabilité est faible (de l'ordre de 2 % ou moins) que le tombeau de Talpiot soit le tombeau familial de Jésus de Nazareth. »

En mars 2008, face à ces critiques, Andrey Feuerverger rédige une version actualisée de son étude en tenant compte des données de Levi Y. Rahmani et Tal Ilan. L'article, revu par des pairs, est publié dans la revue The Annals of Applied Statistics (en). Cette fois, il estime à 1 contre 1 600 la probabilité que le tombeau de Talpiot ne soit pas celui de la famille de Jésus de Nazareth. Même en écartant les hypothèses du nom Mariamne, Andrey Feuerverger estime que le tombeau a près d'une chance sur deux d'être celui de Jésus.
En octobre 2009, le statisticien Jerry Lutgen publie sa propre étude, qui réévalue les précédentes. Il ne parvient pas à départager les méthodologies retenues. Il opte pour une approche médiane et conclut :

« Il a été démontré que les statisticiens qui ont écrit sur ce sujet sont divisés dans leurs estimations des probabilités, principalement parce qu'ils ne sont pas d'accord sur les hypothèses factuelles retenues. La thèse de cet article est qu'en fin de compte, les opinions de la plupart des gens seront davantage déterminées par la manière dont ils distillent un large spectre d'informations provenant d'experts en contenu que par les estimations de probabilités présentées par les statisticiens.
Que pensent alors les experts en contenu ? Il est intéressant de pouvoir dire quelque chose sur les opinions de ce groupe. En janvier 2008, le professeur James Charlesworth du Princeton Theological Seminary a organisé une conférence intitulée  « Les vues juives sur l'au-delà et les pratiques funéraires dans le judaïsme du Second Temple : évaluation du tombeau de Talpiot dans son contexte » . Lors de cette conférence, de nombreuses autorités de premier plan en la matière ont discuté de la possibilité que le tombeau de Talpiot soit le tombeau familial de Jésus. Il est clair que la plupart des participants à la conférence n’accepte pas que le tombeau de Talpiot soit le tombeau familial de Jésus. Cependant, un « vote » effectué lors de la conférence suggère que la majorité des participants sont au moins ouverts à une étude et à une exploration plus approfondies de cette question.
L'auteur soutient l’idée selon laquelle une étude et une exploration plus approfondies nous permettront de mieux comprendre si le tombeau de Talpiot est ou non le tombeau familial de Jésus de Nazareth. »

#### 2011
Au mois de mai 2011, Amnon Rosenfeld (Geological Survey of Israel), Charles Pellegrino (Time Gate, Inc.), Howard R. Feldman (The Anna Ruth and Mark Hasten School, Touro College Division of Paleontology et American Museum of Natural History) et Wolfgang E. Krumbein (Department of Geomicrobiology, ICBM Carl von Ossietzky Universitaet, Oldenburg) publient un article collectif, sur la connexion entre l'ossuaire de Jacques – dit ossuaire de Silwan – et le tombeau de Talpiot. Ils concluent :

« Le fait que la patine de l'ossuaire de Jacques présente les mêmes empreintes géochimiques que la grotte de Talpiot et les patines de ses ossuaires est une observation très importante en ce qui concerne le tombeau de la famille de Jésus. Selon des calculs statistiques (Feuerverger, 2008 ; Kilty et Elliott, 2010), la probabilité que la tombe de Talpiot soit celle de la famille de Jésus est assez élevée [3 % à 47 % selon Kilty et Elliott]. L'ajout de l'ossuaire de James avec l'inscription « Ya'akob Bar Yoseph Akhui d'Yeshua » à l'ensemble des noms trouvés dans cette tombe a un poids statistique important. Cela augmente les chances calculées à un niveau de certitude convaincant qu'il s'agit réellement de la tombe historique de la sainte famille. »

À la suite de la parution de cet article, Kilty et Elliot reprennent leurs travaux en intégrant l'ossuaire de Jacques dans leur modèle statistique et rédigent un nouvel article ce même mois de mai 2011(les éléments en seront publiés dans un chapitre spécifique de l'ouvrage collectif The Tomb of Jesus and His Family?) :

« Nous avons commencé par supposer une probabilité a priori que la tombe de Talpiot soit la tombe de la famille de Jésus qui est la réciproque du nombre de tombes probables dans la région – une sur mille. En utilisant la probabilité de trouver six inscriptions sur des ossuaires comme ceux de Talpiot, nous pouvons calculer à l'aide d'une distribution multinomiale, spécifiée comme quatre ossuaires contenant des noms d'hommes, dont deux de la famille de Jésus, plus deux noms de femmes, dont l'une est la mère, Marie. La combinaison des noms de famille, Jésus, fils de Joseph, Yoseh et Marie, n'est qu'une combinaison parmi les trente et une que l'on peut attendre d'une telle tombe. Ces probabilités, lorsqu'elles sont utilisées selon le théorème de Bayes, produisent une probabilité a posteriori que la tombe soit celle de la famille de Jésus qui est soit de 47 %, si nous supposons que Yoseh est un nom rare et celui de l'un des frères de Jésus, soit de 3 % seulement si nous considérons Yoseh comme une simple variante du nom plus courant de Joseph.
Supposons maintenant que l'ossuaire de Jacques provienne de la tombe, nous pouvons utiliser les mêmes formalités que dans le paragraphe précédent, mais changer la distribution multinomiale pour une distribution impliquant sept inscriptions, cinq masculines et deux féminines, trois des cinq inscriptions masculines étant des membres de la famille de Jésus – Jésus, fils de Joseph, Jacques et Yoseh. Il en résulte que la probabilité a posteriori que cette tombe soit celle de la famille de Jésus est portée à 92 % si l'on considère que Yoseh est un nom rare et à 32 % si l'on suppose que Yoseh est une variante de Joseph.
Dans un langage plus familier, nous pouvons dire que nos résultats sont les suivants. En supposant qu'il existe réellement un tombeau de la famille de Jésus dans la région de Jérusalem, le tombeau de Talpiot, avec sa combinaison de Jésus, fils de Joseph, Yoseh comme nom rare, Jacques et Marie, est une quasi-certitude d'être le tombeau. Un deuxième tombeau avec une telle association de noms n'est pas probable.
Dans nos articles précédents, nous avons démontré que de nombreux universitaires ont tiré des conclusions erronées concernant l'analyse statistique du tombeau de Talpiot. L'argument le plus fréquent contre le tombeau de Talpiot que nous avons rencontré est que les noms dans le tombeau de la famille de Jésus sont communs, « même extrêmement communs » [...]. Nous avons souligné à plusieurs reprises qu'il est inexact d'insister sur le fait que ces « noms se retrouveraient dans presque toutes les tombes juives de l'époque » [...]. En outre, parmi les spécialistes du Nouveau Testament, « on ne se rend guère compte [...] qu'assimiler la probabilité des noms dans un ensemble (les noms des Juifs de la Judée du premier siècle) à la probabilité de groupes de noms (les combinaisons dans une tombe) est une erreur - un malentendu pour lequel il n'y a pas d'autre antidote que de suivre un cours de probabilité ou de demander à un statisticien d'expliquer l'erreur en question » [...]. »

#### 2013
Selon les données disponibles en 2013, ainsi que le rappelle le Claude Cohen-Matlofsky de l'École pratique des hautes études (IUEJ Elie Wiesel), environ 900 tombes et 3 000 ossuaires similaires ont été découverts, la plupart dans le même secteur, dans un rayon de 4 km autour de Jérusalem, mais seulement 1 200 de ces ossuaires sont décorés ou ont une inscription. Ces inscriptions n'avaient aucune valeur solennelle ou commémorative mais étaient le plus souvent des graffiti gravés à la hâte par les familles des défunts pour identifier les corps lorsqu'elles déplaçaient les ossuaires et cercueils pour rajouter une nouvelle sépulture.
S'agissant du tombeau de Talpiot, pour la plupart des spécialistes, à l'instar d'Amos Kloner, la mention des noms de Joseph et Jésus ne constitue pas une preuve crédible d'un lien avec Jésus de Nazareth. En effet, en s'appuyant sur les travaux de Tal Ilan, Joseph (Yehosef) et Jésus (Yeshua) sont les deuxième et sixième prénoms masculins les plus fréquents en Palestine au Ier siècle, tandis que Maria (Marie) est le nom féminin le plus fréquent et Mara le dixième à cette époque.
Cependant, des chercheurs comme Claude Cohen-Matlofsky pointent le fait que les données disponibles dans l'étude de Levi Y. Rahmani (qui datent en fait de 1989 et ont été publiées en 1994) et Tal Ilan (travaux parus en 2001) nécessitent d'être actualisés, en particulier par le matériau publié dans l'ouvrage édité par Hannah M. Cotton en 2010 dans le Corpus Inscriptionum Iudaeae/Palaestinae – Volume I Jerusalem – Part 1 1-704, dont les données courent de la période hellénistique à la destruction de Jérusalem en 70 par les Romains. Ainsi, les données publiées par Hannah M. Cotton pour cette période correspondent à 704 inscriptions, dont plus de 600 proviennent d'ossuaires, ce qui triple le matériau dont disposait Levi Y. Rahmani en 1989. Le ratio de Levi Y. Rahmani entre ossuaires inscrits et non inscrits (227 inscrits pour un total de 897 ossuaires, soit 25,3 %), tels que répertoriés dans les collections de l'État d'Israël, est donc faible comparé au matériau publié par Hannah M. Cotton qui recense quant à elle environ 2 000 ossuaires connus, dont plus de 600 sont inscrits (soit environ 30 % des ossuaires). Ceux-ci proviennent d'environ 900 tombeaux. Or, les travaux de Hannah M. Cotton ne répertorient, par exemple, que vingt occurrences du prénom Jésus pour la période couverte,. Le prénom Yoseh n'apparait quant à lui que sept fois. Le prénom Matthieu n'apparaît que dix-sept fois...
Claude Cohen-Matlofsky estime que le spectre onomastique temporel retenu par Tal Ilan est trop large : il comprend des données allant de 330 av. J. C. à 200 ap. J.-C. En définissant un spectre onomastique temporel plus restreint (de 63 av. J.-C. à 138 ap. J.-C.), Claude Cohen-Matlofsky retient un échantillon de 549 prénoms juifs attestés en hébreu, araméen ou grec avec, par ordre décroissant d'occurrences pour les hommes : 43 pour ShImon et ses variantes, 41 pour Yehohanan et ses variantes, 37 'El'azar et ses variantes, 31 Yeoseph et ses variantes, 27 Yehudah et ses variantes, 13 Yeonatan et ses variantes, 10 Ya'aqob et ses variantes et 10 Yehoshua et ses variantes. Et pour les femmes : 26 Shlomsion et ses variantes ; 24 Miryam et ses variantes. Claude Cohen-Matlofsky en conclut que :

« En ce qui concerne les noms du tombeau de Talpiot à la lumière de ce tableau, Yeshua est le moins courant ; Yehudah est le cinquième moins courant ; Mathiah ne figure même pas parmi les 8 noms masculins les plus courants ; j'ai déjà traité Yoseh comme une rare interprétation du nom Yehoseph plus haut dans cet article ; et Mariam/Mar(i)a n'est pas le nom féminin le plus courant dans la Palestine romaine du début de l'ère chrétienne. »

Claude Cohen-Matlofsky appelle donc à ce que les études statistiques des noms présents dans le tombeau de Talpiot soient actualisées.
| Nom                        | Nombre d'individus | Pourcentage |
| -------------------------- | ------------------ | ----------- |
| Shimon et ses variantes    | 43                 | 8,92 %      |
| Yehohanan et ses variantes | 41                 | 7,47 %      |
| 'El'azar et ses variantes  | 37                 | 6,74 %      |
| Yeoseph et ses variantes   | 31                 | 5,65 %      |
| Yehudah et ses variantes   | 27                 | 4,92 %      |
| Yeonatan et ses variantes  | 13                 | 2,37 %      |
| Ya'aqob et ses variantes   | 10                 | 1,82 %      |
| Yehoshua et ses variantes  | 10                 | 1,82 %      |

#### 2020
Comme évoqué plus haut, en 2020, une équipe dirigée par Aryeh E. Shimron (Geological Survey of Israel), publie les résultats d'une nouvelle étude consacrée à la patine de l'ossuaire de Jacques (dit ossuaire de Silwan) qui conclut que :

« [Il] est remarquable que l'ossuaire de Jacques, qui a dû suivre une évolution différente au cours des 30 dernières années de son existence, et malgré la contamination considérable par des fragments métalliques, présente toujours une signature géochimique unique qui correspond à la chimie des autres ossuaires du tombeau de Talpiot. »

Ce qui impliquerait d'inclure son nom dans l'étude statistique onomastique du tombeau.